# I promessi sposi
(I promessi sposi, cap. I, p. 9)
I promessi sposi è un celebre romanzo storico di Alessandro Manzoni, considerato uno dei massimi capolavori della letteratura italiana. Preceduto dal Fermo e Lucia, spesso ritenuto un romanzo a sé, fu pubblicato in prima edizione tra il 1825 e il 1827 (detta "ventisettana"); rivisto in seguito dallo stesso autore, soprattutto nel linguaggio, fu ripubblicato in edizione definitiva tra il 1840 e il 1842 (detta "quarantana"). 
Ambientato in Lombardia tra il 1628 e il 1630, durante il dominio spagnolo, è il primo esempio di romanzo storico della letteratura italiana. Il racconto si basa su una rigorosa ricerca storiografica e gli episodi del XVII secolo, quali le vicende della monaca di Monza (Marianna de Leyva) e la peste del 1630, si fondano su documenti d'archivio e cronache dell'epoca.
I promessi sposi è l'opera più rappresentativa del romanticismo italiano e una pietra miliare della letteratura italiana per la profondità dei temi (si pensi alla filosofia della storia in cui, cristianamente, agisce l'insondabile grazia divina nella Provvidenza), nonché un passaggio fondamentale nella nascita stessa della lingua italiana moderna. Inoltre, per la prima volta in un libro di tale successo, i protagonisti sono gli umili e non i ricchi e i potenti della storia. Il romanzo, infine, per la sua popolarità presso il grande pubblico e per il vivace interesse da parte della critica letteraria tra XIX e XX secolo, è stato rielaborato in forme artistiche che vanno dalla rappresentazione teatrale al cinema, dall'opera lirica alla fumettistica e anche alla fiction televisiva, sia in chiave originale che parodistica.

## Le stesure: dalFermo e Luciaalla "quarantana"

### IlFermo e Lucia

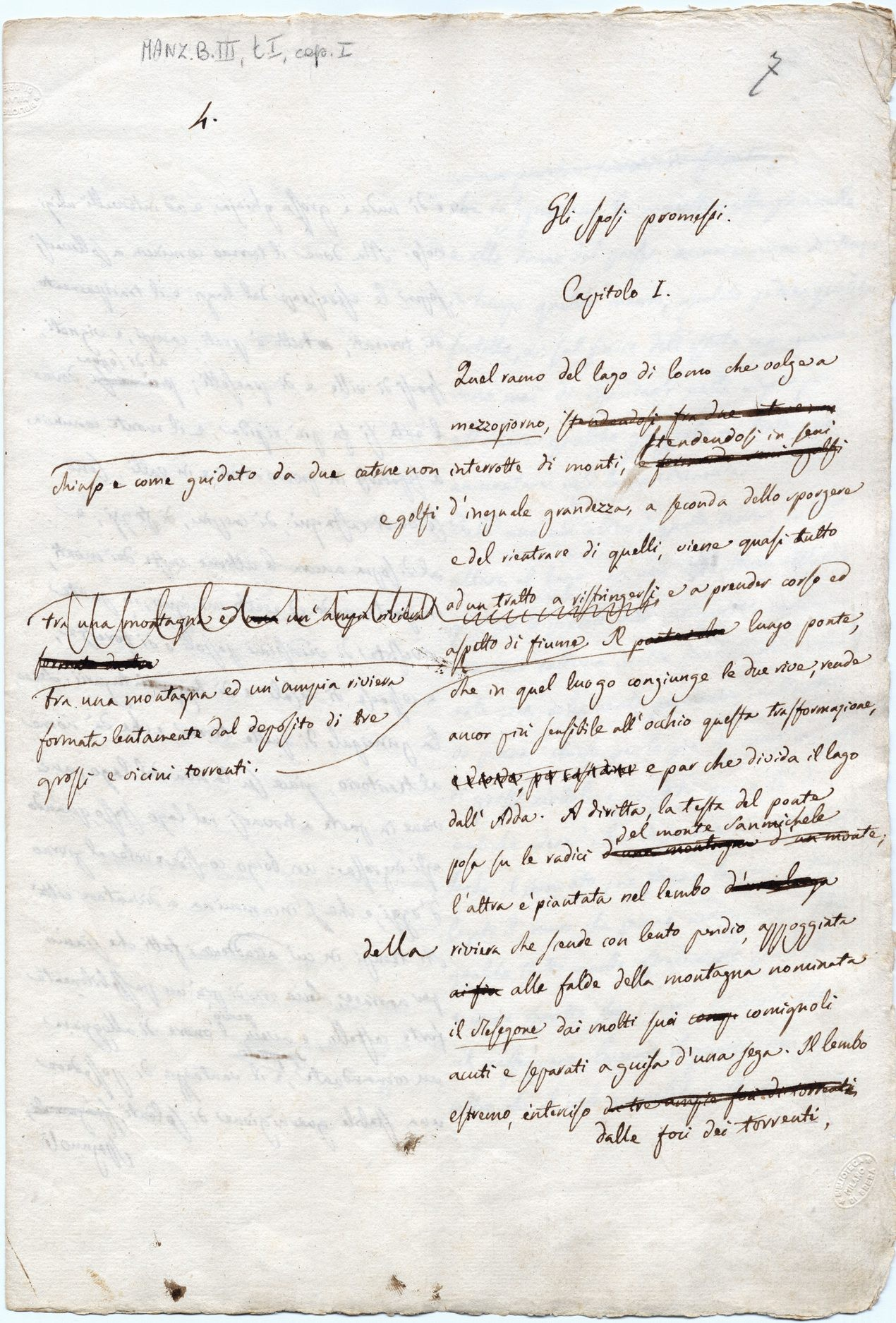
Pagina iniziale del capitolo I nel secondo manoscritto autografo de Gli sposi promessi, 1823-1825 (Milano, Biblioteca Nazionale Braidense).

L'idea del romanzo risale al 24 aprile 1821, quando Manzoni cominciò la scrittura del Fermo e Lucia, componendo in circa un mese e mezzo i primi due capitoli e la prima stesura dell'Introduzione. Interruppe però il lavoro per dedicarsi all'Adelchi, al progetto poi accantonato della tragedia Spartaco e all'ode Il cinque maggio. Manzoni dichiarò, nella lettera all'amico Claude Fauriel del 3 novembre 1821, di aver cominciato una nuova creazione letteraria caratterizzata dalla tendenza al vero storico. Dall'aprile del 1822 il Fermo e Lucia fu ripreso con più lena e portato a termine il 17 settembre 1823. La seconda redazione del romanzo, intitolata Gli sposi promessi, è databile tra il 1823 e il 1825.
Il Fermo e Lucia non va considerato come laboratorio di scrittura utile a preparare il terreno al futuro romanzo, bensì come un'opera autonoma, dotata di una propria struttura narrativa del tutto indipendente dalle successive elaborazioni. Rimasto per molto tempo inedito, fu pubblicato soltanto nel 1916, a cura di Giuseppe Lesca, con il titolo Gli sposi promessi.

### La "ventisettana"
La seconda scrittura dell'opera, differente per struttura narrativa, cornice, presentazione dei personaggi e uso della lingua, fu redatta da Manzoni con l'aiuto degli amici Ermes Visconti e Claude Fauriel; la sua prima edizione (la cosiddetta "ventisettana") fu pubblicata a Milano dal tipografo Vincenzo Ferrario in tre tomi fra il 1825 e il giugno 1827 (ma con la data del 1825 nei primi due e del 1826 nel terzo) con il titolo I promessi sposi e il sottotitolo Storia milanese del secolo XVII, scoperta e rifatta da Alessandro Manzoni, riscuotendo un notevole successo.

#### I cambiamenti strutturali e psicologici dei personaggi
La struttura più equilibrata (trentotto capitoli raggruppabili in quattro sezioni di estensione pressoché uguale), la decisa riduzione di quello che appariva un "romanzo nel romanzo", ossia la storia della monaca di Monza, e la scelta di evitare il pittoresco e le tinte più fosche a favore di una rappresentazione più aderente al vero sono le caratteristiche di quello che è un romanzo diverso dal Fermo e Lucia. 
Cambiano anche i nomi dei personaggi e, talvolta, persino il loro carattere. Oltre a Fermo che diventa Renzo, il nobile Valeriano diventa don Ferrante, così come il Conte del Sagrato diventa il ben più famoso Innominato. In quest'ultimo caso, il personaggio cambia radicalmente: il Conte del Sagrato non possiede l'indole riflessiva, tragicamente esistenziale nel ricordare le sue colpe, tipica dell'Innominato; il Conte del Sagrato, infatti, è «un killer d'alto rango, che delinque per lucro» e ha «una tinteggiatura politica antispagnola», elementi non presenti nell'Innominato.

#### La scelta del toscano
Linguisticamente Manzoni abbandonò il «composto indigesto» del Fermo e Lucia per avvicinarsi al toscano, ritenuto dall'autore, per il suo lessico pratico usato sia presso gli aristocratici che i popolani, la lingua più efficace per dare un tono realistico e concreto al proprio romanzo. Manzoni, che in famiglia parlava o il francese o il dialetto milanese, tra il 1824 (ancor prima di ultimare la stesura del Fermo e Lucia) e il 1827 cercò di imparare il toscano attraverso strumenti linguistici, utilizzando il Vocabolario milanese-italiano di Francesco Cherubini e il Nouveau dictionnaire françois-italien di Francesco Alberti di Villanova per la traduzione in italiano dei termini francesi; si avvalse inoltre del Vocabolario degli Accademici della Crusca nella quarta edizione e precisamente nella ristampa veronese curata da Antonio Cesari.

### La "quarantana"

#### Genesi
L'edizione definitiva de I promessi sposi (la cosiddetta "quarantana") fu pubblicata a dispense a Milano dalla tipografia di Vincenzo Guglielmini e di Giuseppe Redaelli tra il novembre del 1840 e il novembre del 1842 (ma con la data del 1840 sul frontespizio), con l'aggiunta della Storia della colonna infame. La sua pubblicazione a spese di Manzoni fu decisa sia per la volontà dell'autore di rinnovare l'impianto stilistico e linguistico della "ventisettana" dopo l'esperienza fiorentina, sia per la spinta che Manzoni ricevette dalla seconda moglie, Teresa Borri – grande ammiratrice dell'opera manzoniana –, e dall'amico di lunga data Tommaso Grossi, i quali intravedevano numerosi introiti dalla nuova edizione illustrata. 

#### La "risciacquatura" in Arno

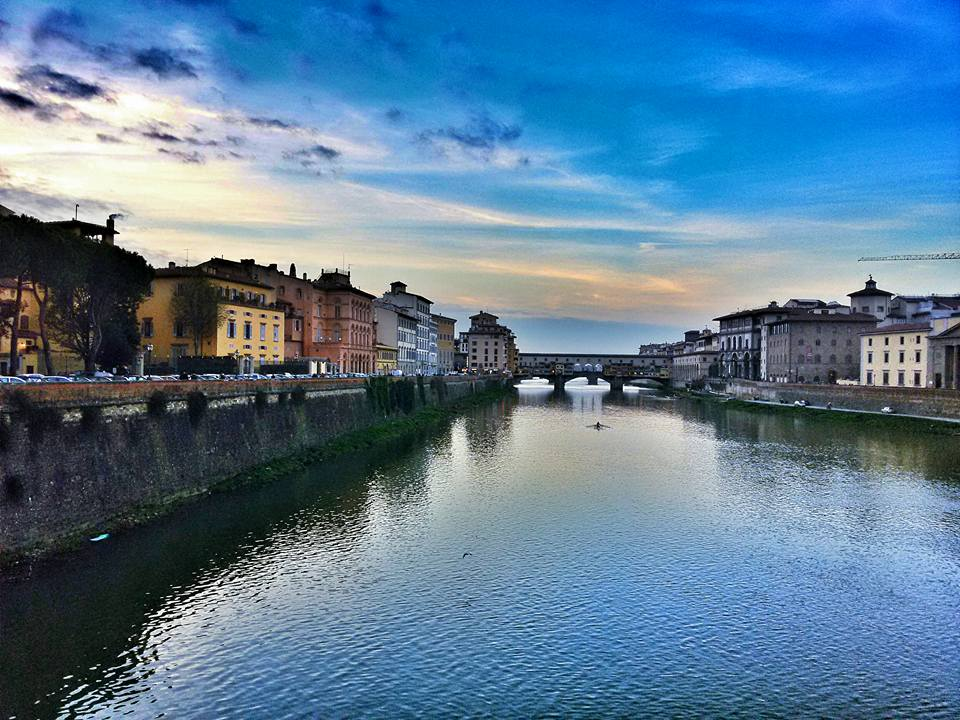
Il fiume Arno, dove Manzoni andò metaforicamente a risciacquare i panni.

Subito dopo la pubblicazione della "ventisettana", nell'estate dello stesso anno, Manzoni, che non era pienamente soddisfatto del risultato ottenuto, poiché il linguaggio dell'opera risentiva ancora delle proprie origini lombarde, si recò a Firenze per "risciacquare i panni in Arno", cioè per sottoporre il romanzo a un'ulteriore e più accurata revisione linguistica, affrancandolo anche dal dialetto toscano e rendendolo aderente al fiorentino parlato, considerato il più adatto al realismo che si prefiggeva.
La seconda edizione riveduta (o risciacquata), che essenzialmente differisce dalla prima per la revisione linguistica dal toscano al fiorentino colto, beneficiò pure del prezioso aiuto della fiorentina Emilia Luti, che dal maggio 1841 si trasferì per un anno nella casa di Manzoni come istitutrice delle figlie dello scrittore. Alcuni critici suggeriscono altresì che l'ormai ultracinquantenne Manzoni, distaccato da anni di inattività poetica, abbia deciso di smussare alcune espressioni troppo vicine alla sfera lirica.

#### Le edizioni pirata e le illustrazioni di Francesco Gonin

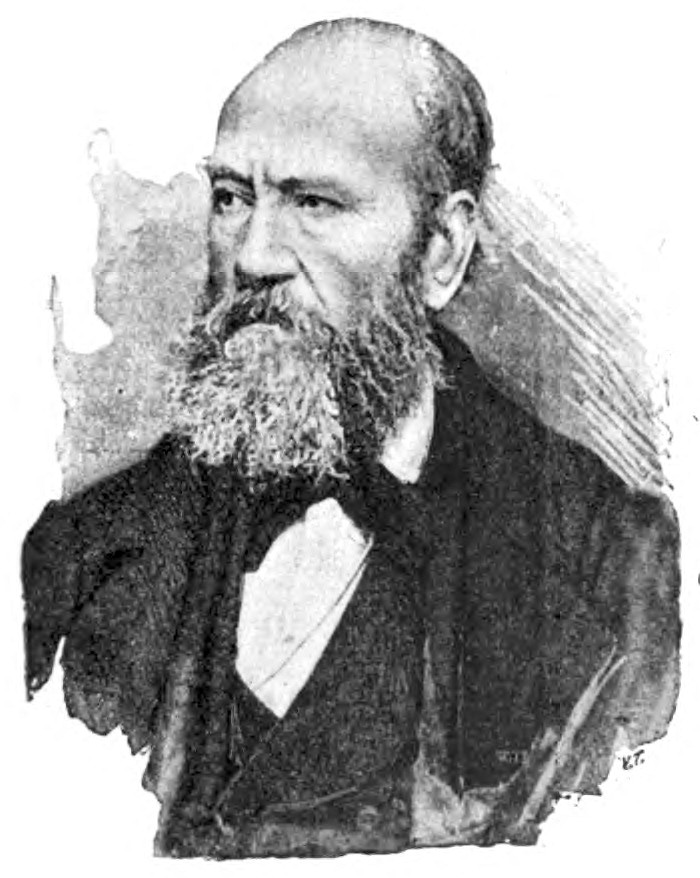
Anonimo, Ritratto di Francesco Gonin, 1880 ca.

Il successo dell'opera manzoniana comportò, in un'epoca in cui non esisteva ancora il diritto d'autore, il proliferare di edizioni abusive in tutta la Penisola. Tali edizioni spinsero Manzoni a dotare la sua nuova edizione di alcune attrattive in più: un corredo di illustrazioni, l'utilizzo della carta e dell'inchiostro migliori e l'aggiunta dell'inedita Storia della colonna infame. Per le illustrazioni Manzoni pensò dapprima a Francesco Hayez, ma il celebre pittore rinunciò affermando che un simile lavoro gli avrebbe procurato danni alla vista. Lo scrittore chiese quindi aiuto in Francia all'amica Bianca Milesi, che si rivolse al pittore francese Louis Boulanger, ma nemmeno questo tentativo, testimoniato da un solo disegno, si rivelò fruttuoso. Quando Francesco Gonin, giovane e promettente pittore piemontese, fu ospitato a Milano da Massimo d'Azeglio, Manzoni riconobbe in lui la persona giusta. 
Il suo lavoro convinse pienamente l'autore, che con Gonin intrattenne nei primi mesi del 1840 una fitta corrispondenza. Il rapporto tra i due fu di grande intesa: lo scrittore guidò la mano del pittore nella composizione dei quadretti. Francesco Gonin fu affiancato da altri artisti e specialmente da Luigi Riccardi, al quale si devono alcuni famosi paesaggi. Le incisioni in legno dei disegni furono commissionate al pittore e incisore milanese Luigi Sacchi, che si avvalse della collaborazione dei francesi Bernard e Pollet e dell'inglese Sheeres e in seguito, per sbrigare l'enorme mole di lavoro, fece venire sempre da Parigi anche gli intagliatori Victor e Loiseau. La stampa dell'opera fu affidata ai tipografi Vincenzo Guglielmini e Giuseppe Redaelli, il contratto con i quali fu firmato da Manzoni come editore il 13 giugno 1840. Per stampare la "quarantana" fu per la prima volta utilizzato in Italia il torchio tipografico in ghisa inventato nel 1800 da Charles Stanhope, III conte di Stanhope, fabbricato su licenza dalla ditta Amos Dell'Orto di Monza.

#### Storia della colonna infame

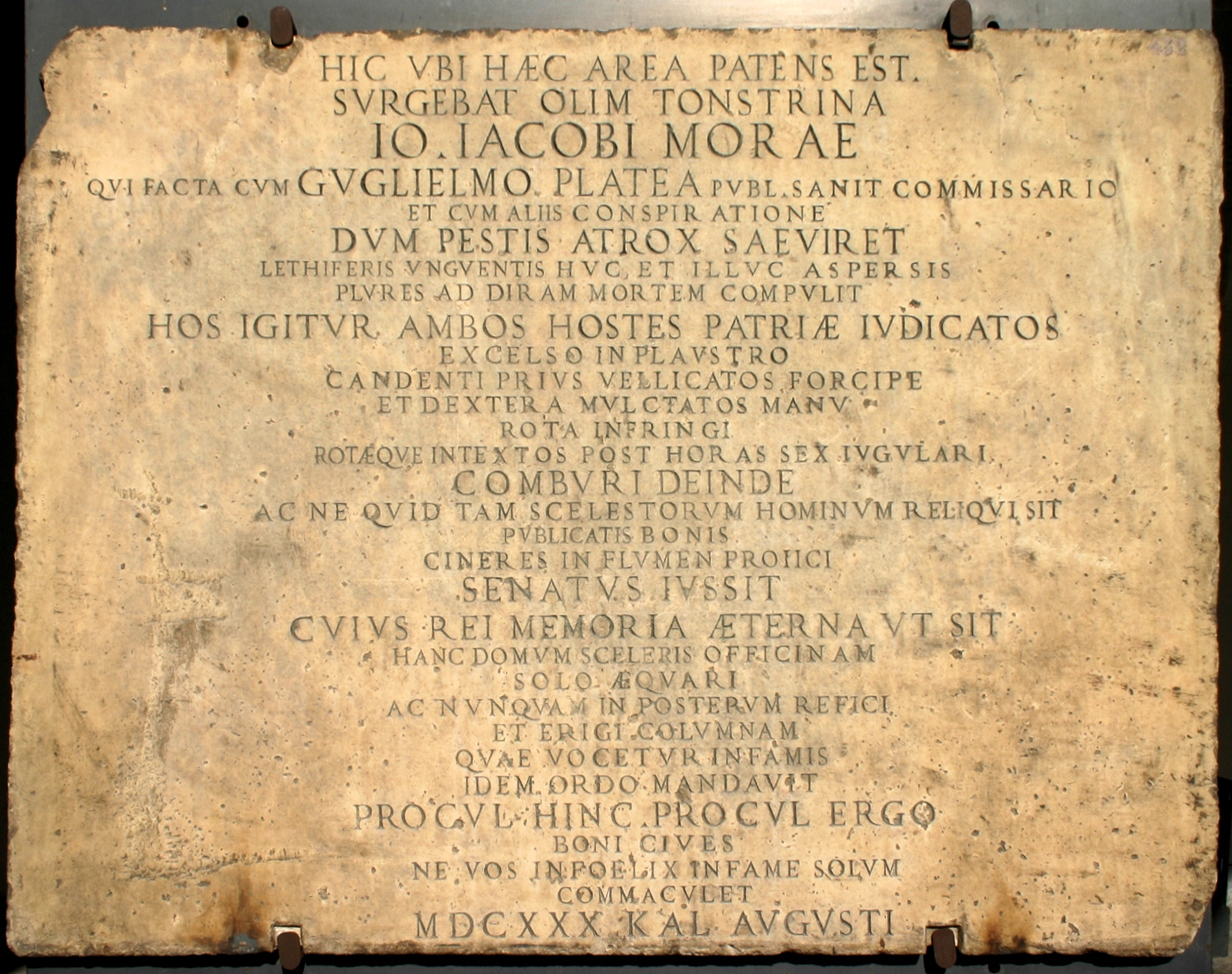
La lapide della Colonna infame, conservata a Milano nel Castello Sforzesco.

La Storia della colonna infame, ricostruzione del clima di intolleranza, ferocia e alienazione in cui si svolgevano i processi contro gli untori al tempo della peste raccontata nel romanzo, inizialmente fu un'appendice nel Fermo e Lucia per poi essere aggiunta, dopo essere stata rielaborata linguisticamente e strutturalmente, alla "quarantana". L'opera, che narra la tragica vicenda del barbiere Giangiacomo Mora e dell'ufficiale di sanità Guglielmo Piazza, accusati di aver contribuito a diffondere la pestilenza e giustiziati a Milano nel 1630, è una recisa e violenta condanna della superstizione popolare e della tortura usata nei processi penali per estorcere le confessioni dei presunti colpevoli.

### Le prime edizioni dei tre romanzi
- Alessandro Manzoni, I promessi sposi. Storia milanese del secolo XVII scoperta e rifatta, 3 voll. (I; II; III), Milano, presso Vincenzo Ferrario, 1825-1826, SBN LO1E002666.
- Alessandro Manzoni, I promessi sposi. Storia milanese del secolo XVII scoperta e rifatta. Edizione riveduta dall'autore. Storia della colonna infame. Inedita, Milano, dalla Tipografia Guglielmini e Radaelli, 1840, SBN LO11464288.
- Alessandro Manzoni, Gli sposi promessi, per la prima volta pubblicati nella loro integrità di sull'autografo da Giuseppe Lesca, Napoli, Francesco Perrella, Società Anonima Editrice, 1916, SBN LO10260119.

## L'opera

### I modelli

#### Manzoni e il modello di Walter Scott

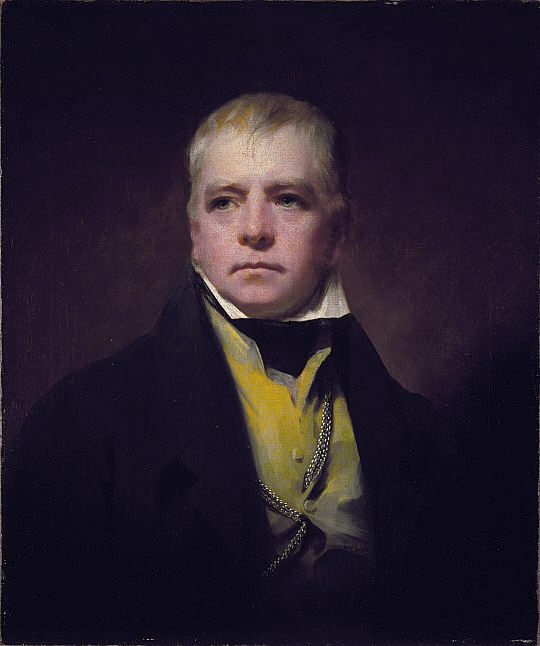
Henry Raeburn, Sir Walter Scott, olio su tela, 1822 (Edimburgo, Scottish National Gallery).

Il romanzo manzoniano presenta varie analogie, ma anche evidenti differenze, con il romanzo storico Ivanhoe di Walter Scott, ambientato nel Medioevo inglese sullo sfondo delle lotte e della successiva unione tra i Normanni invasori e le popolazioni preesistenti, soprattutto i Sassoni. Manzoni, che non conosceva l'inglese, durante il suo soggiorno parigino poté leggere il capolavoro di Scott nella versione francese di Auguste-Jean-Baptiste Defauconpret del 1820. Una volta ritornato a Milano nella sua villa di Brusuglio, si fece inviare in prestito, per il tramite del direttore della Biblioteca di Brera Gaetano Cattaneo, altri romanzi di Scott tradotti in francese (tra cui La sposa di Lammermoor, Il monastero e Waverley). 
Il filo conduttore tra lo scrittore scozzese e quello italiano si riscontra sul piano prettamente storico (anche se Manzoni critica le eccessive libertà creative di Scott, sottolineandone la diseguale fedeltà alle fonti) e sulle ricostruzioni paesaggistiche, mentre il letterato milanese si disinteressa dell'avvicendarsi dei fatti avventurosi che rendono incalzante la trama dell'Ivanhoe, che richiama le antiche epopee cavalleresche del ciclo arturiano e dell'Orlando furioso di Ludovico Ariosto. I personaggi dell'Ivanhoe non rispecchiano quella complessità d'animo, quel «guazzabuglio del cuore umano», che invece caratterizza così fortemente i personaggi de I promessi sposi, costantemente immersi in un dinamismo storico realistico che sembra molto distante dal mondo fantastico dell'Inghilterra medioevale dipinta da Scott. Per di più, se nell'opera manzoniana c'è un forte interesse civile, inteso a fornire, attraverso il romanzo, un'unità linguistica e un'utilità morale ai lettori, in quella di Scott la dimensione morale è assente. 

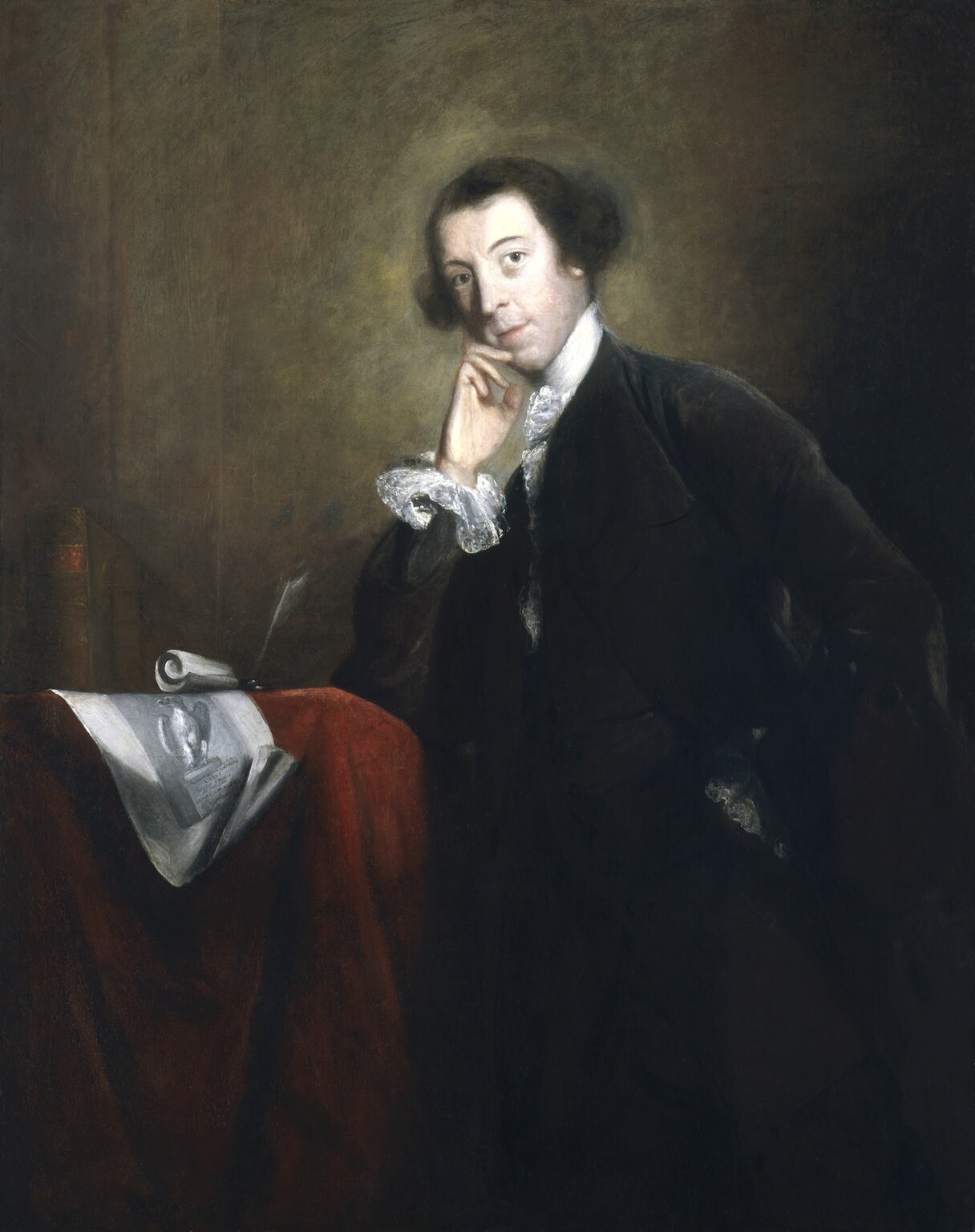
Horace Walpole, l'autore de Il castello di Otranto, esempio celebre di romanzo gotico preso a modello da Manzoni.

#### Altri modelli letterari
Tra i modelli di cui Manzoni si servì si ritrovano ancora Laurence Sterne, specialmente nella somiglianza del frate cappuccino manzoniano al frate francescano descritto nel Viaggio sentimentale di Yorik, e i romanzi gotici, quale Il castello di Otranto di Horace Walpole nella parte relativa al castello dell'Innominato. Da segnalare ancora La monaca di Denis Diderot, modello che ha potuto arricchire l'immaginario manzoniano riguardo a suor Gertrude, anche se il critico Giovanni Macchia ne sottolinea la distanza perché «serrato in tutte le sue parti come un'opera filosofica» e quindi lontana dal realismo che Manzoni invocava; e Justine del marchese de Sade, per quanto riguarda la tresca tra la monaca di Monza ed Egidio e il legame tra Lucia, pura e casta, e l'Innominato, violento e assassino.

### I "generi" del romanzo

#### La nascita del romanzo storico italiano
Il romanzo manzoniano rientra all'interno del genere del romanzo storico, quello che Manzoni stesso definì come un componimento misto di storia e d'invenzione, impresa assai ardua in italiano, a causa della mancanza di unità linguistica e della conseguente inesistenza di modelli (se si eccettuano i romanzi barocchi, completamente distanti dall'obiettivo della temperie romantica). Il passaggio dalla tragedia al romanzo storico rispondeva innanzitutto a un'esigenza morale per la risoluzione di quello che Angelo Stella ha definito «pessimismo cristiano», cioè alla necessità di far vincere in questo mondo a personaggi di fantasia le sfide della storia, elemento che non poteva essere accolto nelle tragedie, dove la rivincita avviene solo nell'aldilà. Inoltre, il genere del romanzo permetteva al narratore di far prevalere la parte del vero poetico rispetto al vero storico, come delucidato da Gino Tellini:
(Tellini, 1998, p. 45)

#### L'anima verista e ilBildungsroman

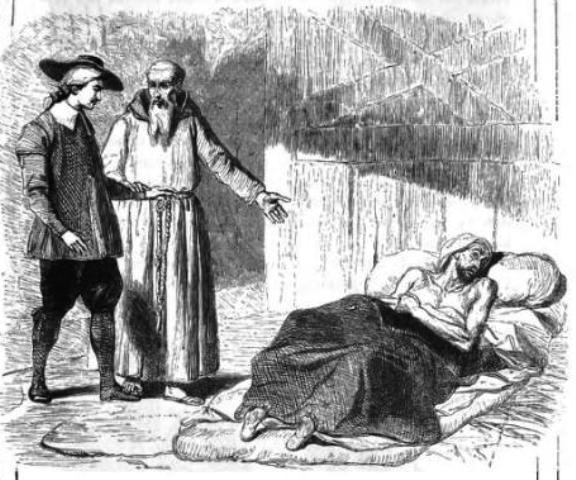
Renzo, guidato da padre Cristoforo, perdona don Rodrigo ormai morente nel Lazzaretto. Le vicende che riguardano il giovane protagonista del romanzo, dai fatti di Milano sino al rientro in patria durante la peste, mostrano una notevole evoluzione della sua personalità.

Pur essendo considerati il modello per eccellenza del romanzo storico italiano, I promessi sposi superano i ristretti limiti di tale genere letterario: Manzoni infatti, mediante la ricostruzione della Lombardia del Seicento, non tratteggia soltanto un grande affresco storico, ma prefigura degli evidenti parallelismi con i processi storici di cui era testimone nel suo tempo. Non limitandosi a indagare il passato, bensì riflettendo su costanti umane – di carattere culturale, psicologico, spirituale, sociale e politico – l'autore delinea anche un'idea precisa del senso della storia e del rapporto che il singolo ha con gli eventi storici che lo coinvolgono.
In virtù di questo rigoroso spirito d'osservazione della realtà che circonda le vicende dei protagonisti, I promessi sposi si possono ritenere un romanzo antesignano della corrente del realismo italiano: la descrizione dettagliata nei minuti resoconti storici delle digressioni, l'analisi psicologica e fisica dei singoli personaggi – appartenenti non più solo ai potenti, ma anche agli umili –, l'attenzione verso una realtà non più mitizzata e idealizzata come nella produzione romantica inglese o tedesca, ma inserita nella quotidianità del Seicento sono elementi che apriranno, in qualche modo, la via al verismo verghiano. Eurialo De Michelis ribadisce il tono profondamente realistico che il romanzo assume per la mentalità di Manzoni e non solo per esigenze estetiche.
Inoltre, I promessi sposi è un romanzo di formazione, sulla scia già tracciata dai Bildungsromanen tedeschi, quale Gli anni di apprendistato di Wilhelm Meister di Goethe (si pensi in particolare al percorso umano di Renzo, da ingenuo contadino ad abile – troppo abile – attivista politico fino ad accorto e saggio nei confronti delle insidie del mondo), ma, per alcune ambientazioni e vicende raccontate (la monaca di Monza, il rapimento di Lucia segregata poi nel castello dell'Innominato), presentano anche caratteristiche che li possono accomunare ai romanzi gotici sette-ottocenteschi.

### Fonti

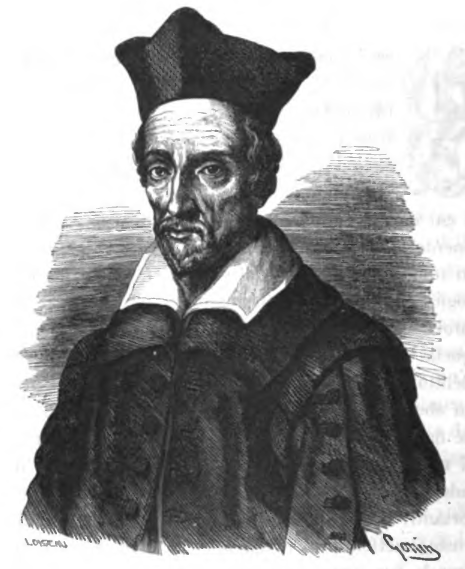
Ritratto di Giuseppe Ripamonti, esemplato da Francesco Gonin su quello dal vivo di Johann Christoph Storer.

Le fonti cui Manzoni attinse per la ricostruzione delle vicende della Milano seicentesca e di alcuni personaggi sono essenzialmente: l'Historia patria di Giuseppe Ripamonti, fondamentale storia di Milano, dal cui volume terzo furono tratte le notizie principali sulla vita del cardinale Federigo Borromeo, sulla figura di Bernardino Visconti (il personaggio storico cui Manzoni s'ispirò per l'Innominato) e sulla tragica vicenda di suor Marianna de Leyva; il De peste quae fuit anno MDCXXX dello stesso autore, cronaca ricchissima di informazioni sulla peste del 1630; il De pestilentia di Federigo Borromeo, dalla cui lettura Manzoni prese spunto in generale per l'ambientazione della Milano devastata dal morbo e in particolare per l'episodio della madre di Cecilia; il Raguaglio dell'origine et giornali successi della gran peste di Alessandro Tadino, come ricordato dallo stesso Manzoni nel capitolo XXXI del romanzo, sempre per la nitida narrazione della pestilenza; l'opera Sul commercio de' commestibili e caro prezzo del vitto di Melchiorre Gioia, utile per ricostruire la crisi sociale ed economica in cui versava la Lombardia spagnola, dove operai e artigiani erano costretti a emigrare nelle regioni vicine. Il critico Giovanni Getto ha individuato un'ulteriore fonte nell'Historia del cavalier perduto di Pace Pasini. Sono state altresì rilevate notevoli analogie con la storia di un signorotto, Paolo Orgiano, che tiranneggiava nel basso Vicentino nel paese di Orgiano.

### Caratteristiche generali

#### La finzione dell'Anonimodel manoscritto
Il romanzo prende le mosse da un presunto manoscritto anonimo del XVII secolo, che racconta la storia di Renzo e Lucia, "scoperta e rifatta" da Manzoni: un topos che nella letteratura mondiale era già stato utilizzato spesse volte e che, nel caso de I promessi sposi, ha il suo precedente più stretto nel Don Quijote di Miguel de Cervantes, basato sul manoscritto fittizio in aljamiado di Cide Hamete Benengeli. Nulla è noto dell'autore del manoscritto, tranne che ha conosciuto da vicino i protagonisti della vicenda e che quindi si esprime in uno stile seicentesco, ironicamente criticato da Manzoni e perciò modernizzato nella prosa.
Il topos del rifacimento della vicenda narrata da un testo o trascritta dalla voce diretta di uno dei protagonisti, inoltre, consente al romanziere di giocare sull'ambiguità stessa che sta alla base del moderno romanzo realistico-borghese, ossia il suo essere un componimento di fantasia che spesso non disdegna di proporsi ai suoi lettori come documento storico veritiero e attendibile. Si viene a creare un trinomio Renzo-Anonimo-Manzoni, in cui la finzione letteraria adoperata da quest'ultimo permette una falsa stratificazione delle opinioni dei singoli narratori, determinando di conseguenza una duplice prospettiva nella quale vengono visti gli avvenimenti: una secondo i fatti narrati, attribuiti all'autore del manoscritto; l'altra secondo i commenti e le riflessioni dell'autore del romanzo sulle vicende trattate.

#### I ritagli del narratore/autore

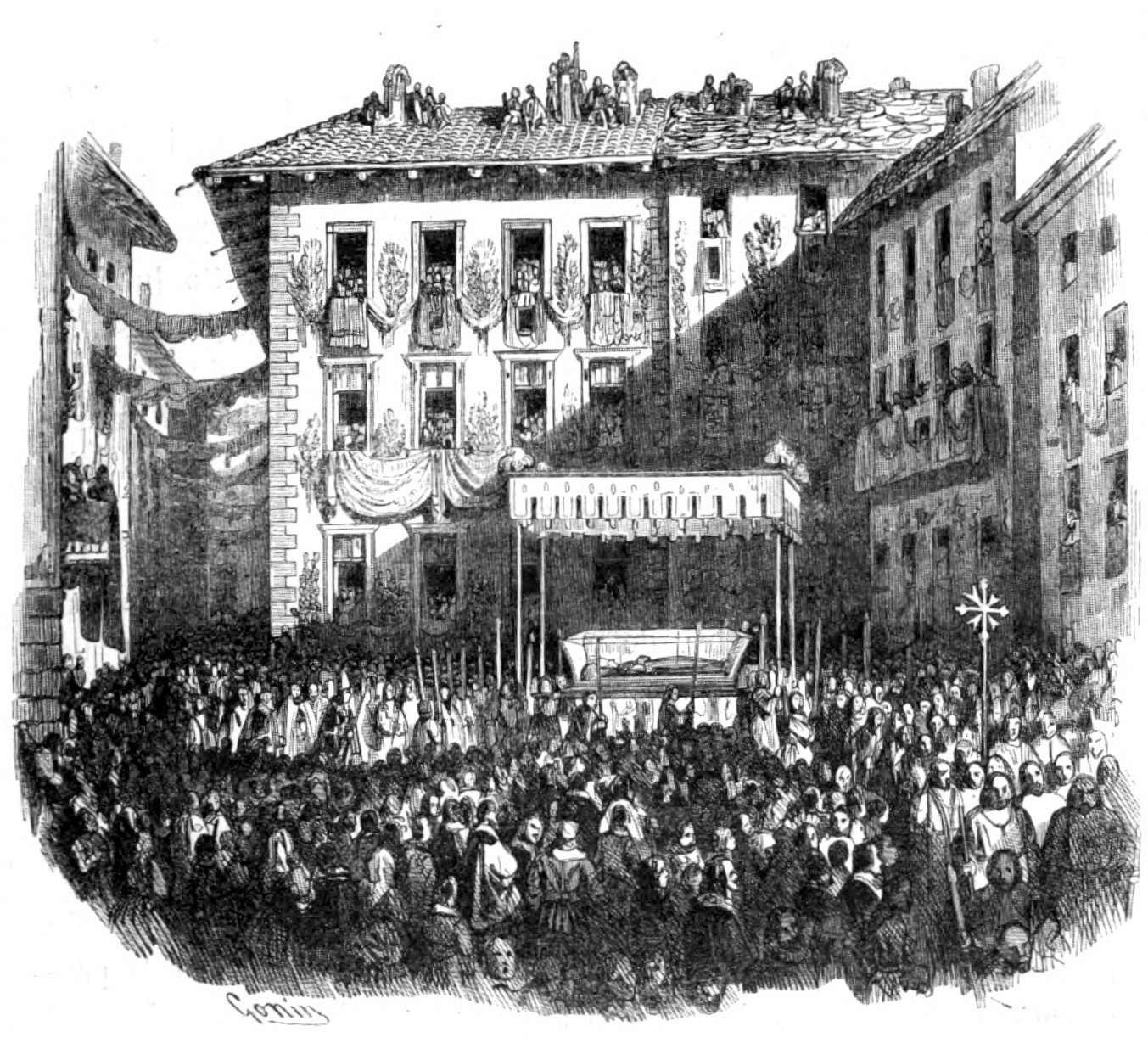
La processione dei resti di San Carlo. La funzione religiosa, sconsigliata perché propagatrice del contagio tra i milanesi secondo la scienza moderna, fu criticata da Manzoni.

La finzione narrativa dell'Anonimo del manoscritto permette all'autore di intervenire nel corso della vicenda, sentenziando dei veri e propri commenti sulle azioni dei suoi personaggi in modo ironico e paternalistico. Per l'ironia, basti pensare al paragone che Manzoni usa per tratteggiare il carattere pavido di don Abbondio con la risolutezza del principe di Condé prima della battaglia di Rocroi o alla famosa frase «La sventurata rispose» in riferimento al traviamento interiore di Gertrude; per il «paternalismo cattolico», concetto formulato da Antonio Gramsci nei Quaderni del carcere, s'intende la posizione bonaria e protettrice dell'aristocratico Manzoni, che mostra compassione verso gli ultimi solo in nome della morale cattolica e non per una vera solidarietà tra classi sociali, la cui distanza deve rimanere inalterata. Ancora, il narratore Manzoni giudica con acrimonia i vizi del Seicento, la sua corruzione, il suo modo di intendere cultura e tutta l'ortoprassi degli uomini di quell'epoca: l'ironia amara verso la cultura di don Ferrante, che nega l'esistenza della peste e ne resta vittima; la condanna sferzante verso il presunto ruolo malefico degli untori; l'ironia patetica mostrata verso la decisione del cardinale Federigo di indire la processione con le reliquie di San Carlo per porre fine alla pestilenza e l'aggravamento della diffusione del contagio il giorno dopo sono solo alcuni dei numerosi interventi dell'autore nel commentare lo sviluppo della storia, rendendo più fluido e diretto il suo ingresso che, nelle tragedie, era relegato ai cori. Ne consegue, infine, che il narratore del romanzo è un narratore onnisciente:
(Ferroni, 1991, p. 170)

#### La funzione del romanzo: l'utile, ilveroe l'interessante

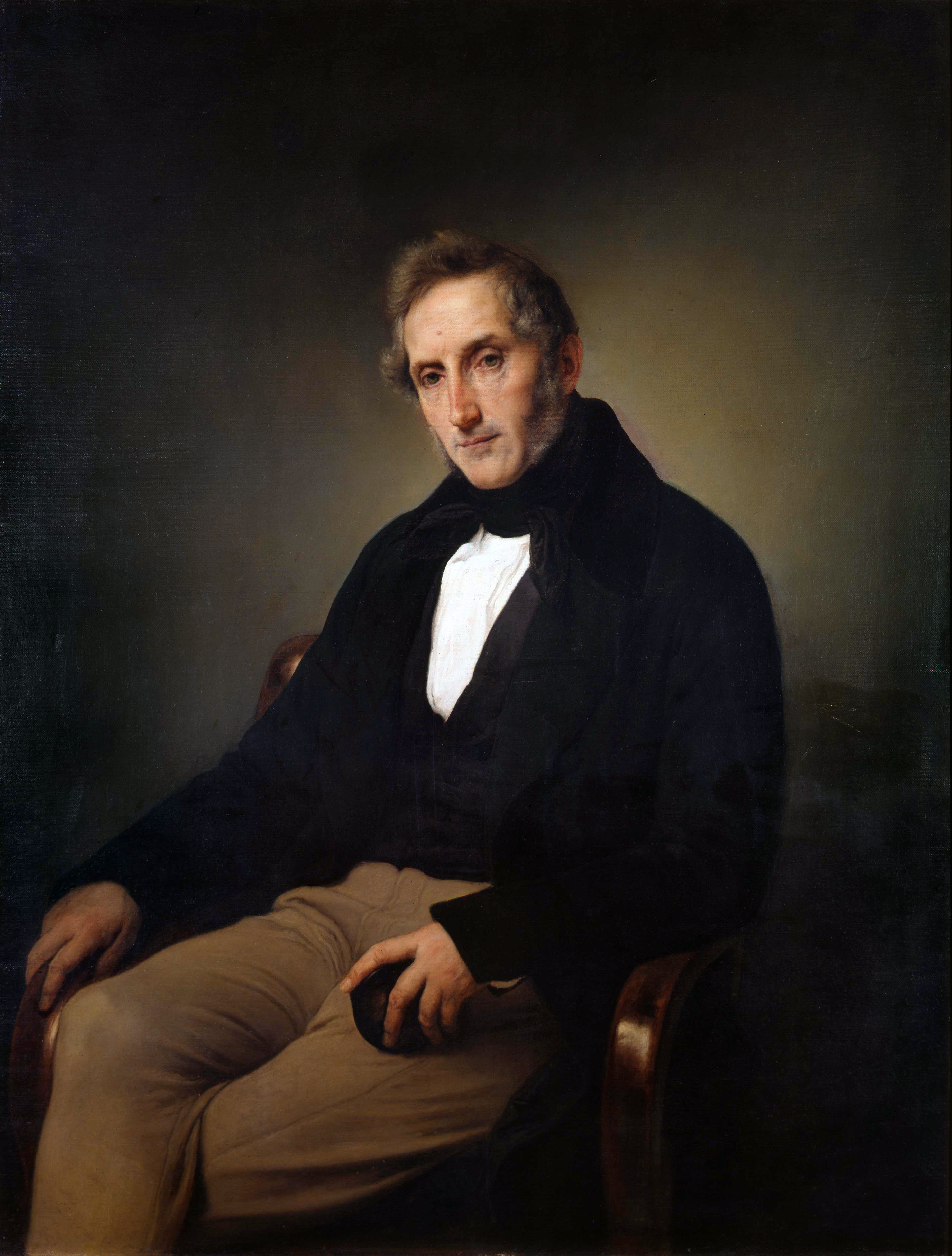
Francesco Hayez, Ritratto di Alessandro Manzoni, olio su tela, 1841 (Milano, Pinacoteca di Brera).

Manzoni, nella sua lettera Sul romanticismo al marchese Cesare Taparelli d'Azeglio del 1823, aveva dichiarato esplicitamente che la funzione dell'arte e della letteratura deve orientare i lettori secondo tre coordinate estetico-paideutiche ben precise:
(Sul romanticismo, Lettera al marchese Cesare Taparelli d'Azeglio, 22 settembre 1823)
Nel caso del romanzo, il veicolo morale dunque deve passare attraverso una narrazione che attiri l'attenzione del lettore per la veridicità delle vicende in cui, grazie all'infusione della finzione narrativa, si rende attraente e piacevole al lettore la vicenda narrata, purché vi sia l'utile come finalità. L'obiettivo è quello di elevare moralmente chi legge il romanzo, eliminando qualsiasi parte sconveniente o che possa, in qualche modo, turbare la sensibilità di determinati lettori.

#### La Provvidenza

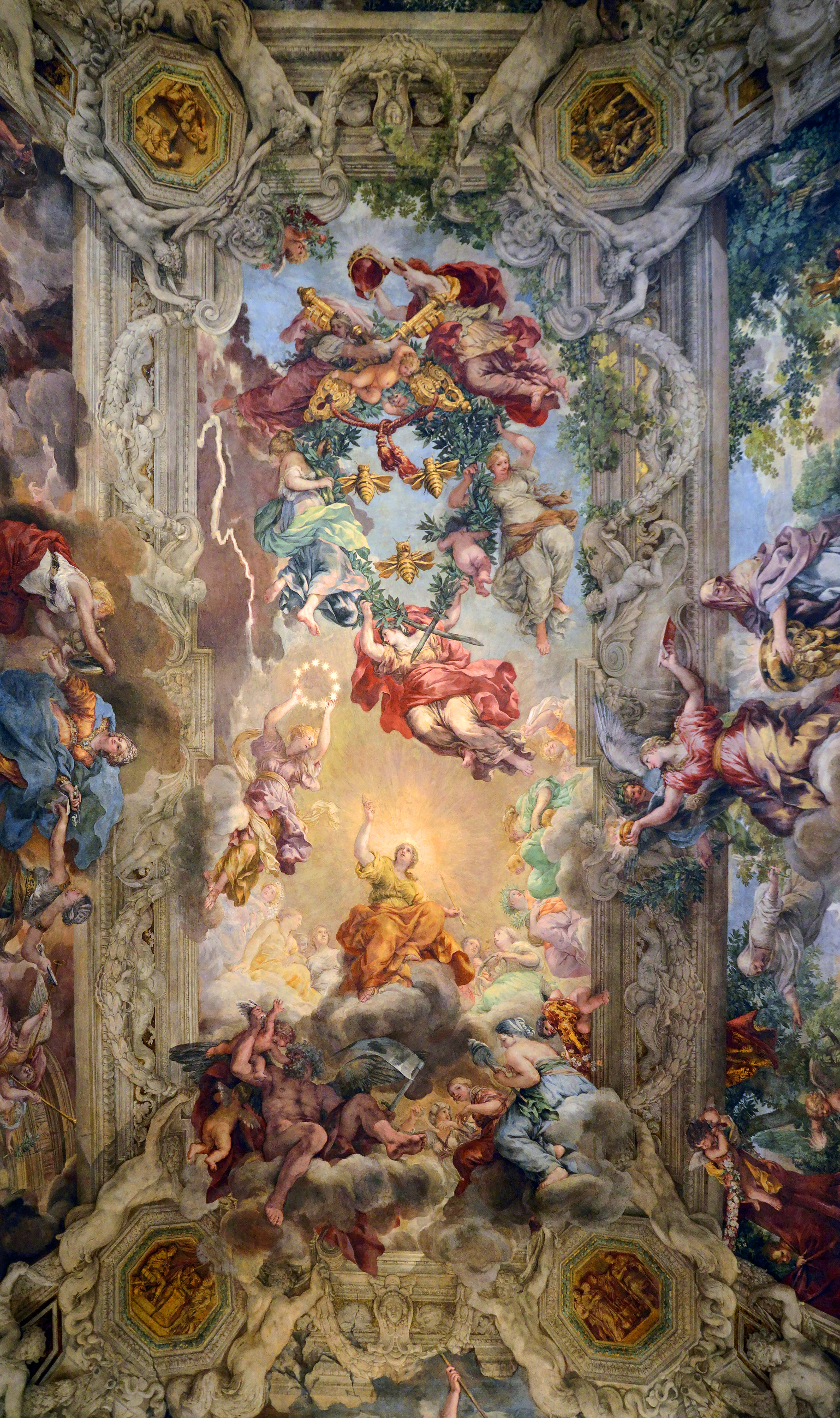
Pietro da Cortona, Trionfo della Divina Provvidenza, affresco, 1632-1639 (Roma, Palazzo Barberini).

Oltrepassando il proposito espresso nel Fermo e Lucia, Manzoni spinge l'intento moraleggiante a più alte vette. Il romanzo, infatti, assume una forte connotazione morale intrisa dell'escatologia cristiana, dominata dalla presenza della Provvidenza nella storia e nelle vicende umane. Il male è compresente, il gioco di forze contrapposte genera effetti a volte disastrosi nella vita dei protagonisti, ma Dio non abbandona gli uomini e, nell'opera manzoniana, la fede nella Provvidenza permette di dare un senso agli accadimenti umani, come emerge alla fine del romanzo stesso:
(I promessi sposi, cap. XXXVIII, p. 745)
La Provvidenza agisce in modo misterioso e secondo schemi che non seguono le logiche terrene, raggiungendo il suo scopo anche attraverso eventi dolorosi, concretizzandosi in quella che nell'Adelchi con una famosa espressione è chiamata «la provida sventura». Si possono recare numerosi esempi al riguardo: le conversioni di Lodovico (fra Cristoforo) e dell'Innominato avvengono nel corso del tempo, dopo avvenimenti traumatici (l'omicidio causato da Lodovico, che lo induce a farsi frate) o ripetuti (i crimini commessi dall'Innominato negli anni). Nel primo caso, Lodovico si macchia di un delitto e, ricoverato presso il vicino convento dei cappuccini, durante la convalescenza, «gli parve che Dio medesimo l'avesse messo sulla strada, e datogli un segno del suo volere, facendolo capitare in un convento, in quella congiuntura»; nel secondo, la Provvidenza fa breccia nel cuore già tumultuante dell'Innominato per mezzo di una spaventata Lucia, la quale, nella foga, proferisce la frase che scatena la conversione del criminale: «Dio perdona tante cose, per un'opera di misericordia!», conversione che giunge a pieno compimento dopo la terribile notte e il successivo incontro con il cardinale Federigo Borromeo.

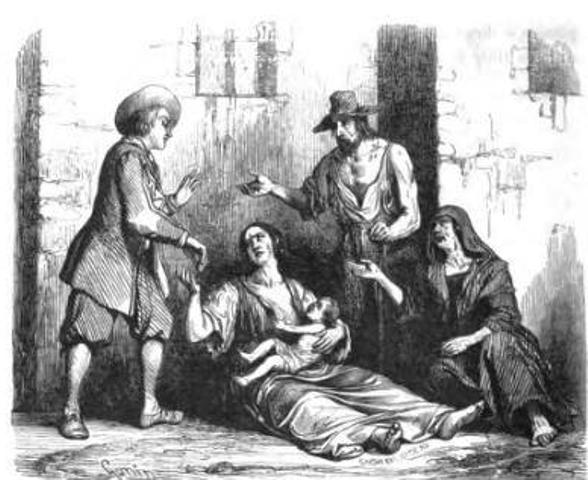
«"La c'è la Provvidenza!" disse Renzo; e, cacciata subito la mano in tasca, la votò di que' pochi soldi; li mise nella mano che si trovò più vicina, e riprese la sua strada» (I promessi sposi).

Ma la questione della Provvidenza delineata da Manzoni è assai diversa da quella presentata dai suoi personaggi: nessuno di loro (se non fra Cristoforo e il cardinale) definisce in modo nitido come Dio operi nella storia, passando da interpretazioni perlomeno accettabili (il voto alla Madonna che Lucia compie mentre è prigioniera dell'Innominato e la sua liberazione intravista quale segno della benevolenza divina) a quelle blasfeme di don Abbondio, da cui la peste è vista come «una scopa» provvidenziale, e di don Gonzalo Fernandez de Cordova che, davanti all'arrivo della peste portata dai lanzichenecchi, invita a sperare nella Provvidenza. Si ha quindi una pluralità di visioni, che tolgono a I promessi sposi l'epiteto di «epopea della Provvidenza», di cui si parla continuamente, ma «tali discorsi sono quasi esclusivamente messi in bocca ai personaggi e solo di rado sono propri del narratore», il cui commento occasionale è sempre distinto dalle loro opinioni. Solo alla fine del romanzo si scopre la vera natura della Provvidenza divina, che illumina la realtà dell'agire di Dio nella storia e che ha portato Luciano Parisi a ridefinire l'epiteto dell'opera manzoniana: «Si potrebbe dire, in questo senso, che i Promessi sposi sono il romanzo della fede nella Provvidenza, più che il romanzo della Provvidenza […]».

#### La scelta del Seicento: un secolo di decadenza e di violenza
Affinché la Provvidenza potesse manifestarsi, secondo l'intendimento dell'autore, al massimo della sua epifania salvifica, era necessario che il retroterra storico culturale in cui ambientare il romanzo fosse dominato dal male, dalla violenza e dall'ignoranza. La profonda disistima che l'illuminista Manzoni nutriva verso il Seicento, secolo di decadenza morale, civile e culturale, rendeva tale periodo perfetto nelle intenzioni programmatiche dell'autore:
(Guglielmino-Grosser, pp. 234-235)

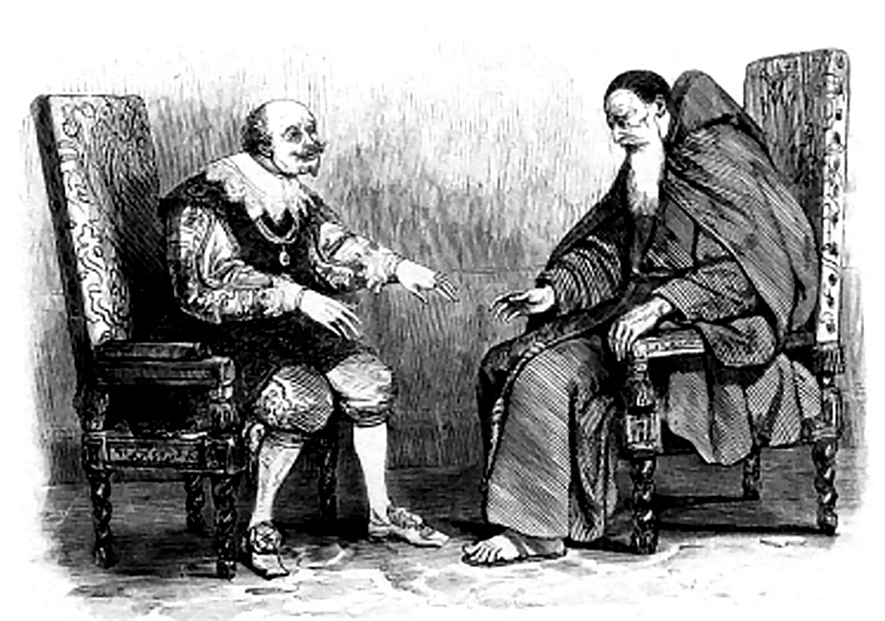
Il conte zio e il padre provinciale parlano di fra Cristoforo. Il conte zio è l'espressione della rapacità e della corruzione clientelare tipica della nobiltà ispanica.

La Lombardia, nella prima metà del XVII secolo, viveva uno dei periodi più bui della sua storia. Retta da una classe di potenti inetta e corrotta e da un governatore assente e dedito esclusivamente all'esecuzione degli ordini imposti da Madrid, quello che era stato il Ducato di Milano divenne il crocevia degli eserciti ispano-imperiali impegnati nella sanguinosa guerra dei trent'anni (1618-1648), che in Italia si declinò nella guerra di successione al Ducato di Mantova. Sul finire degli anni 1620, prima dello scoppio della terribile pestilenza che decimò la popolazione lombarda, si era abbattuta una rovinosa carestia – accennata in più passaggi nel corso del romanzo – che porta alla rivolta dei forni nel capitolo XII. Il malcostume, l'inefficacia delle gride di giustizia e la violenza che dilaga a livello regionale nel fenomeno dei bravi si riflettono inevitabilmente nel vissuto quotidiano dei protagonisti.

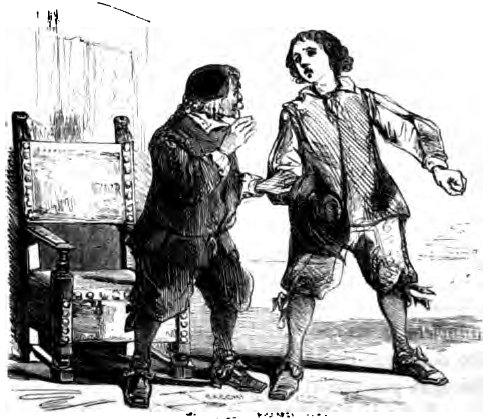
Don Abbondio, dietro la minaccia dei bravi, comunica a Renzo i vari impedimenti alla celebrazione del matrimonio.

Gli esempi di questa violenza dal sapore – secondo l'espressione di Vittorio Spinazzola – "politico" sono molteplici: le minacce compiute dai bravi di don Rodrigo a don Abbondio nel capitolo I; i tentativi, sempre da parte del signorotto spagnolo, di sottomettere Lucia ai suoi desideri; l'inganno pretestuoso che don Abbondio compie su Renzo, sfoggiando una cultura classicheggiante e teologica che il giovane analfabeta non può comprendere; la coercizione psicologica perpetrata dal padre di Gertrude per monacarla forzatamente e quella fisica che la stessa usa contro la conversa Caterina insieme all'amante Egidio per farla tacere della relazione segreta. Il culmine della violenza, «nella quale affoga collettivamente una civiltà sbagliata […] per una purificazione […] quale premessa necessaria alla ricostruzione della società», è la peste, in cui le vicende dei personaggi si riallacciano in una Milano completamente devastata in ogni aspetto della vita sociale. Nonostante la desolazione e la morte imperante, è allora che Renzo trova quella pietà che lo spinge a riconciliarsi con don Rodrigo morente e che spinge Lucia a riconsiderare il voto per unirsi definitivamente con Renzo, aprendo i propri cuori agli imperscrutabili disegni della Provvidenza.

#### Il paesaggio manzoniano

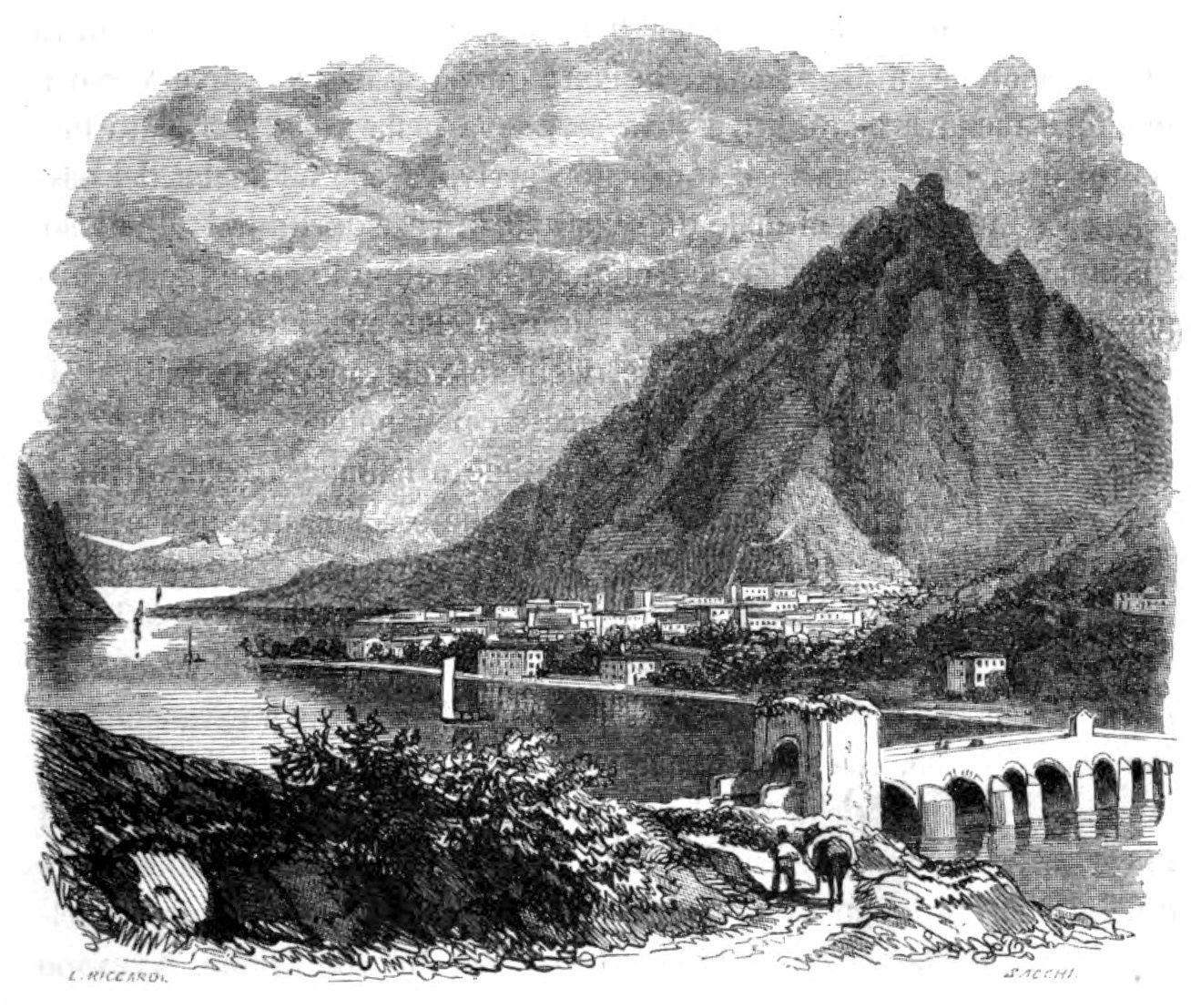
«Quel ramo del lago di Como», con il Monte San Martino sullo sfondo e il Ponte Vecchio di Lecco in primo piano, illustrato da Luigi Riccardi.

Un ruolo fondamentale nell'economia del romanzo è la presenza del paesaggio, inteso sia nella sua veste naturalistica, sia in quella antropologica. Domina, infatti, il paesaggio familiare di Lombardia, con i suoi cieli, i suoi monti, le sue acque e la sua mite luce autunnale: «quel cielo di Lombardia, così bello quand'è bello». Il paesaggio è calato nella realtà storica e umana del romanzo. La sobrietà delle descrizioni è il risultato di uno scarnimento ricco di possibilità liriche ed evocative; i passi descrittivi sono trascrizioni di un momento di vita interiore. L'intero incipit dell'opera è una dettagliata descrizione del paesaggio del Lecchese che, secondo un andamento geo-descrittivo centripeto adottato da Manzoni, giunge a inquadrare Lecco e il viottolo su cui cammina don Abbondio, per poi riportare l'attenzione del lettore all'orizzonte e ai monti circostanti.
Un'altra caratteristica del paesaggio, oltre a essere storicamente realistico, è quella di essere funzionale alle esigenze del racconto, per cui esso fa da sfondo e cornice alle vicende dei personaggi, come nella scena dell'incontro di don Abbondio con i bravi di don Rodrigo. Nella concezione propria del romanticismo seguita da Manzoni, il paesaggio è anche proiezione degli stati d'animo dei personaggi; ad esempio, è descritto con affettuosa nostalgia e profonda, accorata intimità da Lucia nell'Addio ai monti, mentre è percepito come pauroso e ostile durante la fuga di Renzo da Milano verso l'Adda. Un discorso a parte merita la descrizione dettagliata del paesaggio minaccioso e solitario intorno al castello dell'Innominato e del castello stesso, che rispecchia la personalità e lo stile di vita del suo proprietario e incute paura, ma, dopo la conversione di quest'ultimo, diventa un luogo di asilo.
Nell'indicazione dei luoghi, bisogna ricordare l'uso degli asterischi al posto di un toponimo o di un soprannome toponimico, come nel caso di «padre Cristoforo da ***». Altrove, come in occasione dell'analessi di Gertrude, «l'ultima figlia del principe ***», il cosiddetto "asteronimo" sostituisce un cognome. L'espediente, come dichiara l'Anonimo manzoniano nell'Introduzione, è motivato con l'opportunità di attribuire un certo anonimato e una certa indefinitezza alla vicenda, per rispetto e prudenza nei riguardi di casate e personaggi che, quando egli scriveva (l'ipotetico autore del manoscritto afferma di raccontare fatti avvenuti al tempo della sua giovinezza), potessero essere ancora vivi: «questi asterischi vengon tutti dalla circospezione del mio anonimo», riferisce Manzoni nel capitolo IV.

#### Il rifiuto dell'idillio
Il critico Ezio Raimondi ha intitolato il volume contenente i suoi saggi sul capolavoro manzoniano con il titolo Il romanzo senza idillio. Nel romanzo manzoniano, difatti, manca il lieto fine tipico delle favole o dei racconti della tradizione letteraria, in nome del realismo cui l'autore intende ispirarsi. Ne sono indizi il fatto che don Abbondio si abbandoni ad una «danza macabra» per l'annuncio della morte di don Rodrigo; e che il marchese erede di don Rodrigo non prenda parte al convito nuziale allo stesso tavolo con i due sposi, segno della rinnovata disparità sociale; e che la gente, la quale tanto aveva sentito delle vicende di Renzo e Lucia, al vedere la giovane, ne rimanesse delusa. Il matrimonio tra Renzo e Lucia, l'avviamento dell'attività mercantile di Renzo e la nascita dei figli s'inseriscono in un quadro denotato da forti tinte realiste, dove la vita quotidiana è costellata sia da lieti eventi, sia da sventure o grattacapi. Insomma, una «quotidianità disabbellita e diseroicizzata».

### Struttura
Il romanzo, nel passaggio dal Fermo e Lucia a I promessi sposi, cambiò notevolmente, passando da una struttura in quattro grandi blocchi narrativi (i "tomi") alla semplice divisione in trentotto capitoli, così organizzati:
- I-VIII: introduzione, presentazione dei personaggi e vicende all'interno del villaggio natio (definita anche «parte paesana»[132]).
- IX: separazione di Renzo da Lucia; affidamento della giovane a suor Gertrude e analessi biografica di quest'ultima.
- X: prosecuzione della vicenda di Gertrude, la sua relazione con Egidio e l'omicidio della conversa; don Rodrigo s'informa su dove si trovino Renzo e Lucia.
- XI-XVII: «romanzo cittadino»[55] di Renzo e suo riparo nella Bergamasca dal cugino Bortolo.
- XVIII: Lucia e Gertrude; trasferimento di fra Cristoforo a Rimini e analessi sul motivo di tale trasferimento.
- XIX: colloquio tra il conte zio e il padre provinciale dei cappuccini; presentazione dell'Innominato.
- XX: don Rodrigo chiede aiuto all'Innominato per rapire Lucia; l'Innominato incarica Egidio del rapimento, il quale a sua volta ricatta Gertrude, restia a tradire la giovane; rapimento di Lucia.
- XXI: arrivo di Lucia al castello dell'Innominato e descrizione della tormentata notte di quest'ultimo; visita pastorale del cardinale Federigo Borromeo nel paese vicino.
- XXII: ritratto del cardinale Federigo.
- XXIII: colloquio tra Federigo e l'Innominato; conversione di quest'ultimo.
- XXIV: liberazione di Lucia; la famiglia del sarto del paese accoglie Lucia e la madre in casa propria; colloquio tra Federigo, Lucia e Agnese; l'Innominato annuncia a chi abita con lui la sua intenzione di cambiare vita.
- XXV: Lucia è affidata alle cure di don Ferrante e di donna Prassede; rimprovero di Federigo a don Abbondio.
- XXVI: continua il colloquio tra i due prelati; Lucia parte per Milano insieme ai suoi nuovi protettori, senza aver avvisato prima la madre del voto che fece alla Madonna per uscire sana e salva dalle mani dell'Innominato.
- XXVII: digressione storica sulla guerra di successione al Ducato di Mantova; rapporto tra donna Prassede e Lucia; la figura di don Ferrante.
- XXVIII-XXX: peggioramento della carestia; discesa dei lanzichenecchi; don Abbondio, Agnese e Perpetua trovano rifugio nel castello dell'Innominato; ritorno dei tre al villaggio non appena l'esercito è passato.
- XXXI-XXXII: diffusione della pestilenza prima nel contado, poi a Milano; la psicosi generale e gli untori; processione con le reliquie di San Carlo per implorare la fine del contagio.
- XXXIII: don Rodrigo si ammala di peste; Renzo, guarito dal morbo, si accinge a ritornare a Milano a cercare Lucia, passando prima dal suo villaggio, dove trova don Abbondio, afflitto dal dolore per la morte di Perpetua, e un amico del paese. Alla sera Renzo giunge alle porte di Milano.
- XXXIV: desolazione di Milano martoriata dalla peste; episodio della madre di Cecilia.
- XXXV-XXXVI: Renzo al Lazzaretto, incontro con fra Cristoforo, con don Rodrigo morente e lo scioglimento del voto di Lucia. Pioggia purificatrice e fine della pestilenza.
- XXXVII-XXXVIII: ritorno al paese, matrimonio tra Renzo e Lucia e loro trasferimento nella Bergamasca, dove Renzo avvia una piccola attività come filatore.

Nella narrazione l'intreccio si discosta poco dalla fabula e solo quando la trama lo richiede. Ciò accade per esempio quando l'autore tratta parallelamente le vicende di Renzo e Lucia, gli eventi storico-sociali (carestia, guerra, peste) o quando compie delle analessi per le biografie di fra Cristoforo (capitolo IV), della monaca di Monza (capitoli IX-X), dell'Innominato (capitolo XIX) e del cardinale Federigo Borromeo (capitolo XXII).

### Trama

#### L'incontro di don Abbondio con i bravi e la minaccia di don Rodrigo (capitoli I-II)

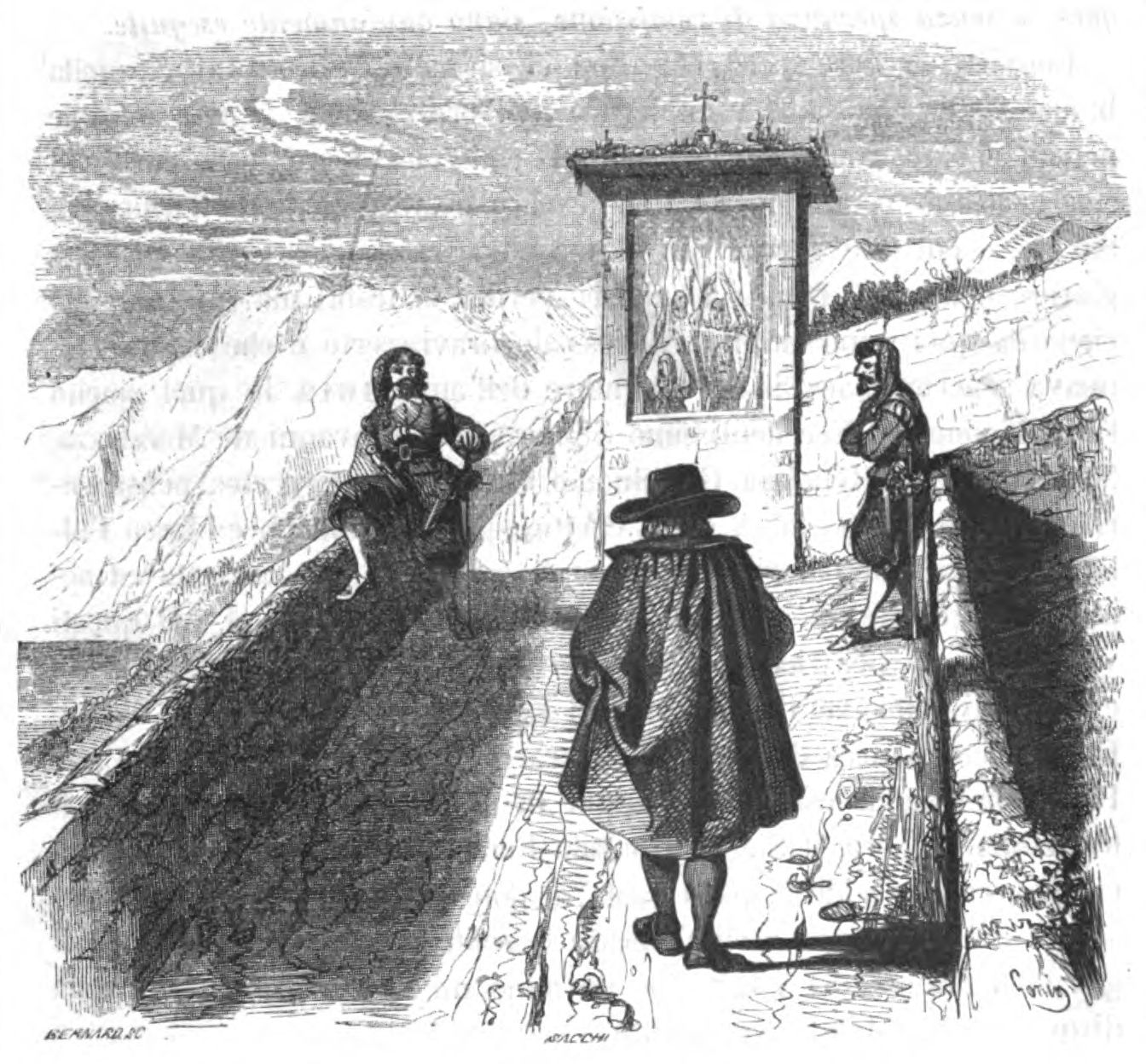
«Due uomini stavano, l'uno dirimpetto all'altro, al confluente, per dir così, delle due viottole: […]» (I promessi sposi).

Dopo l'ampia descrizione del paesaggio del Lecchese con cui il romanzo si apre, Manzoni sente la necessità di datare precisamente la vicenda: è la sera del 7 novembre 1628, al tempo della dominazione spagnola. I protagonisti sono Renzo Tramaglino e Lucia Mondella, due giovani operai tessili che vivono in una località nei pressi del lago di Como. Manzoni non si riferiva a luoghi precisi e nel romanzo gli unici indicati chiaramente sono il quartiere di Pescarenico a Lecco, dove si trovava il convento di padre Cristoforo, e il castello della guarnigione spagnola, posto in riva al lago.
Ogni cosa è pronta per il matrimonio di Renzo e Lucia, quando un signore locale, don Rodrigo, scommette con suo cugino il conte Attilio che sarebbe riuscito a possedere Lucia. Don Abbondio, il curato del paese incaricato di celebrare il matrimonio, viene perciò minacciato durante la sua solita passeggiata serale da due bravi di don Rodrigo, affinché non sposi i giovani.
(I promessi sposi, cap. I, p. 18)
In preda al panico don Abbondio cede subito: il giorno dopo imbastisce delle scuse a Renzo per prendere tempo e rinviare il matrimonio, non esitando ad approfittare della sua ignoranza per utilizzare come spiegazione frasi in latino. Stizzito dal comportamento evasivo di don Abbondio, Renzo esce dalla canonica, dove incontra Perpetua, la domestica di don Abbondio, dalla quale, seppur per vie traverse, comprende il motivo della titubanza del parroco e lo costringe a rivelare la verità.

#### Dall'Azzecca-garbugli allo scontro tra padre Cristoforo e don Rodrigo (capitoli III-VI)

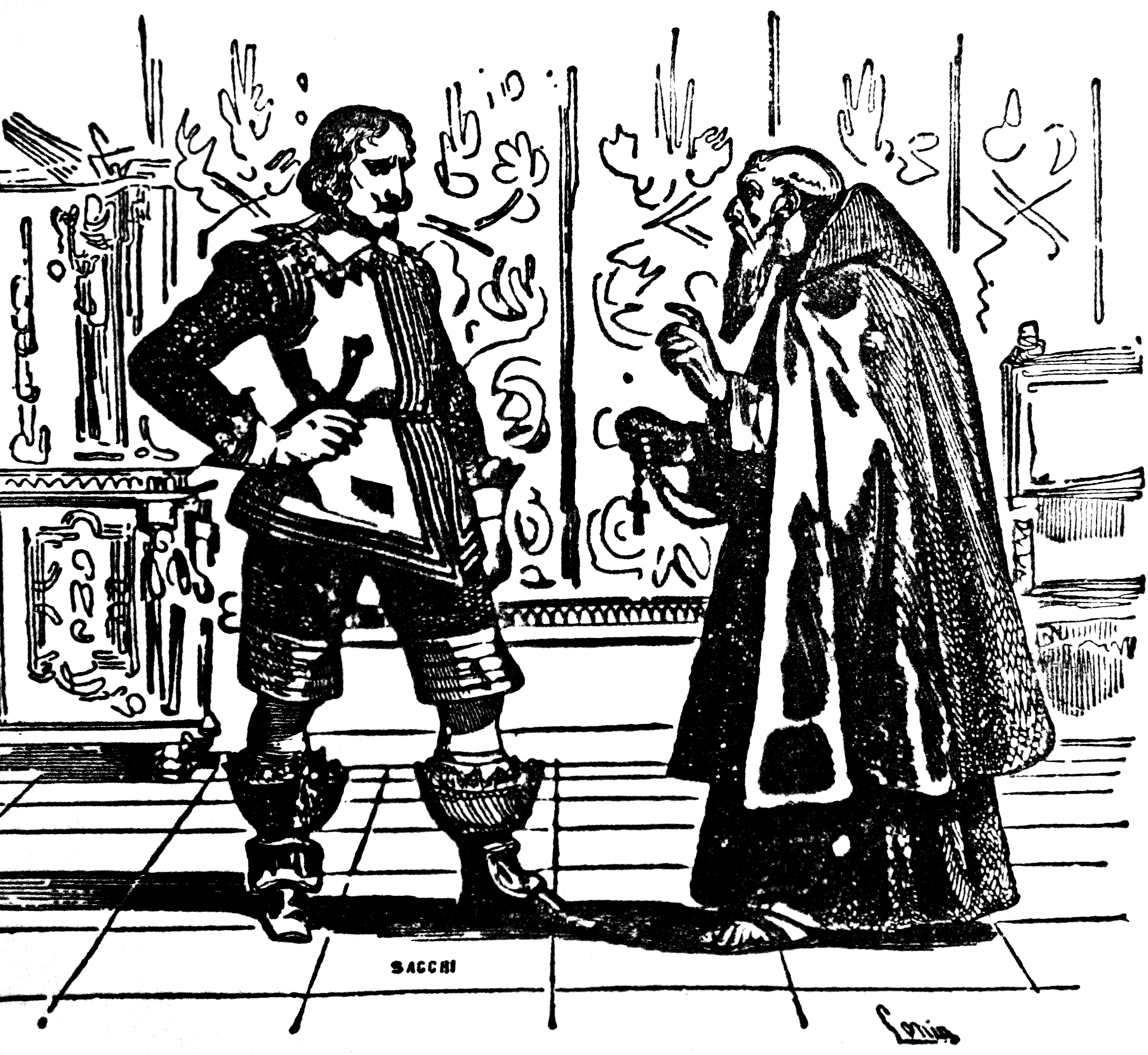
Fra Cristoforo inveisce contro don Rodrigo: «Ho compassione di questa casa: la maledizione le sta sopra sospesa. […] e in quanto a voi, sentite bene quel ch'io vi prometto. Verrà un giorno....» (I promessi sposi).

Renzo si consulta con Lucia e con sua madre Agnese e insieme decidono di chiedere consiglio a un avvocato, detto Azzecca-garbugli; questi inizialmente crede che Renzo sia un bravo e come tale è disposto ad aiutarlo, ma, non appena capisce che il giovane è venuto a chiedergli assistenza legale nei confronti di don Rodrigo, lo manda via bruscamente. Così i tre si rivolgono a fra Cristoforo, cappuccino di un convento poco distante e loro padre spirituale, che si convertì in gioventù dopo aver ucciso un uomo. Volendo compiere il proprio dovere di proteggere i più deboli dai soprusi dei potenti, il frate decide di affrontare don Rodrigo e si reca al suo palazzo, ma quegli, intento a pranzare con il cugino Attilio, il podestà di Lecco e l'Azzecca-garbugli, lo accoglie con malumore, intuendo il motivo della visita. Cristoforo tenta di farlo recedere dal suo proposito, ma, vista la risolutezza del nobile, gli ricorda il giorno del giudizio in cui dovrà render conto del suo operato davanti a Dio. Irato e al contempo intimorito nel profondo della sua coscienza, don Rodrigo scaccia in malo modo il frate.

#### La notte degli imbrogli e dei sotterfugi (capitoli VII-VIII)
Agnese propone ai due promessi un matrimonio a sorpresa, da celebrarsi pronunciando davanti al curato le frasi rituali alla presenza di due testimoni. Con molte ritrosie da parte di Lucia il piano viene accettato quando fra Cristoforo annuncia di non essere riuscito a dissuadere don Rodrigo. Questi ordina al Griso di rapire Lucia e una sera alcuni bravi irrompono nella casa delle due donne, che però trovano deserta: Lucia e Renzo, con Agnese che distrae Perpetua, sono infatti a casa di don Abbondio per tentare di sposarsi con l'inganno, ma falliscono e tutti e tre devono riparare al convento di fra Cristoforo, perché intanto sono venuti a sapere del tentato rapimento. Contemporaneamente anche i bravi scappano al trambusto scoppiato nel villaggio per l'allarme dato dallo scampanio del sagrestano, che don Abbondio aveva chiamato in suo soccorso contro il tentativo di nozze irregolari. In quella che Manzoni stesso chiama «la notte degl'imbrogli e de' sotterfugi» Renzo, Lucia e Agnese giungono poi al convento di Pescarenico, dove padre Cristoforo ha già organizzato la loro fuga: Renzo si sarebbe rifugiato presso il convento dei cappuccini a Milano rivolgendosi a padre Bonaventura, mentre Lucia con Agnese avrebbe trovato aiuto dal padre guardiano del convento nei pressi di Monza.

##### L'Addio ai monti
(I promessi sposi, cap. VIII, p. 163)

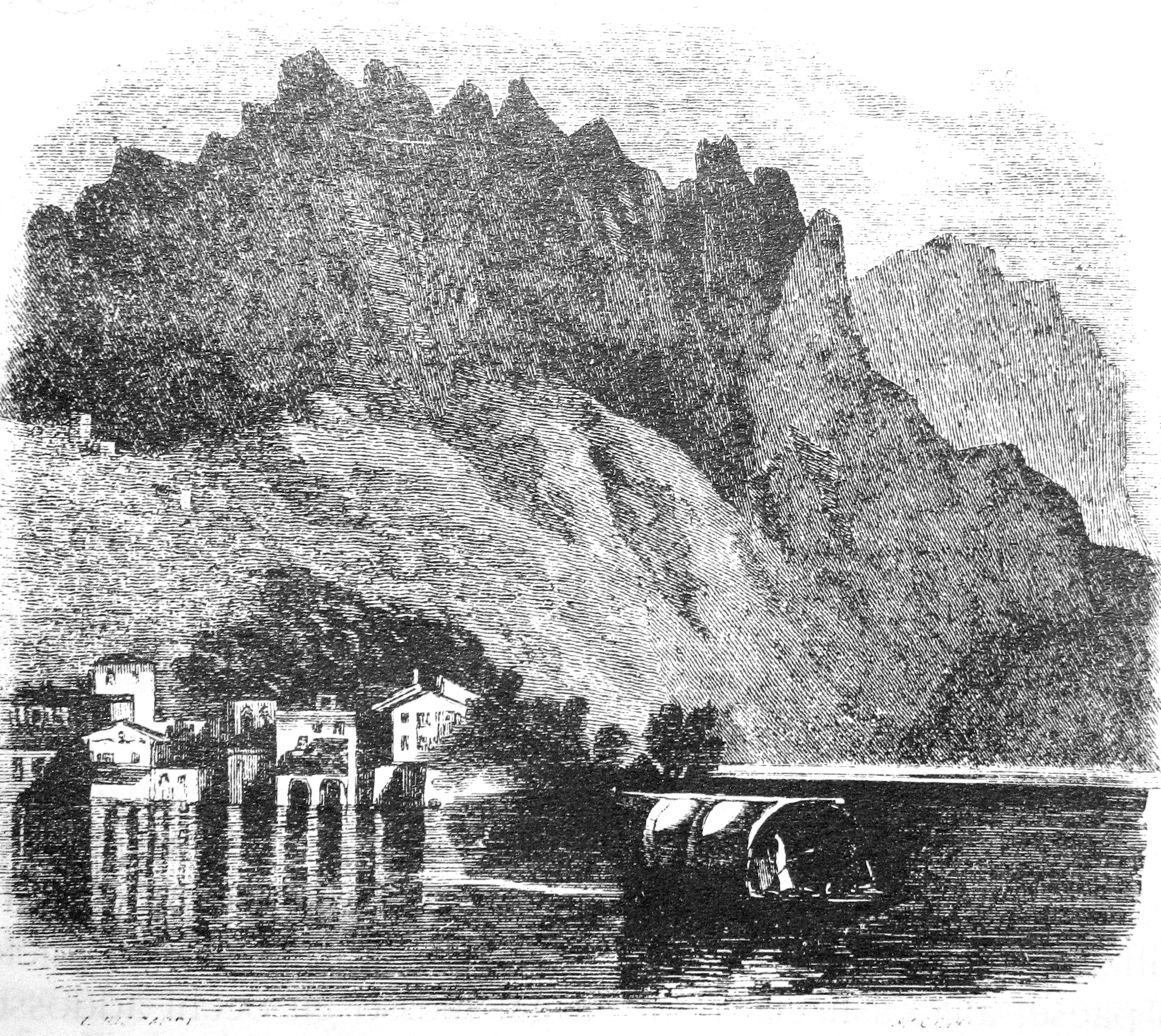
L'Addio ai monti, con il Resegone e il villaggio di Pescarenico sullo sfondo, illustrato da Luigi Riccardi.

Come predisposto da padre Cristoforo, Renzo, Lucia e Agnese scendono alle rive dell'Adda e salgono su una piccola barca. Lucia medita sull'addio ai monti in una pagina di poesia in prosa, permeata di spiritualità ed elegia, in cui domina un movimento verticale, che va dal cielo alla terra per risalire di nuovo al cielo e che prelude all'ascensione spirituale contenuta nella chiusa, dove si ricorda che Dio «non turba mai la gioia de' suoi figli, se non per prepararne loro una più certa e più grande», concetto che è il filo conduttore di tutta l'opera.
Il pianto segreto di Lucia sulle cose più care che deve abbandonare si compone in un quadro che è tra i più belli che la poesia italiana abbia saputo attribuire alle creature femminili: senza l'Addio ai monti Lucia non avrebbe mai rivelato la parte più gelosamente custodita del proprio cuore. Il notturno vigilante del lago è uno dei paesaggi più lirici, intrisi di malinconia e serenità, della letteratura italiana.

#### In convento a Monza (capitoli IX-X)

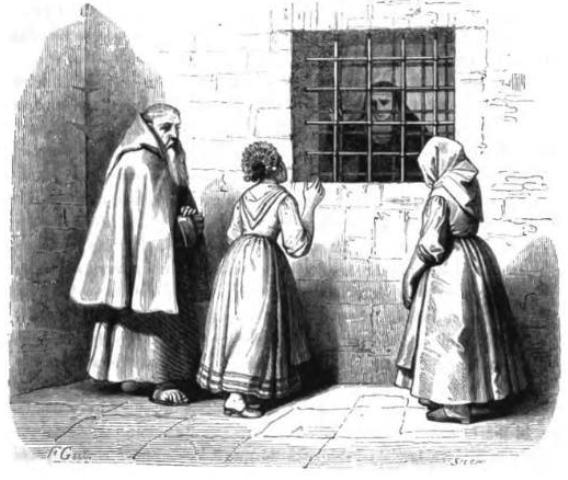
Lucia è presentata alla monaca di Monza.

Lucia viene accompagnata dal padre guardiano al convento nei pressi di Monza retto da Gertrude, «la signora» (la cui storia è ispirata a quella di suor Marianna de Leyva), che prende la giovane sotto la sua protezione. Dopo l'incontro con Lucia, Manzoni racconta la biografia della monaca di Monza. Gertrude è figlia del principe padre, feudatario di Monza, di cui il narratore, seguendo l'Anonimo, tralascia il nome (Martino de Leyva). Per conservare intatto il patrimonio al primogenito si era deciso, prima ancora che nascesse, che sarebbe entrata in convento. L'educazione della bambina è dunque continuamente orientata a convincerla che il suo destino di monaca sia il più desiderabile.
Divenuta adolescente Gertrude comincia a dubitare di tale scelta, ma un po' per timore, un po' per riconquistare l'affetto dei genitori, compie i vari passi previsti per diventare monaca. In convento soggiace alle attenzioni di Egidio, uno «scellerato di professione», in una relazione che avviluppa «la sventurata», colpevole non meno che vittima, in un gorgo di menzogne, intimidazioni, ricatti – proferiti e subiti – e complicità, persino nell'omicidio di una conversa, che minacciava di far scoppiare lo scandalo rivelando la tresca.

#### I tumulti di Milano e la fuga nella Bergamasca (capitoli XI-XIX)

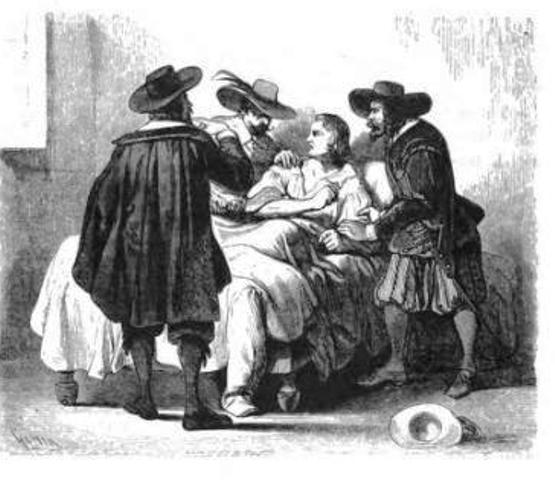
L'arresto di Renzo a Milano.

A Milano, Renzo, non potendo subito ricoverarsi nel convento indicatogli da fra Cristoforo poiché padre Bonaventura quel giorno era assente, rimane coinvolto nei tumulti allora scoppiati per il rincaro del pane: il gran cancelliere spagnolo Antonio Ferrer aveva fissato un prezzo politico per la vendita del pane, che non era stato rispettato in quanto troppo basso ed era diventato la causa della carestia e dei tumulti popolari che vanno sotto il nome di tumulti di San Martino, perché avvenuti per l'appunto l'11 novembre. Renzo si fa trascinare dalla folla e pronuncia un discorso in cui critica la giustizia, che sta sempre dalla parte dei potenti; è tra i suoi ascoltatori un «birro» in borghese, intenzionato a trovare il modo per arrestarlo. Renzo si ferma in un'osteria dove, con uno stratagemma, il poliziotto viene a conoscenza del suo nome. Andato via costui, Renzo si ubriaca e rivolge nuovi richiami alla giustizia agli altri avventori.
Il mattino dopo Renzo viene arrestato, ma riesce a fuggire dopo aver incitato la folla contro le poche guardie, che scappano, e si ripara nella zona di Bergamo, nella Repubblica di Venezia, da suo cugino Bortolo, che lo ospita e gli procura un lavoro sotto falso nome. Intanto la sua casa viene perquisita ed egli viene fatto passare per uno dei capi della rivolta. Nel frattempo il conte Attilio chiede a suo zio, membro del Consiglio segreto, di far allontanare fra Cristoforo, cosa che il conte zio ottiene dal padre provinciale dei cappuccini: in questo modo padre Cristoforo viene trasferito a Rimini.

#### Il rapimento di Lucia e la conversione dell'Innominato (capitoli XX-XXIV)

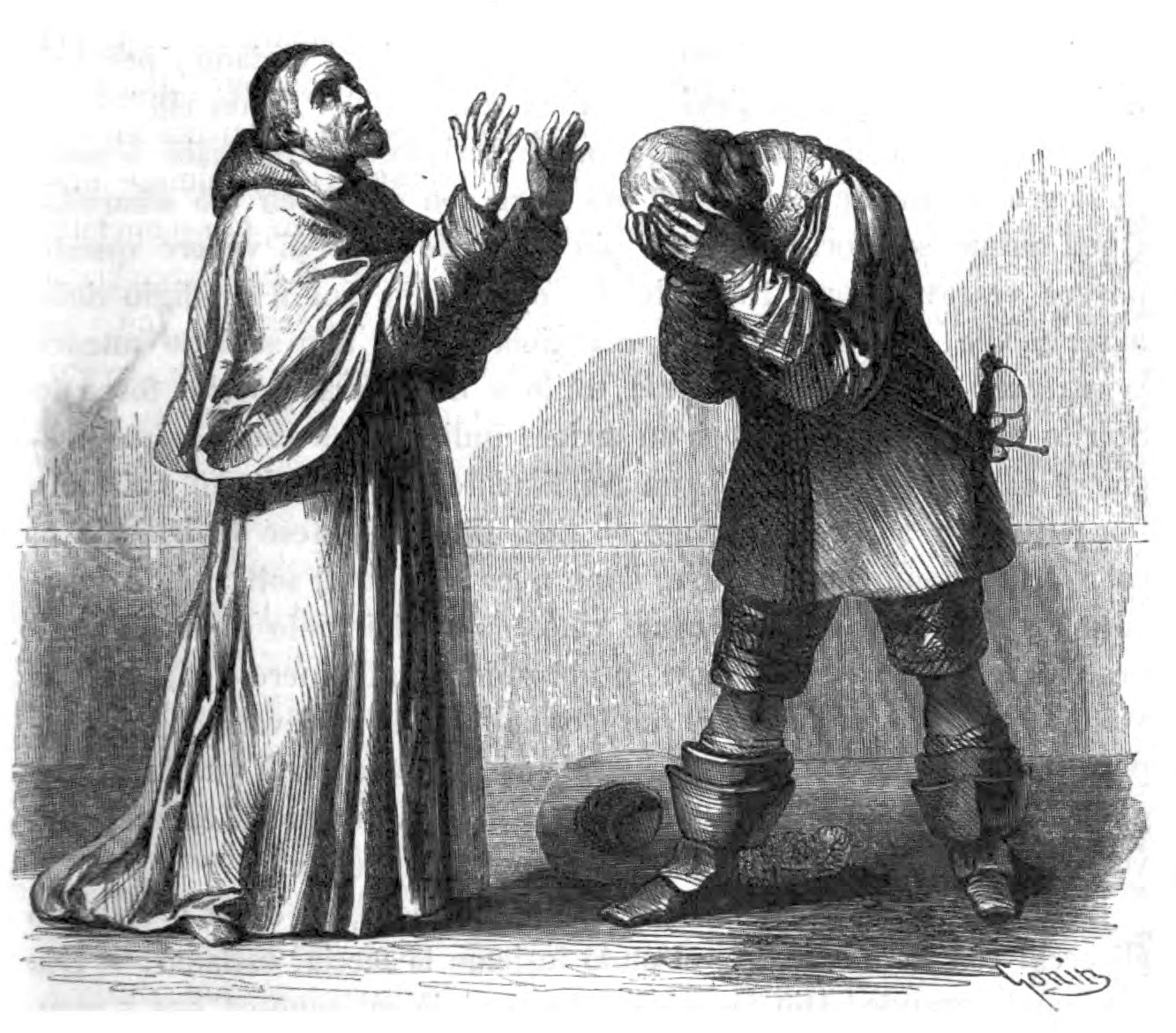
Il cardinale Federigo e l'Innominato: «[…]; i suoi occhi, che dall'infanzia più non conoscevan le lacrime, si gonfiarono; quando le parole furon cessate, si coprì il viso con le mani, e diede in un dirotto pianto, che fu come l'ultima e più chiara risposta» (I promessi sposi).

Don Rodrigo si reca al castello dell'Innominato per chiedere aiuto al potentissimo e sanguinario signore, che però da qualche tempo riflette sul senso della propria vita e sui crimini di cui si è macchiato per affermare la propria autorità sui signorotti locali e al di fuori della legge. Con l'appoggio di Egidio e la connivenza di Gertrude, l'Innominato fa rapire Lucia dal Nibbio e la fa portare al suo castello. Terrorizzata, la ragazza supplica l'Innominato di lasciarla libera e lo esorta a redimersi dicendo che «Dio perdona tante cose, per un'opera di misericordia». La notte che segue è per Lucia e per l'Innominato molto intensa: la prima fa un voto di castità alla Madonna perché la salvi e quindi rinuncia al suo amore per Renzo; l'altro trascorre una notte orribile piena di rimorsi e sta per uccidersi quando scopre, quasi per volere divino (le campane suonano a festa in tutta la vallata), che il cardinale Federigo Borromeo è in visita pastorale nel paese. Spinto dall'inquietudine che lo tormenta, la mattina si presenta in canonica per parlare con il cardinale. Il colloquio giunge al culmine di una crisi di coscienza che egli maturava da tempo e sconvolge l'Innominato, che si converte impegnandosi a cambiare vita, iniziando con il liberare Lucia. 

#### Tra calamità naturali ed eserciti (capitoli XXV-XXX)

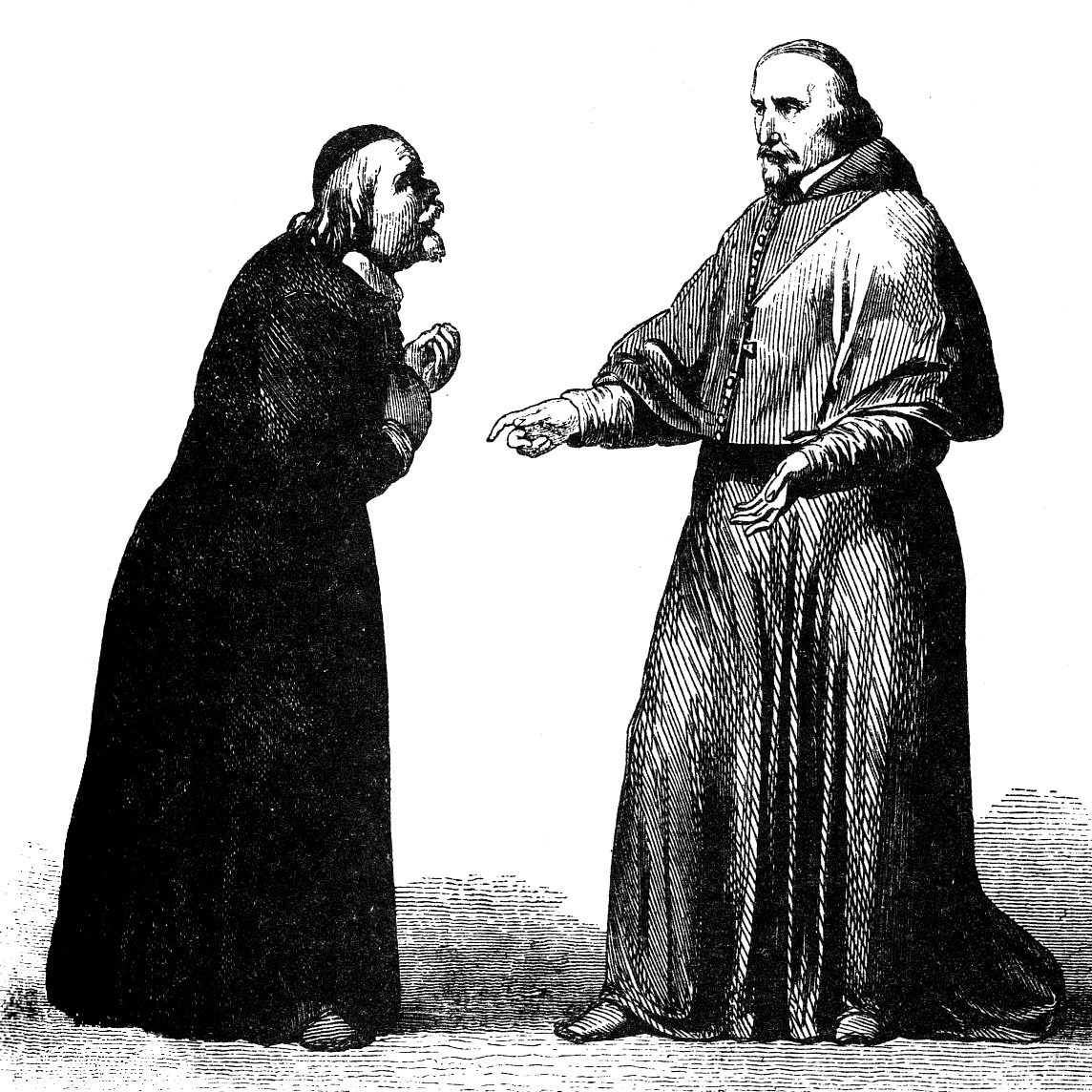
Il colloquio tra il cardinale Federigo Borromeo e don Abbondio.

Dopo aver provveduto a far ospitare Lucia presso  don Ferrante e donna Prassede, il cardinale rimprovera duramente don Abbondio per non aver celebrato il matrimonio. Quindi Manzoni si sofferma a narrare della permanenza di Lucia nel palazzo dei due aristocratici milanesi e ne descrive le figure: don Ferrante, simbolo della decadenza culturale barocca, è tutto preso dai suoi studi astrusi; donna Prassede, bigotta e perbenista, si è convinta che Renzo sia un poco di buono, sulla base degli ordini di cattura che pendono su di lui per il coinvolgimento nei tumulti di San Martino, ed è risoluta a far sì che Lucia lo dimentichi. I capitoli successivi alternano digressioni storiche e le vicende dei vari protagonisti, sullo sfondo della carestia e della discesa in Italia dei lanzichenecchi, mercenari tedeschi che combattono nella guerra di successione al Ducato di Mantova, i quali mettono a sacco il paese di Renzo e Lucia e diffondono il morbo della peste. Agnese, che era rimasta nel suo paese natio, parte insieme a Perpetua e don Abbondio e i tre si rifugiano presso l'Innominato, il quale ha aperto il suo castello ai contadini in fuga dalle soldataglie alemanne.

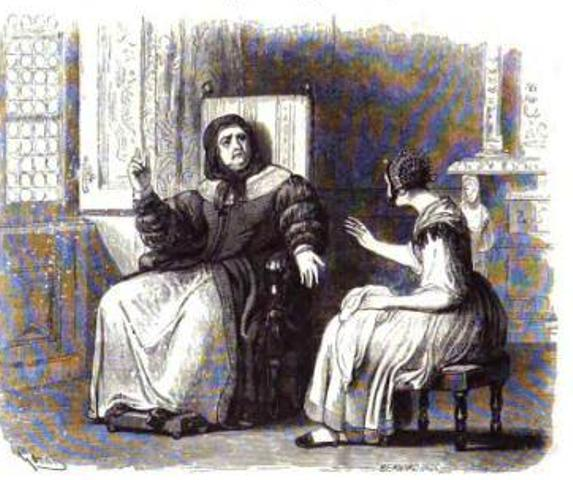
Donna Prassede e Lucia: «"Ebbene?" le diceva: "non ci pensiam più a colui?"» (I promessi sposi).

#### La peste (capitoli XXXI-XXXVI)
Con i lanzichenecchi la peste entra in Lombardia e infine a Milano, sottovalutata inizialmente dalle autorità, in particolar modo dal governatore don Gonzalo Fernandez de Cordova, impegnato nell'assedio di Casale Monferrato, e dal Senato: solo il cardinale Federigo si prodiga nell'assistenza ai malati, unica personalità rimasta in una Milano abbandonata a sé stessa. Di peste si ammalano Renzo, che guarisce, e don Rodrigo, che viene tradito e derubato dal Griso, il capo dei suoi bravi, il quale, contagiato anch'egli dal morbo, non può godersi i frutti del suo tradimento.

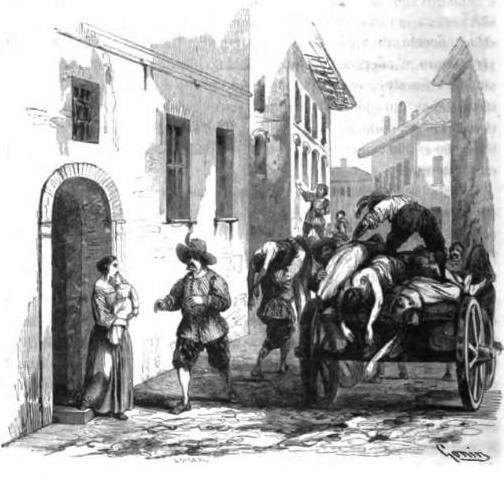
«Scendeva dalla soglia d'uno di quegli usci, e veniva verso il convoglio, una donna, il cui aspetto annunziava una giovinezza avanzata, ma non trascorsa; […]» (I promessi sposi).

Una volta guarito, Renzo, preoccupato dagli accenni fatti da Lucia per lettera a un proprio voto di castità, torna nel suo paese a cercarla, ma trova una grande desolazione e scopre da un convalescente don Abbondio della morte di Perpetua. Non incontrando Lucia, il giovane viene indirizzato a Milano, dove apprende che è ricoverata nel Lazzaretto. Nella descrizione della città colpita dal contagio c'è una spaventevole verosimiglianza: non più la luce dell'alba cara a Manzoni, ma la spietata intensità del sole a picco. La descrizione dei carri dei monatti è potente e sinistra. All'angoscia dell'ambiente fa da umoristico contrasto l'errore dei monatti che scambiano Renzo per untore in una Milano trasformata in un grande cimitero.

##### La madre di Cecilia
Oltre a raccontare le nuove disavventure di Renzo, il capitolo XXXIV si sofferma sul commovente episodio della madre di Cecilia, la quale pone la sua bambina ormai morta sul carro dei monatti e li implora di non toccare il piccolo corpo composto con tanto amore e chiede loro di tornare dopo a prendere anche lei. La donna è presentata piena di dignità umana e di amore materno, che riesce a impietosire anche un «turpe monatto» che le voleva strappare la bambina. Il personaggio è descritto accostando coppie di termini in antitesi collegati da forme oppositive e negative: «una giovinezza avanzata, ma non trascorsa», «una bellezza velata e offuscata, ma non guasta, da una gran passione, e da un languor mortale», «la sua andatura era affaticata, ma non cascante». 

##### Il ricongiungimento di Renzo e Lucia

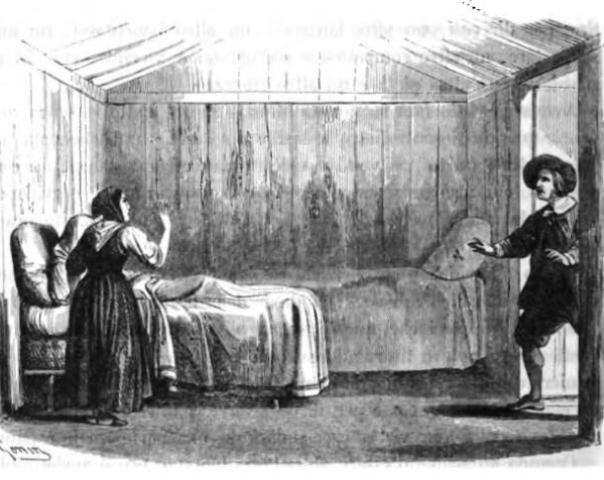
L'incontro tra Renzo e Lucia al Lazzaretto.

Renzo giunge al Lazzaretto, dove, in mezzo al dolore e alla morte degli appestati, trova fra Cristoforo, giunto in città per soccorrere i più bisognosi. Benché afflitto dalla malattia che l'ha colpito (mortalmente, come si scopre alla fine del romanzo), il vecchio cappuccino si prodiga con tutte le sue forze per alleviare le sofferenze altrui e rimprovera Renzo quando quest'ultimo gli parla dei sentimenti di vendetta che nutre verso don Rodrigo, indegni in un animo che aspira a essere cristiano. Pentitosi, Renzo si riconcilia con il nobile, ormai morente, e va alla ricerca di Lucia, senza sapere se sia viva o morta. La trova risanata, ma la giovane manifesta ritrosia a ricongiungersi con il suo promesso a causa del voto pronunciato quando era prigioniera dell'Innominato; fra Cristoforo, saputo di tale inghippo (non valido perché non teneva conto della volontà di Renzo), la scioglie da ogni obbligo. Il seguente arrivo della pioggia purificatrice annuncia la prossima fine della pestilenza.

#### Conclusione (capitoli XXXVII-XXXVIII)

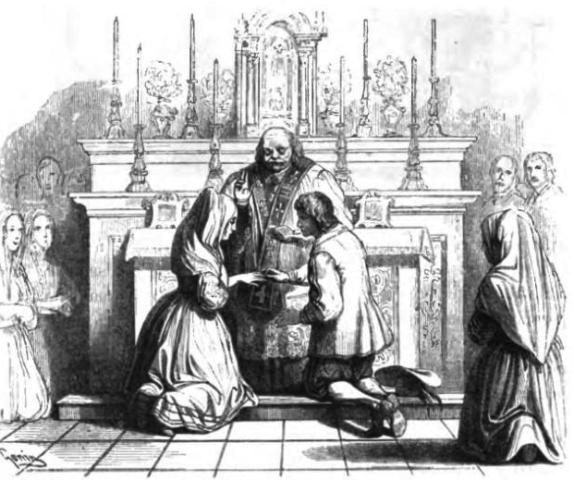
Il matrimonio tra Renzo e Lucia, celebrato da don Abbondio.

Lucia apprende dell'arresto di suor Gertrude e sia lei che Renzo tornano al loro paese insieme ad Agnese per potersi finalmente unire in matrimonio. Don Abbondio dapprima tentenna, ma, dopo aver saputo della morte di don Rodrigo, acconsente a celebrare le nozze, allietate dal benvolere della mercantessa amica di Lucia e del marchese, erede di don Rodrigo. Finalmente sposati, Renzo e Lucia si trasferiscono nella Bergamasca, dove Renzo acquista con il cugino una piccola azienda tessile e Lucia, aiutata dalla madre, si occupa dei figli. Hanno una prima figlia che chiamano Maria, come segno di gratitudine alla Madonna, cui ne seguono altri. Alla fine dell'ultimo capitolo viene esplicitato il messaggio che Manzoni vuole trasmettere, quello che definisce «il sugo di tutta la storia», cioè che i guai «quando vengono, o per colpa o senza colpa, la fiducia in Dio li raddolcisce, e li rende utili per una vita migliore». Il narratore si accomiata dai lettori con un'allocuzione, una captatio benevolentiae tipica dei congedi teatrali; chiedendo venia per sé e per l'anonimo autore dell'ipotetico manoscritto, Manzoni conclude la storia:
(I promessi sposi, cap. XXXVIII, p. 746)

### Personaggi

#### Analisi interiore ed evoluzione
I personaggi manzoniani sono costantemente sottoposti a un'acuta analisi delle proprie dinamiche interiori, di quel «guazzabuglio del cuore umano» tanto caro all'autore, che sottende il primato della coscienza individuale nell'affrontare le avversità e nel riemergere dalla propria condizione più o meno negativa.
Nel corso del romanzo si assiste a una evoluzione dei personaggi, che è evidente soprattutto nelle figure di Renzo, che matura come uomo, e dell'Innominato, che si redime, ma appare in modo più sottile anche in personaggi che sono positivi fin dal principio, come padre Cristoforo, la cui conversione è già avvenuta in gioventù. Anche la figura di Lucia, che, apparentemente, per via del suo carattere dimesso, sembra non subire un processo di maturazione nei due anni in cui si svolge la vicenda, con il suo far "luce" nel cuore dei personaggi che la circondano – dall'Innominato a Renzo stesso – assume progressivamente una valenza che rende il suo personaggio "antieroico" (rispetto alla tradizione letteraria italiana) centrale nel concetto di bildungsroman che Manzoni aveva in mente.

#### Gli umili, i grandi e l'invenzione

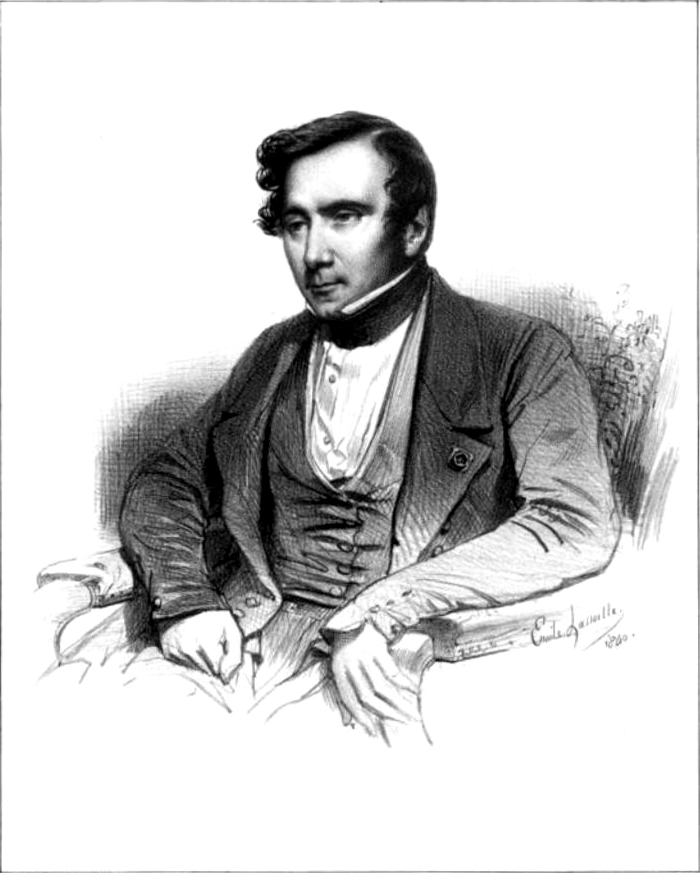
Ritratto di Augustin Thierry, disegnato e litografato da Émile Lassalle (1840).

I personaggi, in virtù del genere compositivo adottato da Manzoni, si distinguono in due tipi: quelli inventati dall'autore, di cui la storia non ha conservato traccia, ossia gli umili; e i grandi della storia – quali il cardinale Federigo, la monaca di Monza, il governatore don Gonzalo Fernandez de Cordova – che sono posti a far da contorno ai protagonisti, che nell'economia del romanzo manzoniano appartengono alla prima categoria.
La scelta degli umili quali protagonisti dell'intera storia, attorniati dai grandi che entrano ed escono dalle loro vite, fu maturata non solo in seno alla temperie romantica che si stava facendo sentire anche a Milano con l'attività di scrittori come Carlo Porta, Silvio Pellico, Ermes Visconti, Pietro Borsieri, Giovanni Berchet e Ludovico di Breme, ma soprattutto alla luce delle teorie degli idéologues e di Augustin Thierry, che Manzoni ebbe modo di frequentare durante il suo secondo soggiorno parigino del 1819-1820. Grazie a queste convinzioni, l'autore poté costruire un racconto che avesse al centro non degli eroi secondo i prototipi della tradizione letteraria, ma semmai degli "antieroi", ossia delle "vittime della storia".

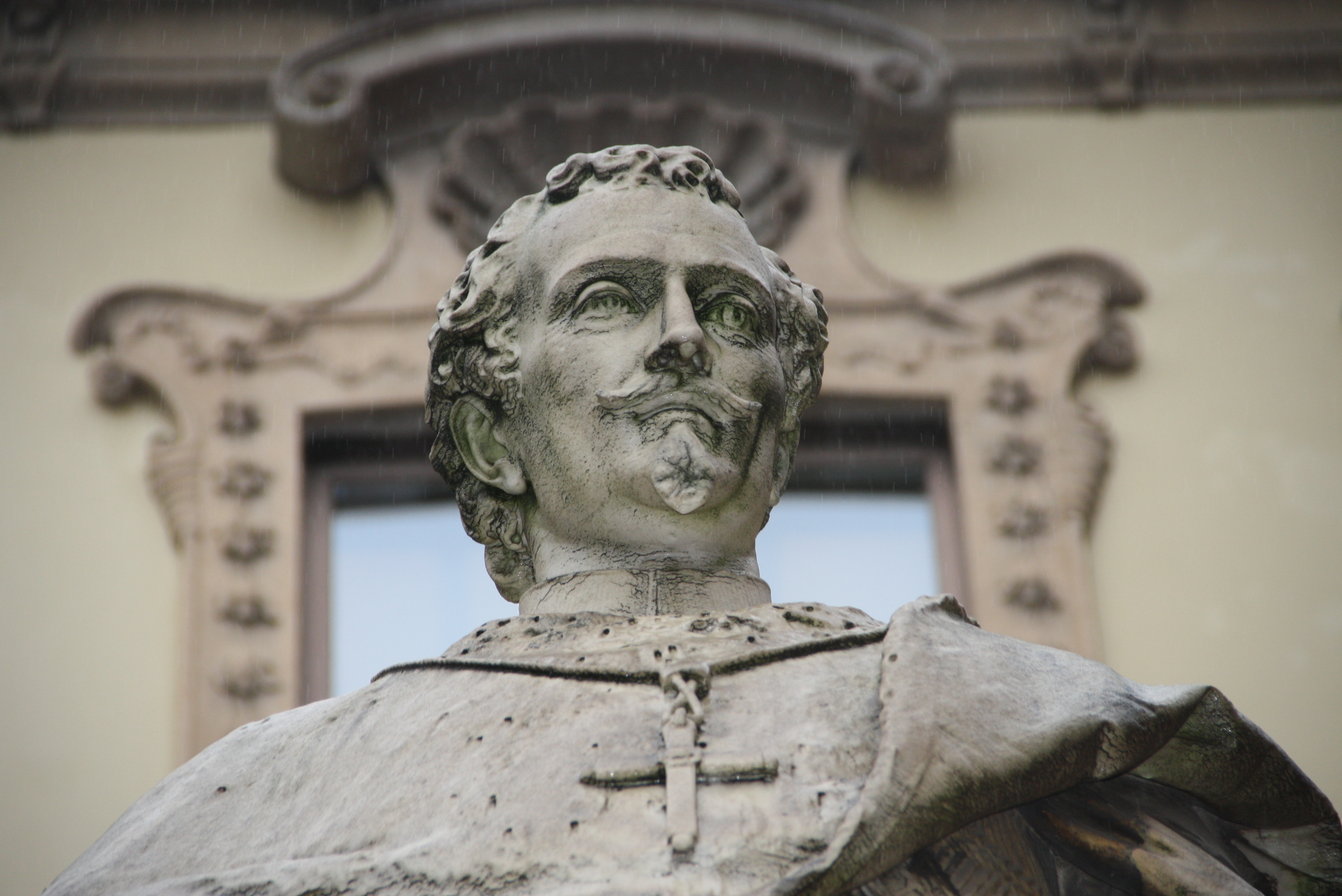
Costantino Corti, Monumento a Federico Borromeo (Milano, Biblioteca Ambrosiana). Anche nei personaggi storici, Manzoni ritaglia degli spazi trascurati dalla storia per inserirvi monologhi o pensieri in linea con il carattere del personaggio.

L'invenzione, o come è anche chiamata vero poetico, non si limita a personaggi quali don Abbondio, don Rodrigo, Renzo e Lucia, ma si estende ai personaggi storici, che s'inquadrano in quella ricostruzione storica su cui si basa il vero storico. Quando la storia non riporta i loro pensieri, interviene la poesia:
(Lettre à Monsieur Chauvet sur l'unité de temps et de lieu dans la tragédie, traduzione di Adelaide Sozzi Casanova)

#### Il nuovo prototipo del personaggio
Manzoni, facendo di due semplici popolani i protagonisti del suo romanzo, attua anche un radicale cambiamento delle qualità dei personaggi principali: se prima nella letteratura i protagonisti e gli antagonisti dei cicli epici o dei poemi cavallereschi erano presi dal mondo eroico o perlomeno nobiliare e ricalcavano, per quanto riguarda le donne, il modello provenzale/stilnovista, ora invece con Manzoni e il romanticismo s'impone un modello di personaggio preso dal mondo degli umili, che ricalca qualità naturali e non stereotipate ed è calato nel quotidiano. Infatti, gli eroi della cantafavola sono «gente meccaniche, e di piccol affare», ossia del volgo, che pratica lavori manuali, «riserva[ndo] finalmente la ribalta a quel 'volgo' senza 'nome' che già aveva bussato, urgendo, alle porte del suo teatro e della sua innografia sacra e patriottica». Per esempio, Lucia rompe definitivamente con il resto della tradizione letteraria italiana su come deve essere rappresentata la donna ideale. Nel capitolo XXXVIII, infatti, la giovane suscita la delusione dei molti che erano venuti a vederla e che si aspettavano una bellissima principessa:
(I promessi sposi, cap. XXXVIII, pp. 742-743)

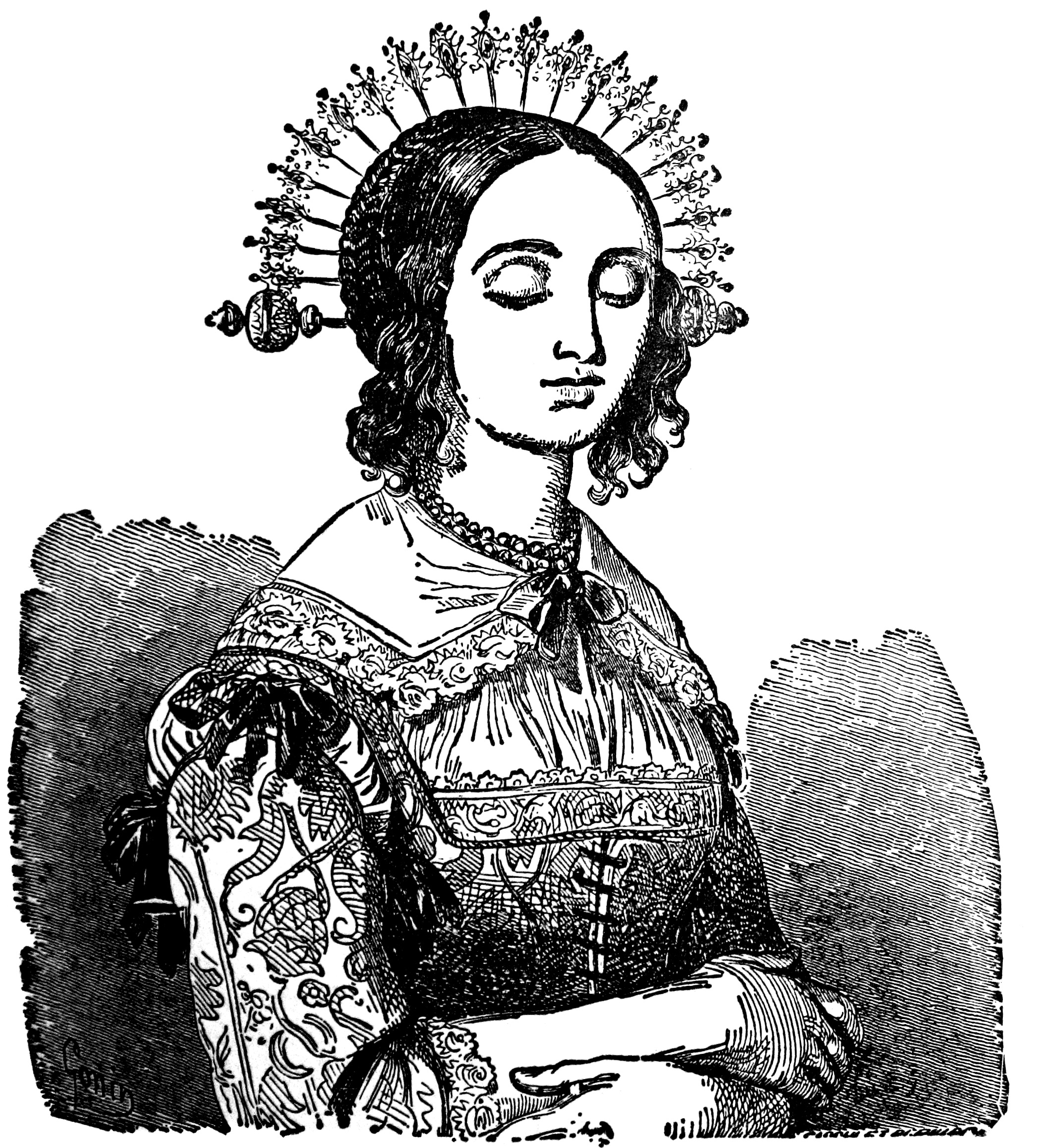
Lucia Mondella immaginata da Francesco Gonin.

Basti pensare a come non molti anni prima Foscolo aveva rappresentato, nelle Ultime lettere di Jacopo Ortis, la donna amata da quest'ultimo, Teresa: «Era neglettamente vestita di bianco; il tesoro delle sue chiome biondissime diffuse su le spalle e sul petto, i suoi divini occhi nuotanti nel piacere, il suo viso sparso di un soave languore, il suo braccio di rose, il suo piede, le sue dita arpeggianti mollemente... tutto tutto era armonia: ed io mi sentiva una certa delizia nel contemplarla».

#### Personaggi principali

##### Renzo Tramaglino

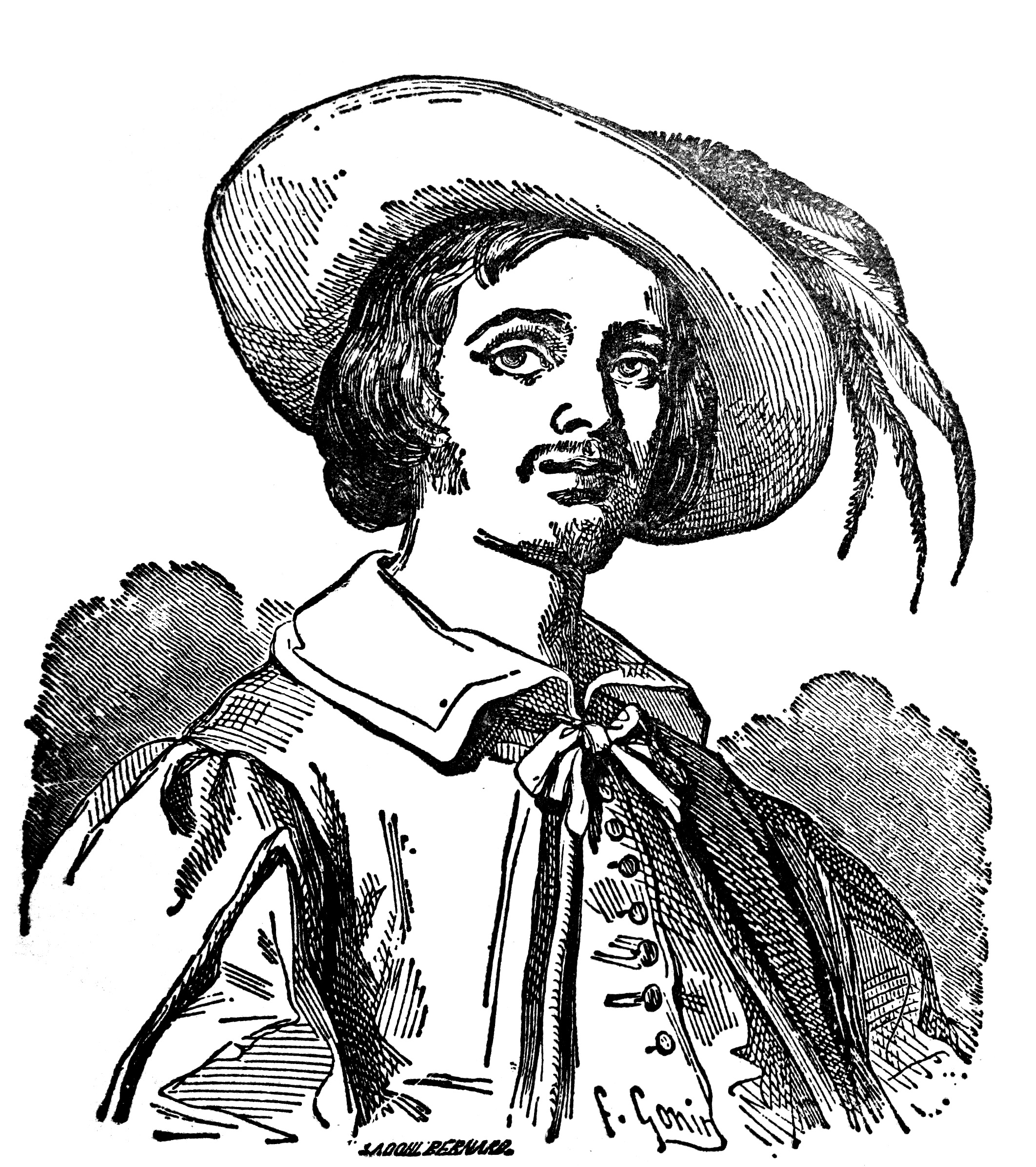
Renzo Tramaglino immaginato da Francesco Gonin.

Orfano di entrambi i genitori, è allevato da Agnese, della cui figlia Lucia s'innamora. Filatore e possessore di un piccolo podere, all'inizio del romanzo viene descritto come un giovane dai modi bruschi e con un'aria da bravo. Animato da buoni propositi, si dimostra ancora ingenuo nell'affrontare i problemi della vita, come nell'incontro con l'Azzecca-garbugli prima, e durante i moti di Milano poi. Rifugiatosi nella Bergamasca dopo un viaggio avventuroso (si ricordi la notte passata nel bosco in riva all'Adda), viene aiutato dal cugino Bortolo, filandiere, a sfuggire al mandato di cattura. È a partire soprattutto dai capitoli del «romanzo cittadino» che si sviluppa il personaggio di Renzo, divenuto, all'indomani dello scoppio della pestilenza, accorto nell'affrontare eventuali imprevisti. Dopo aver ritrovato Lucia, che padre Cristoforo scioglie dal suo voto, i due si sposano e vanno a vivere nella Bergamasca, dove Renzo si dà alla tessitura come piccolo imprenditore insieme al cugino, anche lui scampato alla peste.

##### Lucia Mondella

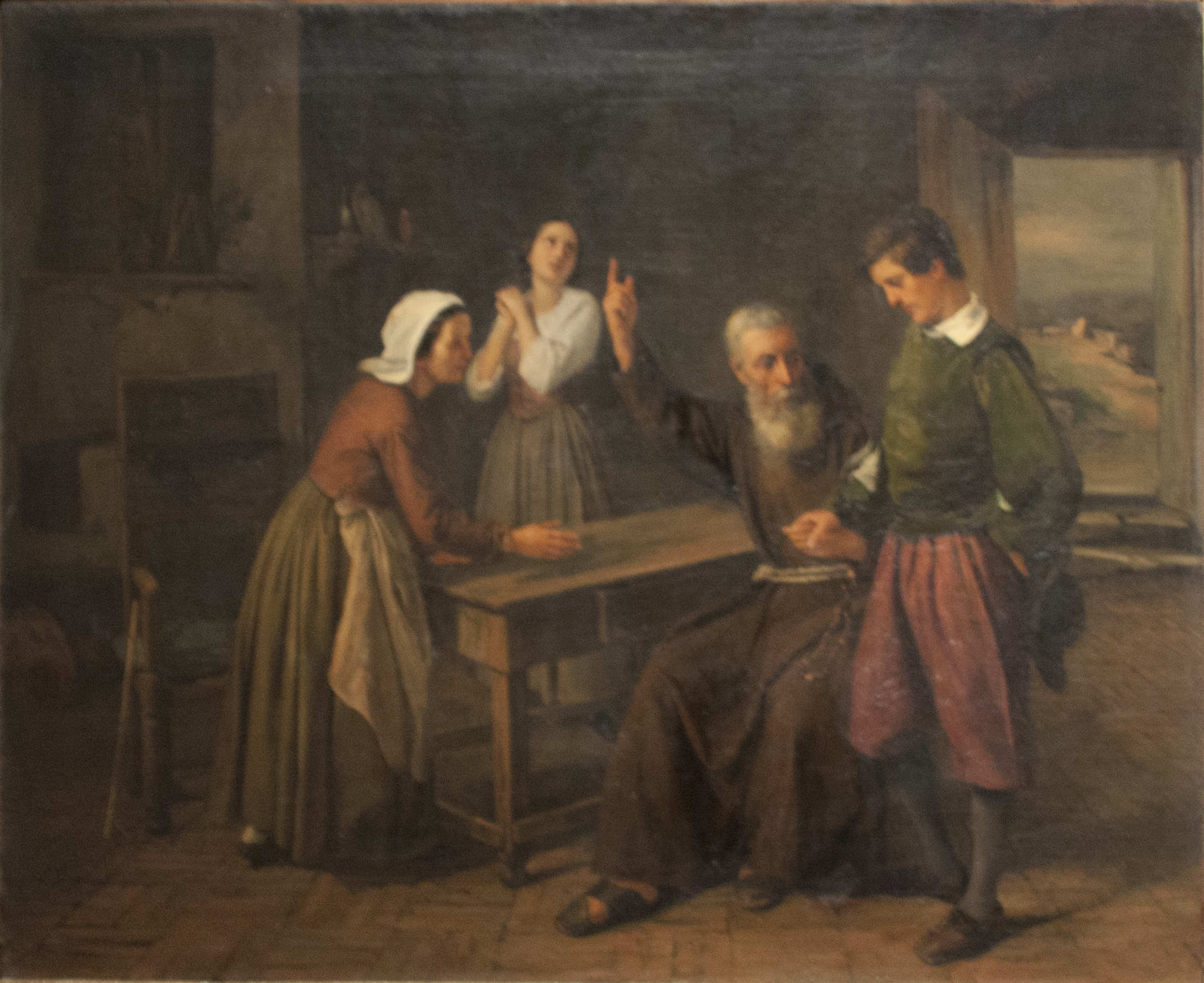
Giuseppe Pensabene, Fra' Cristoforo, Renzo e Lucia, olio su tela, 1861 (Palermo, Galleria d'arte moderna Empedocle Restivo).

Figlia di Agnese e promessa sposa di Renzo, subisce gli approcci amorosi di don Rodrigo – nel Fermo e Lucia descritti in modo più dettagliato –, che suscitano in lei ribrezzo e paura. Dopo essere fuggita dal paese natio per rifugiarsi presso la monaca di Monza, viene consegnata nelle mani dell'Innominato. Grazie al candore e alla purezza, la giovane fa breccia nell'animo già tormentato del suo rapitore, che la lascia libera. Affidata poi dal cardinal Federigo Borromeo alla famiglia di don Ferrante e di donna Prassede, Lucia rimane con i due nobili sino alla loro dipartita a causa della peste. Ammalatasi anch'essa del feroce morbo, è ritrovata da Renzo nel Lazzaretto, dove però rivela al suo promesso di aver fatto un voto alla Madonna durante la prigionia. Sciolta dal voto da parte di padre Cristoforo, Lucia si sposa alla conclusione del romanzo con Renzo, andando a vivere con lui e la madre Agnese nella Bergamasca.
Nel corso de I promessi sposi, il personaggio di Lucia può sembrare incolore, ma la critica intravede dei lucidi risvolti nella personalità della protagonista all'interno dell'economia del romanzo. Per Pierantonio Frare, ad esempio, Lucia è colei che fa scattare nell'Innominato quella molla che lo porta alla conversione, facendo "luce" sul suo animo tormentato. Nel finale del romanzo è ancora lei a far "luce" a Renzo sul senso della loro vicenda e Manzoni fa condividere a entrambi «il sugo di tutta la storia», ricordando che non erano andati a cercarsi i guai in cui erano incappati e che l'unico significato delle loro sventure poteva essere trovato nella divina Provvidenza.
Nell'affidarsi costantemente alla preghiera come soluzione ai mali che le capitano, Lucia è presentata nella sua veste realistica di contadina lombarda, "antieroina" rispetto alla tradizione letteraria in quanto quintessenza della donna di questa condizione sociale.

##### Don Rodrigo

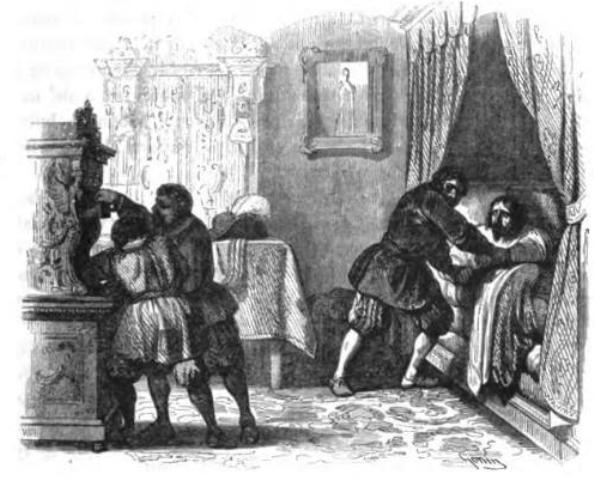
Il Griso tradisce don Rodrigo.

Nobilotto di provincia, gestisce con tirannia il suo feudo, importunando le giovani donne e punendo chi non gli va a genio. Persecutore di Lucia – oggetto di una scommessa tra Rodrigo e suo cugino, il conte Attilio –, nei primi capitoli del romanzo è la "macchina" che fa scattare il susseguirsi delle vicende: il mancato matrimonio tra Renzo e Lucia; lo scontro con fra Cristoforo; il tentato rapimento di Lucia per mano dei suoi bravi capeggiati dal Griso nella notte degli inganni. Infuriato per la partenza della coppia, non appena sa che Lucia si è riparata a Monza, decide di recarsi dall'Innominato perché si occupi di rapire una protetta di un'esponente della potente famiglia De Leyva. Anche questo piano fallisce a causa della conversione dell'Innominato, che libera Lucia dopo averla rapita: una frustrazione che spinge Rodrigo a ritirarsi a Milano, vittorioso soltanto con fra Cristoforo, esiliato a Rimini dopo l'intervento dell'influente conte zio. All'arrivo della pestilenza, Rodrigo si trova da tempo a Milano e ignora l'epidemia dedicandosi a una vita mondana, ma rimane contagiato poco dopo l'orazione funebre del conte Attilio, morto per il morbo. Tradito dal Griso, desideroso dei suoi tesori, Rodrigo viene portato al Lazzaretto in condizioni pietose, dove Renzo, guidato da fra Cristoforo, lo trova ormai semincosciente in una capanna e lo perdona.
Nell'ultimo capitolo appare l'erede di don Rodrigo, anonimamente chiamato «il signor marchese», che per rimediare alle nefandezze del suo predecessore fa annullare il mandato di cattura ancora pendente sulla testa di Renzo, acquista le case dei due promessi sposi a un prezzo doppio per favorire il loro trasferimento e, il giorno dopo le nozze, offre loro un pranzo nello stesso palazzotto appartenuto a don Rodrigo.

##### Don Abbondio

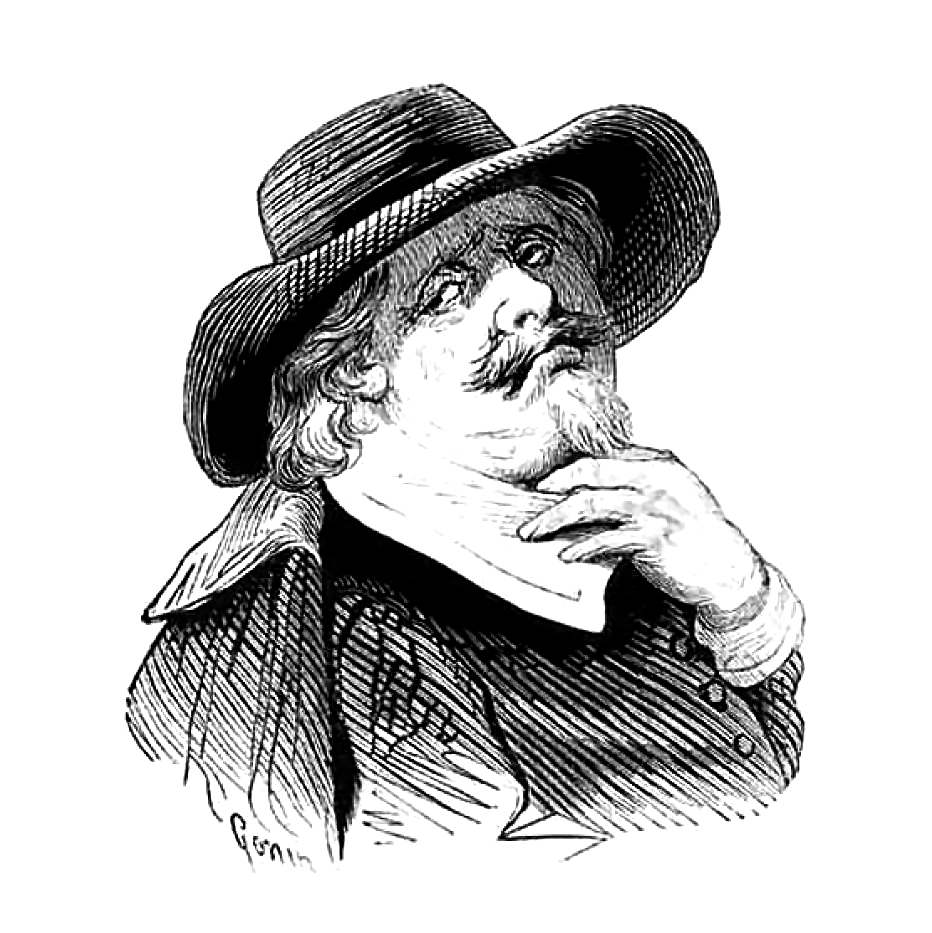
«Il nostro Abbondio, non nobile, non ricco, coraggioso ancor meno, s'era dunque accorto, prima quasi di toccar gli anni della discrezione, d'essere, in quella società, come un vaso di terra cotta, costretto a viaggiare in compagnia di molti vasi di ferro» (I promessi sposi).

Curato del paese in cui vivono Renzo e Lucia, è caratterizzato, nella sua fragile compostezza morale, sin dal primo capitolo in riferimento alla paura per le minacce ricevute da parte di don Rodrigo, che gli intima di non celebrare il matrimonio dei due giovani. Divenuto sacerdote non per vocazione, ma per appartenere a una classe sociale rispettabile e protetta, in grado di garantire anche una relativa sicurezza economica, don Abbondio è dipinto a tinte comiche da Manzoni, che diventano sempre più fosche (e perciò più odiose) di fronte alla renitenza del curato a adempiere i propri compiti di ministro della Chiesa e, più in generale, di uomo. Risulta infatti avaro, oppressore a sua volta nell'usare la cultura ai danni di Renzo, per non parlare di quella che è stata definita una «danza macabra», allorquando sa della morte di peste di don Rodrigo e vede l'epidemia come «una scopa» voluta dalla Provvidenza. Verso la conclusione del romanzo don Abbondio, ormai certo della scomparsa di don Rodrigo, celebra finalmente il matrimonio tra Renzo e Lucia.

##### Fra Cristoforo
Fra (o padre) Cristoforo, appartenente all'ordine dei cappuccini, in gioventù si chiamava Lodovico. Giovane impetuoso e desideroso di emulare i nobili spagnoli, un giorno per strada entra in lite con uno di essi, causando la morte non solo del gentiluomo, ma anche di un proprio servitore, di nome Cristoforo. Ricoverato presso un convento di cappuccini, ha quel pentimento che lo spinge alla conversione, a indossare il saio di frate – con il nome religioso di Cristoforo – e a chiedere pubblicamente perdono alla famiglia di colui che aveva assassinato. Nel palazzo nobiliare alla presenza di tutto il parentado fra Cristoforo s'inginocchia ai piedi del fratello dell'ucciso, che, colpito da un gesto così virtuoso, gli concede il suo perdono e lo invita a rimanere, ma il frate, che deve mettersi in viaggio per il luogo del noviziato, accetta soltanto del pane in segno di riconciliazione.

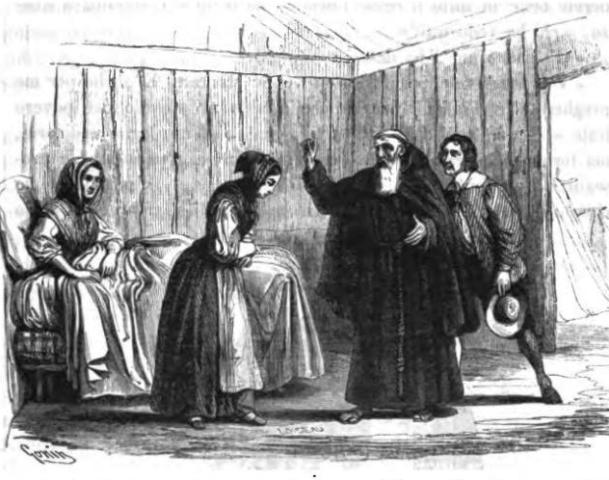
Padre Cristoforo nel Lazzaretto scioglie Lucia dal voto.

Padre Cristoforo è profondamente legato ai due protagonisti del romanzo. Per difenderli, si reca al palazzotto di don Rodrigo e lo affronta in una discussione alquanto tesa, in cui proferisce una profetica minaccia («Verrà un giorno....»), che lascia sgomento il suo interlocutore. Quindi organizza la fuga dei suoi protetti. Il cugino di don Rodrigo, il conte Attilio, da parte sua si rivolge all'influente conte zio, il quale invita a pranzo il padre provinciale e in un colloquio privato lo informa dei contrasti di suo nipote con il frate e ne suggerisce l'allontanamento. Quello, per non inimicarsi il conte zio, decide di trasferirlo a Rimini. Nel capitolo XXXV, durante la pestilenza fra Cristoforo si ritrova a Milano a soccorrere gli appestati nel Lazzaretto. Il suo ruolo risulta fondamentale per sbrogliare il nodo della vicenda: non solo scioglie Lucia dal voto di castità fatto alla Madonna, ma convince un vendicativo Renzo a perdonare don Rodrigo ormai semincosciente. Il santo frate muore anch'egli di peste, come si scopre nell'ultimo capitolo.

##### La monaca di Monza
(I promessi sposi, cap. IX, p. 170)

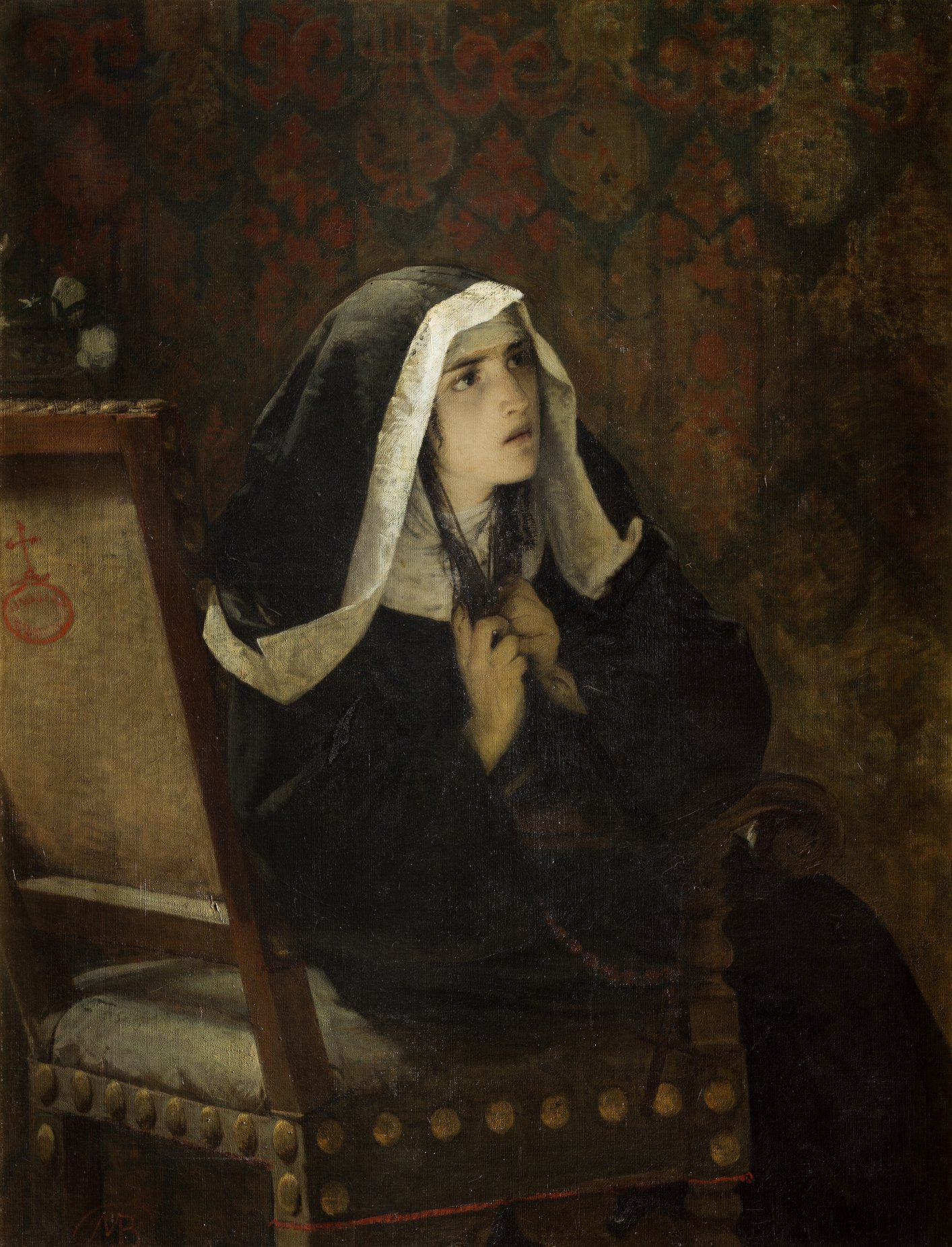
Mosè Bianchi, Monaca di Monza, olio su tela, 1865 (Milano, Galleria d'Arte Moderna).

Suor Gertrude, personaggio ricostruito sul modello di Marianna, figlia di Martino de Leyva feudatario di Monza, è la figura più tragica del romanzo. L'analisi psicologica ed esistenziale della donna dal suo ingresso in monastero fino alle scelleratezze compiute con Egidio – dettagliatissime nel Fermo e Lucia – si condensano in due capitoli (il IX e il X) ne I promessi sposi. Costretta a prendere i voti contro la sua volontà, dopo essere stata coartata psicologicamente dal padre desideroso di non disperdere parte dei suoi beni in una dote matrimoniale, Gertrude viene coinvolta in una relazione amorosa con uno scapestrato del luogo, Egidio, con cui ha dei figli, dai quali è obbligata separarsi non appena li ha partoriti. La rappresentazione di Gertrude, capace di suscitare forti sentimenti di rammarico e di compassione verso la sua triste vicenda, subisce una netta svolta quando acconsente, pur senza parteciparvi materialmente, all'assassinio della conversa Caterina, la quale aveva scoperto la tresca tra i due e minacciava di rivelarla. Da quel momento, «la sventurata» vive nell'oscurità dei rimorsi per i gravi peccati commessi, stato d'animo da cui sembra risollevarsi grazie al candore e alla gentilezza della sua protetta Lucia, affidatale da padre Cristoforo per sfuggire alle grinfie di don Rodrigo. Davanti però ai ricatti morali di Egidio, incaricato dall'Innominato di indurre l'amante a far uscire la giovane dal convento, Gertrude non può che cedere, lasciando che i bravi dell'Innominato la rapiscano. La conclusione della vicenda della monaca di Monza è descritta nel capitolo XXXVII quando, scoperti i suoi delitti, Gertrude viene trasferita in un monastero a Milano per scontare i suoi peccati; qui comprende i propri errori e incomincia a condurre una vita di penitenza irreprensibile.

##### L'Innominato
(I promessi sposi, cap. XIX, pp. 371-372)

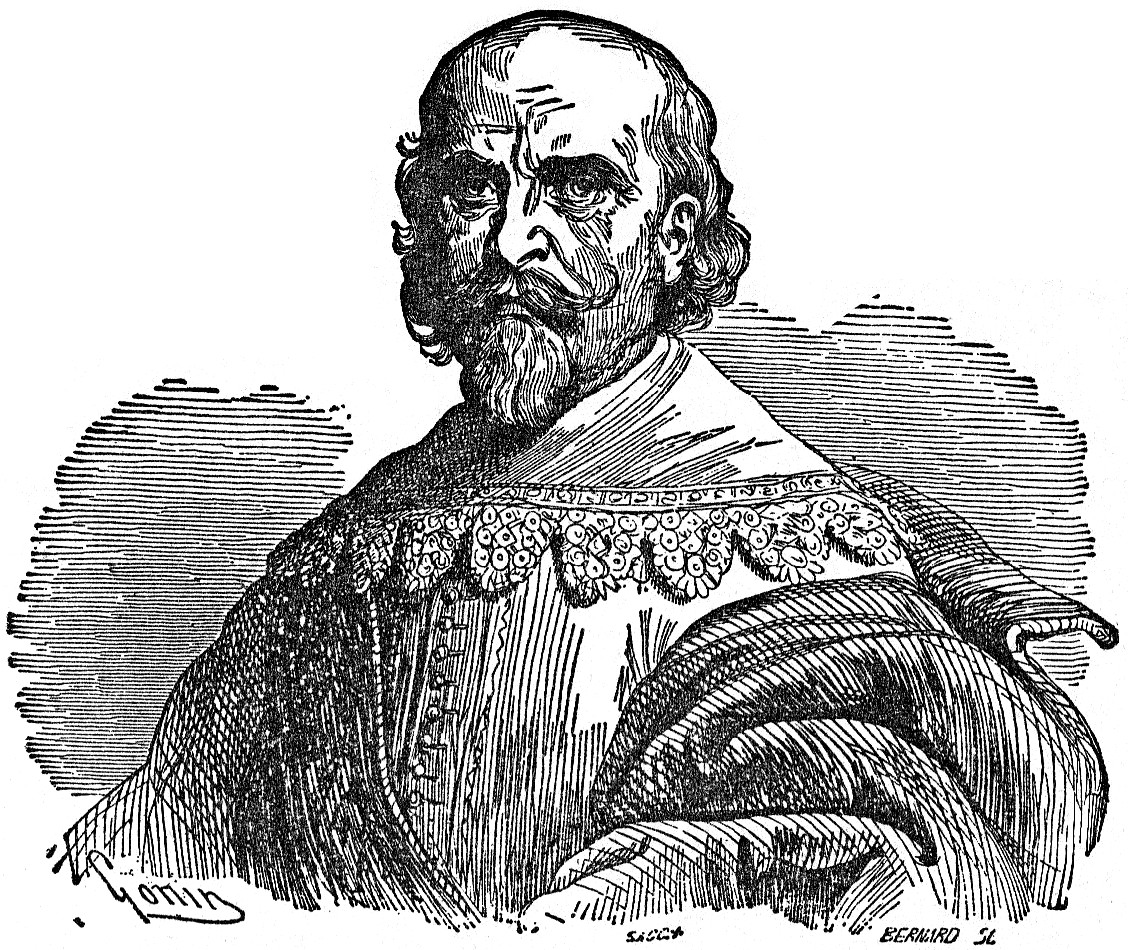
L'Innominato: «Era grande, bruno, calvo; bianchi i pochi capelli che gli rimanevano; rugosa la faccia: a prima vista, gli si sarebbe dato più de' sessant'anni che aveva; ma il contegno, le mosse, la durezza risentita de' lineamenti, il lampeggiar sinistro, ma vivo degli occhi, indicavano una forza di corpo e d'animo, che sarebbe stata straordinaria in un giovine» (I promessi sposi).

L'Innominato (il Conte del Sagrato nel Fermo e Lucia), per l'alone di mistero che ne accresce la fama e lo rende ancor più temuto e per il suo dramma esistenziale, è uno dei personaggi più romantici dell'intera opera. Identificato storicamente con Bernardino Visconti, nobile che si dedicava a guerreggiare con gli spagnoli, l'Innominato è presentato ormai sul limitare della vecchiaia e roso interiormente dai dubbi di una vita condotta a perpetrare assassini e altri crimini. Incaricatosi di rapire Lucia dal monastero di Monza con un inganno, l'Innominato si lascia commuovere dalla semplicità e dalla fragilità emotiva della giovane, che scatenano in lui quel turbamento interiore già iniziato prima. La notte successiva all'arrivo di Lucia al castello, conosciuta come notte dell'Innominato, vede l'uomo fronteggiarsi con la propria coscienza, talmente lacerata dal senso di colpa che lo porta a un passo dal suicidio. Soltanto l'alba e il suono delle campane, annuncianti la venuta del cardinale Federico Borromeo in visita pastorale in quei luoghi, lo distolgono dal mortale proposito, spingendolo anzi a recarsi al villaggio vicino per parlare con l'alto prelato. Quest'ultimo, che lo accoglie con fare paternalistico (quasi a ricordare la parabola del figliol prodigo), lo induce alla definitiva conversione: l'Innominato, profondamente scosso, decide di cambiar vita e dedicarsi a opere di carità e di "misericordia", liberando Lucia e poi ospitando, durante la discesa dei lanzichenecchi, gli abitanti della zona nella sua fortezza.

## Fortuna del romanzo

### La prima ricezione deI promessi sposiin Europa e nel mondo

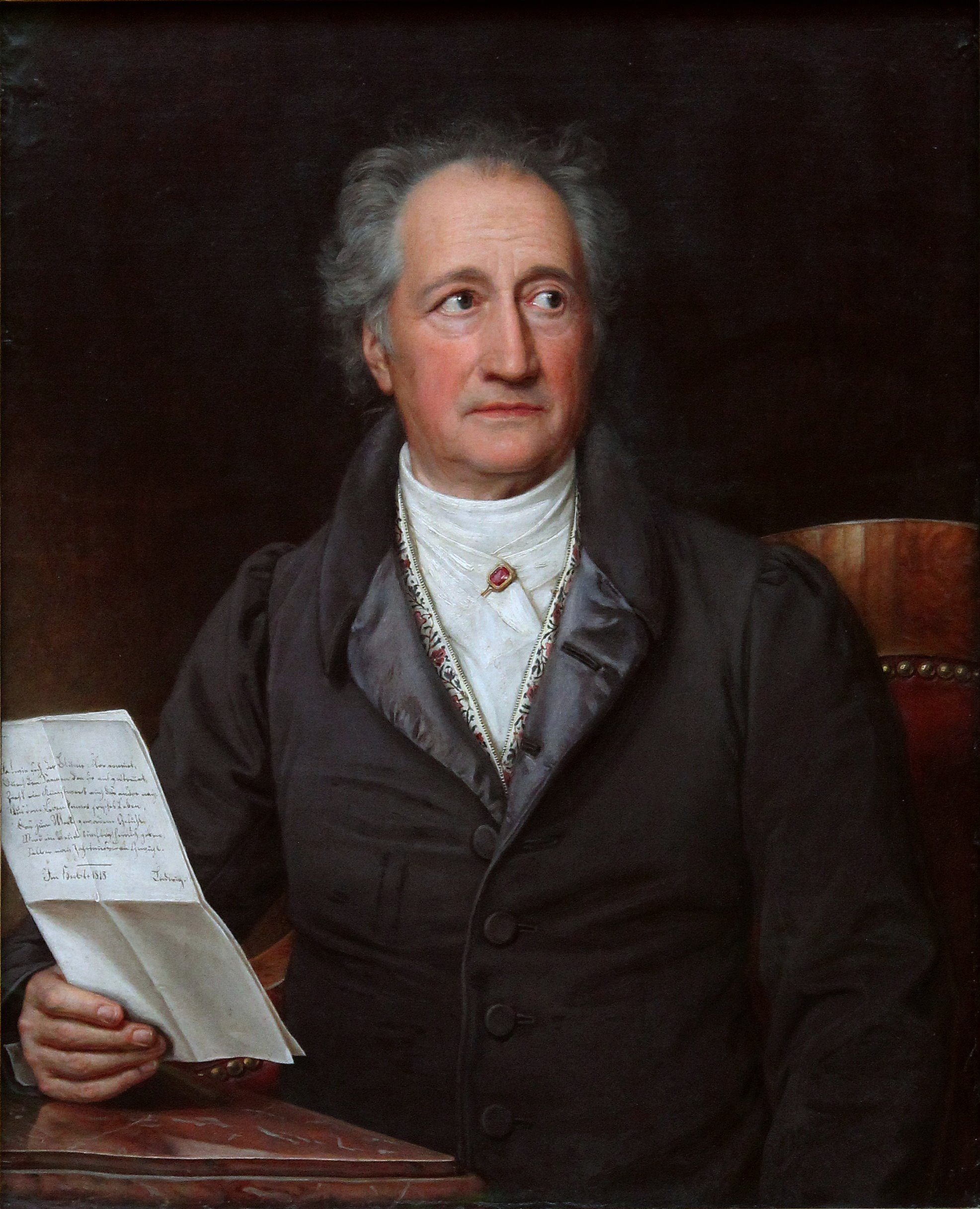
Goethe fu il principale promotore dell'opera manzoniana in seno alla cultura europea.

Il successo internazionale del romanzo manzoniano, divenuto noto soprattutto grazie al grande poeta tedesco Johann Wolfgang von Goethe, è testimoniato dalla contemporanea uscita di traduzioni in Europa e in America, e specialmente:

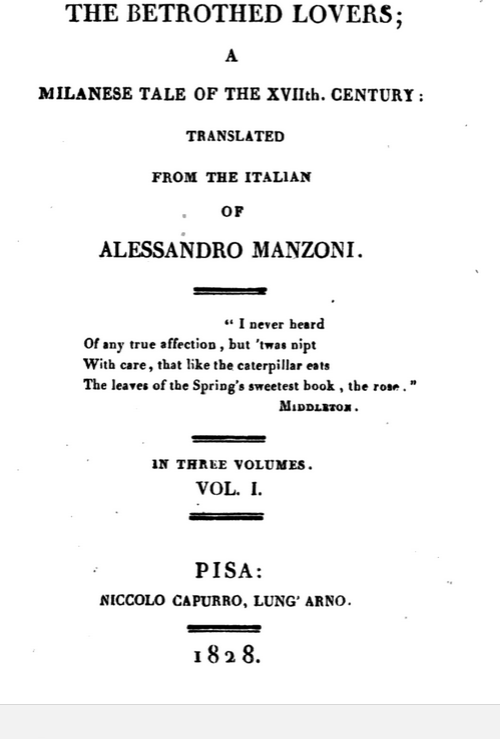
Frontespizio del primo volume della traduzione inglese di Charles Swan, The Betrothed Lovers (1828).

1. In Francia. Nella patria elettiva di Manzoni, dove lo scrittore risiedette per vari anni e strinse amicizia con gli idéologues e in particolar modo con il linguista Claude Fauriel, I promessi sposi ebbero inizialmente un'edizione pirata in italiano, pubblicata a Parigi da Louis Claude Baudry nel 1827. La prima traduzione francese, con il titolo Les Fiancés, fu eseguita da Antoine Rey-Dussueil e fu pubblicata con il permesso dell'autore sempre a Parigi da Charles Gosselin nel 1828; nello stesso anno uscì anche la versione di Pierre Joseph Gosselin per la libreria editrice Dauthereau. Il romanzo riscosse l'approvazione dei letterati del tempo, quali Alphonse de Lamartine, François-René de Chateaubriand e Auguste Comte, ma non di Honoré de Balzac[206].
2. In Germania. Le prime traduzioni tedesche de I promessi sposi, con il titolo Die Verlobten, furono quella di Daniel Lessmann, pubblicata a Berlino nel 1827, e quella di Eduard von Bülow, edita a Lipsia nel 1828[207]. Dopo aver letto il romanzo manzoniano appena uscito, in una conversazione del 23 luglio 1827 Goethe espresse a Johann-Peter Eckermann il suo famoso giudizio, secondo cui Manzoni era "un poeta nato" («ein geborener Poet»), ma la sua opera soffriva di "un eccessivo peso della storia" («ein Übergewicht der Geschichte»)[205].
3. Nel Regno Unito. La prima traduzione inglese, con il titolo The Betrothed Lovers, fu fatta dal pastore anglicano Charles Swan e pubblicata a Pisa da Niccolò Capurro nel 1828. A parte un'incomprensione, dovuta alla vena ironica di Manzoni non congeniale ai britannici[N 23], il romanzo fu accolto in Inghilterra con luci e ombre: Mary Shelley, ad esempio, l'autrice del Frankenstein, elogiò Manzoni per il suo realismo e per la sua acutezza psicologica, ma ne condannò l'ideologia cristiana e, a suo dire, bigotta di fondo[209].
4. In Spagna. A causa del decennio nefasto (1823-1833), ultima parte del regno di Ferdinando VII contrassegnata dalla lotta al liberalismo e alla cultura in generale, Manzoni approdò in Spagna solo nel 1823 sulla rivista catalana El Europeo. Su questa rivista il letterato italiano esule Luigi Monteggia pubblicò un lungo articolo, intitolato Il Romanticismo, in cui Manzoni figura tra i massimi esponenti del romanticismo europeo[210].
5. Negli Stati Uniti. In America uscirono nel 1834 due diverse traduzioni: una del geologo di origine inglese George William Featherstonhaugh, con il titolo I Promessi Sposi; or, The Betrothed Lovers, pubblicata a Washington sulla rivista The Metropolitan e anche in volume da Duff Green; l'altra di Andrews Norton, con il titolo Lucia, the Betrothed, edita a New York da George Dearborn. Il pubblico americano apprezzò il romanzo manzoniano per lo sfondo gotico e per le scene di violenza e i personaggi dalle tinte noires come la monaca di Monza e l'Innominato. Tra i principali ammiratori dell'opera vi furono lo scrittore Edgar Allan Poe e il futuro politico Charles Sumner[211].

### Influenza e critica letteraria

#### L'Ottocento

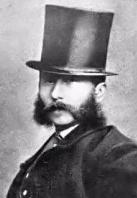
Emilio Praga, uno dei più rappresentativi esponenti della scapigliatura e avversario di Manzoni.

Già quand'era in vita, Manzoni ebbe ammiratori incondizionati e osteggiatori implacabili: ammirazione sconfinata venne da Francesco de Sanctis, Giovanni Verga, Luigi Capuana e da Giovanni Pascoli, che al suo «immortale romanzo» dedicò in seguito il saggio L'eco d'una notte mitica (1896), ravvisando nella notte degli imbrogli e dei sotterfugi la trasformazione dell'ultima notte di Ilio. Nel secondo gruppo, invece, rientrano gli scapigliati, i quali videro in Manzoni l'espressione del perbenismo borghese da loro tanto detestato, che si rivela anche nel romanzo, pieno di buoni sentimenti e perciò tendente ad un ricercato patetismo; Giosuè Carducci, estimatore dell'Adelchi, fu implacabile critico de I promessi sposi e della scelta linguistica adottata da Manzoni.
Il successo del romanzo manzoniano diede inoltre il via al fenomeno del manzonismo, sia in campo linguistico (Ruggiero Bonghi, Edmondo De Amicis), sia in quello prettamente creativo, originando un «parassitismo manzoneggiante» che spinse Luigi Gualtieri a comporre L'Innominato e Antonio Balbiani romanzi come Lasco il bandito della Valsassina: sessant'anni dopo I promessi sposi, I figli di Renzo Tramaglino e di Lucia Mondella, L'ultimo della famiglia Tramaglino.

#### Il Novecento

##### Il primo Novecento

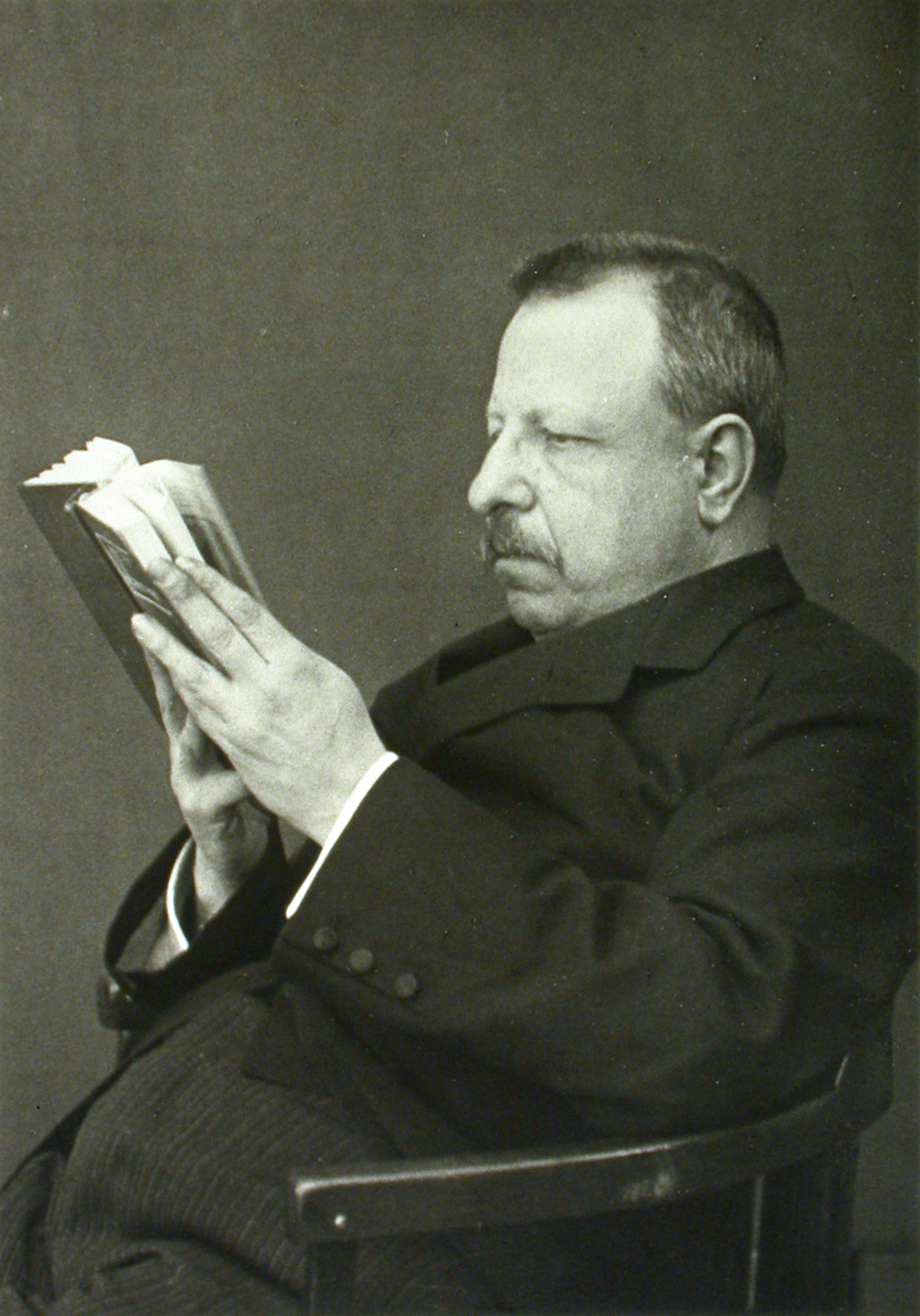
Benedetto Croce inizialmente condannò il romanzo manzoniano, per poi ritornare sui suoi passi a distanza di anni.

Nel Novecento, a causa dei movimenti anticlassicisti delle avanguardie, dell'evoluzione della lingua e all'edulcoramento della figura del romanziere che veniva insegnata nelle scuole, Manzoni subì varie critiche da parte di letterati e intellettuali: tra questi, il "primo" Croce e il marxista Antonio Gramsci, che accusò Manzoni di «paternalismo cattolico». Nel campo strettamente letterario, invece, in difesa di Manzoni si schierò Carlo Emilio Gadda, che ai suoi esordi pubblicò nel 1927 l'Apologia manzoniana e, decenni dopo, nel 1960 attaccò il piano di Alberto Moravia di affossarne la proposta linguistica. La più importante esaltazione del romanzo fu compiuta dal filosofo e pedagogista Giovanni Gentile, che elevò I promessi sposi al rango di «libro nazionale» al pari della Divina Commedia, giudicandolo un «libro di vita» basato sul discernimento concreto del vero, con cui Manzoni accoglieva le istanze morali e risorgimentali di Rosmini e Gioberti. Guido da Verona considerava Alessandro Manzoni un letterato paternalista e dannoso, pertanto nel 1930 scrisse una parodia dallo stesso titolo I promessi sposi, togliendo dal romanzo tutti gli elementi da lui considerati manieristici e futili e sostituendoli con passaggi erotici e anche politici, suscitando la vivace reazione di parte del mondo della cultura e di un discendente del poeta, l'avvocato Enrico Manzoni; la satira contro il fascismo, seppur mai esplicita, fu ben percepita dai lettori del tempo.

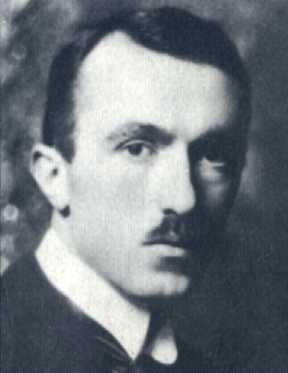
Gadda fu uno dei pochi difensori dell'operato manzoniano durante l'epoca delle avanguardie.

##### Il secondo Novecento
Soltanto nel secondo Novecento la critica letteraria, grazie agli studi di Luigi Russo, Eurialo De Michelis, Giovanni Getto, Lanfranco Caretti, Ezio Raimondi e Salvatore Silvano Nigro, è riuscita a liberare Manzoni dalla patina ideologica di cui era stato rivestito già all'indomani della sua morte, indagandone con occhio più sgombro da pregiudizi la poetica e la modernità dell'opera. Il modello tematico e immaginifico di Manzoni si è fatto sentire anche nella seconda metà di un secolo non tanto favorevole a lui quanto il precedente: nel 1956 Dino Buzzati, ispirandosi ai capitoli sulla pestilenza, scrisse il racconto La peste motoria, vivace parodia in cui la malattia aggredisce non gli uomini, ma le autovetture, e i monatti sono dipendenti degli sfasciacarrozze. Il romanzo manzoniano ebbe inoltre fortuna presso Andrea Camilleri, che lo definì «il capolavoro del nostro Novecento» e ricevette un omaggio da Umberto Eco, il quale, nel suo romanzo storico Il nome della rosa, parla di Malachia paragonandolo a un «vaso di coccio tra vasi di ferro», riprendendo la famosa metafora manzoniana riferita a don Abbondio.

## Nella cultura di massa
L'influsso del romanzo nella cultura popolare, oltre che a un insieme di parole ed espressioni entrate nell'uso comune, ha dato origine a tutta una serie di prodotti editoriali dalle cartoline alle figurine Liebig, ai fotoromanzi e ai fumetti. Nel 2017, al museo del fumetto e dell'immagine di Milano è stata allestita una mostra intitolata Alla scoperta dei Promessi sposi e dedicata al romanzo di Alessandro Manzoni raccontato in 190 anni di illustrazioni e fumetti da Francesco Gonin a Paperino. 

### Adattamenti artistici

#### Opera lirica
- I promessi sposi di Amilcare Ponchielli (1856; seconda versione 1872).
- I promessi sposi di Errico Petrella (1869).

#### Musical
- I promessi sposi, musical di Tato Russo (in scena dal 2000 al 2003) con Michel Altieri (Renzo) e Barbara Cola (Lucia) – premio Massimini come miglior attore a Michel Altieri[232].
- I promessi sposi - Opera moderna di Michele Guardì (in scena dal 18 giugno 2010) con Noemi Smorra nei panni di Lucia, Graziano Galatone nei panni di Renzo, Giò Di Tonno nei panni di don Rodrigo, Lola Ponce nei panni della monaca di Monza, Vittorio Matteucci nei panni dell'Innominato e Christian Gravina nei panni di fra Cristoforo e del cardinale Borromeo.

#### Teatro
- I promessi sposi, regista e interprete Massimiliano Finazzer Flory (2011)[233].
- Una storia lombarda nel  1600. Da "I promessi sposi" di Alessandro Manzoni, adattamento teatrale e regia di Luisa Borsieri (2014)[234].

#### Cinema

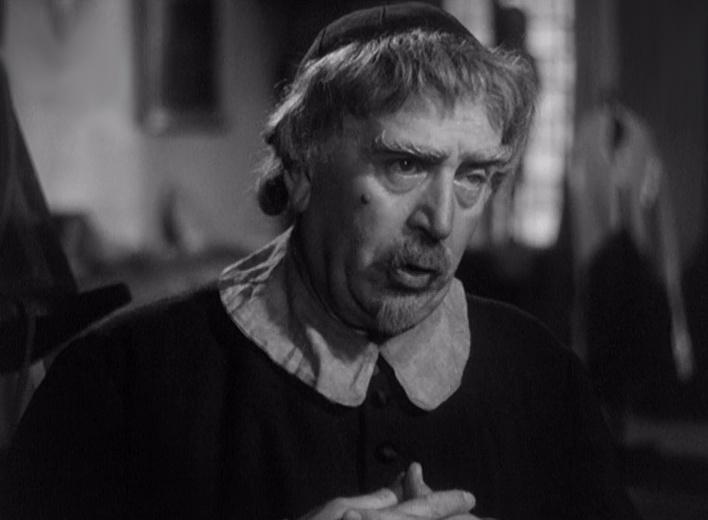
Armando Falconi nei panni di don Abbondio nel film I promessi sposi del 1941 diretto da Mario Camerini.

- I promessi sposi, film muto, diretto da Mario Morais (1908)[235].
- I promessi sposi, film muto, diretto da Ugo Falena (1911)[235].
- I promessi sposi, film muto, diretto da Ubaldo Maria Del Colle (1913)[235].
- I promessi sposi, film muto, diretto da Eleuterio Rodolfi (1913)[235].
- I promessi sposi, film muto, diretto da Mario Bonnard (1922).
- I promessi sposi, diretto da Mario Camerini (1941).
- I promessi sposi, diretto da Mario Maffei (1964).

### Sceneggiati televisivi

Tullio Solenghi, Massimo Lopez e Anna Marchesini sul set de I promessi sposi, celebre parodia del romanzo manzoniano.

- I promessi sposi, regia di Sandro Bolchi (1967). Principali interpreti: Massimo Girotti, Paola Pitagora, Nino Castelnuovo, Tino Carraro, Luigi Vannucchi, Salvo Randone.
- I promessi sposi, regia di Salvatore Nocita (1989). Principali interpreti: Alberto Sordi, Danny Quinn, Burt Lancaster, Franco Nero, Helmut Berger.
- Renzo e Lucia, regia di Francesca Archibugi (2004). Principali interpreti: Stefano Scandaletti, Michela Macalli, Paolo Villaggio, Laura Morante, Carlo Cecchi, Stefano Dionisi, Gigio Alberti, Stefania Sandrelli.

### Parodie
- Il monaco di Monza (1963), regia di Sergio Corbucci, con Totò, Nino Taranto e Macario.
- I promessi sposi (1985), regia di Antonello Falqui, con il Quartetto Cetra.
- I promessi sposi (1990), regia di Massimo Lopez, Anna Marchesini e Tullio Solenghi.
- I promessi sposi in dieci minuti (2009), riduzione-parodia degli Oblivion, regia di Lorenzo Scuda e Davide Calabrese.

#### Parodie a fumetti
- I promessi paperi (1976), versione molto rivisitata in cui Paperino e i suoi amici di Paperopoli interpretano ciascuno un ruolo del romanzo manzoniano.
- I promessi topi (1989), versione che cerca di avvicinarsi all'originale manzoniano, dove è invece Topolino a interpretare Renzo, affiancato dagli abitanti di Topolinia.
- Renzo e Lucia - I promessi sposi a fumetti di Marcello Toninelli, versione che coniuga la trama originale e lo stile irriverente del fumettista senese[231].

### Luoghi manzoniani

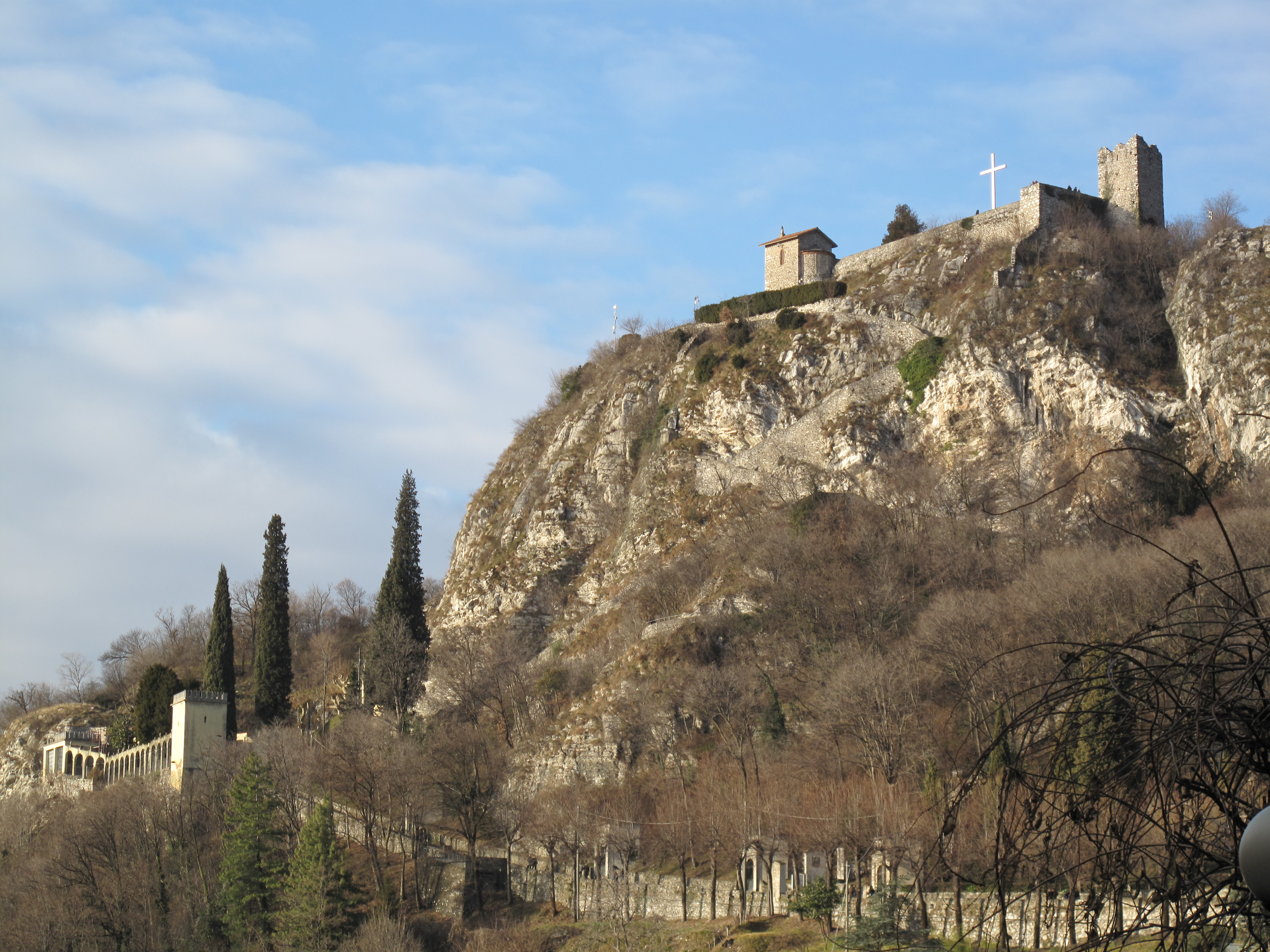
I resti del presunto castello dell'Innominato tra Vercurago e Lecco.

Il profondo tocco realistico proprio de I promessi sposi, ambientati tra il Lecchese, il Milanese e la Bergamasca, ha fatto nascere il desiderio di identificare i luoghi citati nel romanzo con alcuni castelli, palazzi o altri siti paesaggistici. Nel rione di Pescarenico a Lecco è sicura l'identificazione del convento dei cappuccini di fra Cristoforo, adiacente alla chiesa dei Santi Materno e Lucia, mentre è incerta la collocazione del paesello dei due promessi sposi (Olate o Acquate); interessante anche il tentativo di individuare, da parte di Antonio Stoppani, il palazzotto di don Rodrigo sullo Zucco di Olate e il castello dell'Innominato sulla rocca di Somasca. A Monza si trova la chiesa di San Maurizio che un tempo faceva parte del monastero di Santa Margherita, dove si svolsero realmente le vicende relative a suor Marianna de Leyva. A Milano, infine, il forno delle grucce di Corsia dei Servi da cui partì il tumulto di San Martino (oggi in via Vittorio Emanuele II), ma anche la parte del Lazzaretto ancora oggi esistente. Oltre ai luoghi del romanzo, si associano anche quelli legati alla memoria dello scrittore: il palazzo del Caleotto a Lecco, la villa di Brusuglio (Cormano), Casa Manzoni in via del Morone e la chiesa di San Fedele, dove ebbe l'infortunio che lo condusse alla morte.

### Esplicative
1. 1 2  «24 Ap.le 1821» e «17 7bre 1823» sono le date apposte rispettivamente all'inizio e alla fine del primo manoscritto autografo senza titolo del Fermo e Lucia[5].
2. ↑  Titolo non ideato da Manzoni, ma emerso per la prima volta in una lettera del 3 aprile 1822 di Ermes Visconti a Gaetano Cattaneo: «Non ci manca altro se non che Walter Scott gli traduca il Romanzo di Fermo e Lucia quando l'avrà fatto»[6].
3. ↑  Don Ferrante, originariamente, nel Fermo e Lucia aveva il nome di Valeriano. Nel corso della prima stesura del capitolo IX del terzo tomo, però, muta improvvisamente in Ferrante[17] e tutte le occorrenze precedenti furono corrette nell'autografo, senza una giustificazione di Manzoni stesso per questo mutamento.
4. ↑  La famosa metafora del "risciacquare i panni in Arno" si trova, non esattamente in questa forma, in due lettere di Manzoni: una del 17 settembre 1827 a Tommaso Grossi, dove scrive di avere «settantun lenzuola da risciacquare» in «un'acqua come Arno»[31]; e un'altra del 16 giugno 1828 a Giuseppe Borghi, dove parla di «quella tale biancheria sudicia da risciacquare un po' in Arno»[32], riferendosi sempre alle pagine del suo romanzo.
5. ↑  Oltre alla questione linguistica, vista come impegno civile da parte di Manzoni per la formazione di una lingua unitaria parlata da tutti gli italiani, lo scrittore milanese si sofferma anche sull'impegno civile che il lettore a lui contemporaneo deve manifestare, facendo intravedere nel Seicento e nelle violenze perpetrate dagli spagnoli il paragone con la Lombardia dominata dagli austriaci (Brasioli et al., p. 23). Vedi anche La funzione del romanzo.
6. ↑  Il rifiuto della mitologia è vigorosamente esposto nella lettera Sul romanticismo[63].
7. 1 2  L'identificazione del personaggio manzoniano con Francesco Bernardino Visconti fu divulgata per primo da Cesare Cantù (L'Innominato, in Sulla storia lombarda del secolo XVII, pp. 52-57), al quale era stata rivelata per lettera dallo stesso Manzoni[198].
8. ↑  Ad esempio, dagli atti del processo contro Paolo Orgiano, svoltosi nel 1605-1607, che forse Manzoni ebbe modo di leggere[72], emergono casi analoghi, quali il rapimento di Fiore Bertola, giovane sposa di Vincenzo Galvan, da parte dei bravi del signorotto[73] e il tentativo d'impedire, con minacce al promesso sposo e al curato, il matrimonio tra Lorenzo Veronese e Lorenza Zavoia, protetti da padre Ludovico Oddi[74].
9. ↑  In un inciso de I promessi sposi, cap. XXXVII, p. 714 Manzoni assume che l'Anonimo abbia sentito raccontare la storia da Renzo stesso.
10. ↑  Epistolario, I, lett. 91, pp. 277-317, in particolare p. 306. Tale frase è contenuta nella redazione originaria della missiva, non destinata alla pubblicazione, mentre non fu ripetuta in quella rielaborata e ridotta del 1870.
11. ↑  Tale preoccupazione è espressa soprattutto nel Fermo e Lucia, tom. II, cap. I, p. 157, laddove Manzoni afferma che il suo romanzo deve poter essere letto senza nocumento sia da «una vergine non più acerba», sia da «un giovane prete».
12. ↑  Italo Calvino definì I promessi sposi come «il romanzo dei rapporti di forza», dove male e bene sono personificati nei vari coprotagonisti del racconto, che si dispongono in un triangolo: personaggi del potere sociale, sempre avverso (don Rodrigo e l'Innominato), del potere ecclesiastico buono (fra Cristoforo e il cardinale Federigo) e cattivo (don Abbondio e la monaca di Monza)[90].
13. ↑  Manzoni evidenzia l'uso dei giocattoli come strumento di condizionamento mentale, compiuto dal principe padre per invogliare la figlia sin dalla più tenera infanzia a diventare un giorno monaca: «Bambole vestite da monaca furono i primi balocchi che le si diedero in mano; […]» (I promessi sposi, cap. IX, p. 176). Vedi anche Gertrude e le bambole in Palumbo, pp. 109-112.
14. 1 2 3  Mentre nel Fermo e Lucia, tom. II, capp. V-VI, pp. 245-252 l'episodio dell'omicidio della suora è descritto nei minimi particolari, invece ne I promessi sposi, cap. X, pp. 211-212 della "quarantana" si parla soltanto della sua scomparsa, alludendo al delitto e lasciando intendere la verità dal rimorso di Gertrude.
15. ↑  Il frate è così chiamato ne I promessi sposi, sia nella "ventisettana" sia nella "quarantana"[121], mentre nel Fermo e Lucia è specificato «padre Cristoforo da Cremona».
16. ↑  Si possono confrontare, ad esempio, le seguenti parole di Puck: 
«Se le nostre ombre leggere vi hanno offeso, immaginate soltanto, e tutto sarà riparato, di aver fatto qui un breve sonno, mentre queste visioni passavano vicino a voi. Indulgenti spettatori, non biasimate questo debole soggetto, e nol guardate che come un sogno; se miti ci sarete, noi ci ammenderemo.»
(William Shakespeare, Sogno di una notte di mezza estate, atto V, scena II, vv. 433-440; traduzione di Carlo Rusconi[165])
17. ↑  Così Manzoni chiama il proprio romanzo, appena pubblicato, in una lettera a Vincenzo Monti del 15 giugno 1827[174] e in un'altra a Gaetano Cioni del 10 ottobre 1827[175].
18. ↑  Nel Fermo e Lucia, invece, don Rodrigo anticipa la morte: dopo aver visto e seguito di nascosto Fermo e padre Cristoforo per il Lazzaretto, quando viene riconosciuto da loro e da Lucia, prende un cavallo e fugge a perdifiato fino a crepare[184].
19. ↑  Il nome è scritto con la grafia Ludovico nel Fermo e Lucia e nella "ventisettana", Lodovico nella "quarantana".
20. ↑  Nigro, 1988, pp. 131, 170, riprendendo il paragone di un confratello riferito da Manzoni[187], afferma che fra Cristoforo è «l'"eufemismo" di Lodovico», di cui conserva la forza e l'intraprendenza.
21. ↑  Manzoni passa da un atteggiamento di pietà nei confronti di Gertrude fino a una netta condanna, quando la monaca da vittima diventa carnefice della conversa Caterina. Perciò, a partire dal capitolo X, il narratore la chiama "sventurata" («La sventurata rispose», ne I promessi sposi, cap. X, p. 210).
22. ↑  Goethe ammirava molto Manzoni, ma non del tutto I promessi sposi, poiché riteneva che dal capitolo XXVII lo storico avesse giocato un brutto tiro al poeta:

(tedesco)
«Und zwar geschieht dieses bei einer Beschreibung von Krieg, Hungersnoth und Pestilenz, welche Dinge schon an sich widerwärtiger Art sind, und die nun durch das umständliche Detail einer trockenen chronikenhaften Schilderung unerträglich werden. […] Doch sobald die Personen des Romans wieder auftreten, steht der Poet in voller Glorie wieder da und nöthigt uns wieder zu der gewohnten Bewunderung.»

(italiano)
«Ciò avviene nella descrizione di guerra, carestia e pestilenza, cose che sono già di per sé ripugnanti e che ora diventano insopportabili a causa dei complicati dettagli di un'arida esposizione cronachistica. […] Ma non appena i personaggi del romanzo ricompaiono, il poeta riemerge di nuovo in tutta la sua gloria e ci costringe di nuovo alla consueta ammirazione.»
(Goethe, in Johann-Peter Eckermann, Conversazioni con Goethe, 23 luglio 1827[205])
23. ↑  Nel capitolo VII, citando una frase di Shakespeare (Giulio Cesare, atto II, scena I, vv. 63-65), Manzoni lo chiama «un barbaro che non era privo d'ingegno»[208]. In uno scambio di lettere, di cui dà conto nella prefazione alla sua traduzione, Swan se ne risentì, ma Manzoni se la cavò affermando che l'epiteto era ironico e l'espressione rimase invariata nella "quarantana".
24. ↑  Significativa è la poesia Preludio di Emilio Praga, in cui lo scapigliato annuncia l'ora degli «antecristi» in contrapposizione al «Casto poeta che l'Italia adora» (vv. 13-16)[214].
25. ↑  Nel 1921 Benedetto Croce con il suo saggio Manzoni stroncò il romanzo per la sua forte impronta religiosa, che non renderebbe I promessi sposi una vera opera d'arte. Nel 1952, però, riconobbe la vitalità del capolavoro manzoniano, ammettendo di essersi sbagliato (Tornando sul Manzoni).

### Bibliografiche
1. 1 2  Ferroni, 1991, p. 160.
2. ↑  Croce, 1921, p. 257.
3. ↑  Ferroni, 1992, pp. 651-653.
4. 1 2   Alessandro Manzoni, Gli sposi promessi, 1823-1825, Milano, Biblioteca Nazionale Braidense, Manz.B.III-IV.
5. ↑   Alessandro Manzoni, [Fermo e Lucia], 24 aprile 1821-17 settembre 1823, Milano, Biblioteca Nazionale Braidense, Manz.B.II.
6. ↑  Carteggio, II, lett. 294, p. 18.
7. ↑  Epistolario, I, lett. 77, pp. 211-223.
8. ↑  Mezzanotte, p. XIV.
9. ↑  Ferroni, 1991, pp. 161-162.
10. ↑   Gli sposi promessi, su casadelmanzoni.it, Casa del Manzoni. URL consultato il 17 maggio 2025.
11. ↑  Guglielmino-Grosser, p. 222.
12. ↑  Parenti, 1953, pp. 196-198.
13. 1 2  Stella, p. 661.
14. ↑  Parenti, 1953, p. 198: 
«La tiratura fu di duemila copie le quali si esaurirono con tale rapidità che ai primi d'agosto ne restavano soltanto 36; e alla metà dello stesso mese, anche queste, erano totalmente smaltite.»
15. ↑  Guglielmino-Grosser, p. 232:
«[…] nel caso di Gertrude quel che diventa la "sventurata rispose" era una lunga dettagliata descrizione della caduta nell'abiezione da parte della monaca, […]»
16. ↑  Caretti, pp. 46-53.
17. ↑  Fermo e Lucia, tom. III, cap. IX, p. 573.
18. ↑  Langella, 1986, pp. 190-199.
19. ↑  Russo, p. 62.
20. ↑  Tellini, 2007, pp. 186-187.
21. ↑  Fermo e Lucia, Introduzione, p. 7.
22. ↑  Tellini, 2007, pp. 173-174.
23. 1 2  Morgana-Ricci: 
«Esemplare è il caso di Manzoni, che partendo dalle due lingue vive a lui note, il milanese e il francese, cercò dapprima di 'conquistare' per via libresca l'italiano della tradizione studiando e annotando i vocabolari.»
24. ↑  Tellini, 2007, pp. 174-175.
25. ↑  Macchia, 1994, p. 113:
«Aiutato dai Dizionari (il Cherubini, il Vocabolario della Crusca), cominciando a lavorare, egli non badò affatto a una lingua aulica che detestava, ma agli scrittori popolareggianti, realistici, satirici, volgarizzatori, memorialisti, cronisti o addirittura ai poeti berneschi, per gettar le basi di una lingua comune, semplice, quotidiana.»
26. ↑   Giovanni Nencioni, Alessandro Manzoni e l'Accademia della Crusca (PDF), in Atti e memorie, Arcadia, Accademia letteraria italiana, 3, vol. 8, n. 2-3, 1983-1985,  pp. 1-29, in particolare p. 7, ISSN 1127-249X (WC · ACNP). URL consultato l'8 aprile 2025.
27. ↑  Parenti, 1953, pp. 214-226.
28. ↑  Tellini, 2007, pp. 180-181.
29. ↑   Il secondo matrimonio, su Autori della letteratura italiana - Manzoni. URL consultato il 17 maggio 2025.
30. 1 2 3 4  Mancini, Percorso biografico > 1827-1842 > Manzoni editore.
31. ↑  Carteggio, II, lett. 471, pp. 320-328, in particolare p. 327.
32. ↑  Carteggio, II, lett. 532, pp. 420-423, in particolare p. 421.
33. ↑  Ferroni, 1991, p. 176.
34. ↑  Tellini, 2007, p. 177.
35. ↑  In Stampa, pp. 104-105 c'è il resoconto del passaggio di Emilia Luti dalla casa di Massimo d'Azeglio, genero di Manzoni, a quella del grande scrittore. Il giovane Stefano Stampa, figliastro del Manzoni tramite il matrimonio di quest'ultimo con la nobildonna Teresa Borri, assistette al dialogo tra i due, in cui Manzoni, rivolgendosi al genero, gli disse: «Ei, ei, Massimo, vorrai bene prestarmela, eh, la tua fi[o]rentina» (p. 104). Lo Stampa continua dicendo che poi la signora Luti rimase con Manzoni fino alla pubblicazione della "quarantana", figurando come «dama di compagnia, piuttosto che di aia» delle figlie ancora non maritate di Manzoni.
36. ↑  Stella, p. 681.
37. ↑  Parenti, 1973, pp. 155-159.
38. ↑  Parenti, 1973, pp. 160-161.
39. ↑  A sua firma sono le illustrazioni raffiguranti «Quel ramo del lago di Como» (I promessi sposi, cap. I, p. 11) e «Addio, monti» (I promessi sposi, cap. VIII, p. 164).
40. ↑  Parenti, 1973, pp. 162-167.
41. ↑   Conor Fahy, Per la stampa dell'edizione definitiva dei Promessi sposi, in Saggi di bibliografia testuale, Padova, Editrice Antenore, 1987,  pp. 213-244, in particolare pp. 217-219 e tavv. XIII-XIV, ISBN 88-8455-056-4.
42. ↑  (EN) James Moran, Printing Presses: History and Development from the Fifteenth Century to Modern Times, London, Faber and Faber, 1973,  pp. 49-57, in particolare p. 53.
«In Italy the Stanhope press was manufactured by G.B. Paravia of Turin and Dell'Orio of Monza.»
43. ↑  Paccagnini, pp. LXIII-LXXV.
44. ↑  Ferroni, 1991, pp. 160, 179; Mezzanotte, p. XIV.
45. ↑  Storia della colonna infame, Introduzione, pp. 750-751.
46. ↑  Guglielmino-Grosser, p. 234.
47. ↑  Tellini, 2007, pp. 154-155.
48. ↑  Varotti, p. 26; Tellini, 2007, p. 155.
49. ↑   Roberto Carnero, Scott, Walter, in Enciclopedia dei ragazzi, Roma, Istituto dell'Enciclopedia Italiana, 2004-2006.
«In Scott, tuttavia, la caratterizzazione dei personaggi appare ancora piuttosto scarna, senza uno scandaglio approfondito della loro psicologia. Manzoni, invece, pur partendo dal modello dello scrittore scozzese, lo approfondirà attraverso più vaste implicazioni etiche e religiose.»
50. 1 2  I promessi sposi, cap. X, p. 206.
51. ↑   Émile Legouis e Louis Cazamian, Storia della letteratura inglese, traduzione di Eleonora Guicciardi, Torino, Giulio Einaudi editore, 1966  [1924],  p. 983, SBN RAV0000014:

«La parte della finzione […] è troppo considerevole nel romanzo di Scott […]. La nozione della verità per lui non si identifica ancora nell'esattezza scrupolosa che le conferirà la trasformazione del pensiero nel secolo XIX.»
52. ↑  D'Ovidio, p. 21: 
«Lo Scott narra per narrare; non ha nessuna alta intenzione morale, […].»
53. ↑  Nigro, 1988, p. 169.
54. ↑  Stella, p. 660.
55. 1 2 3  Luperini, p. 230.
56. ↑  Macchia, 1994, p. 88.
57. ↑   Fabio Camilletti, Il sorriso del conte zio. Manzoni, Sade e l'omaggio alla Vergine, in Enthymema, n. 14, 2016,  pp. 231-246, ISSN 2037-2426 (WC · ACNP). URL consultato il 20 gennaio 2025.
58. ↑   Alessandro Manzoni, Del romanzo storico e, in genere, de' componimenti misti di storia e d'invenzione, in Opere varie, Milano, dalla Tipografia di Giuseppe Redaelli, 1845 [i.e. 1850],  pp. 473-531, in particolare pp. 492-493, SBN LO10260861.
59. ↑  Epistolario, I, lett. 77, p. 217.
60. ↑  Giovanni Macchia, Da Fermo e Lucia alla Colonna infame. Nascita e morte della digressione, in Pontiggia, p. 170; Antonia Mazza Tonucci, Alessandro Manzoni, in Farinelli-Mazza Tonucci-Paccagnini, p. 102.
61. ↑  Tellini, 1998, p. 46.
62. ↑  Raimondi-Bottoni, pp. VIII-XI.
63. ↑  Epistolario, I, lett. 91, pp. 277-317, in particolare pp. 280-285.
64. ↑  Varotti, p. 25.
65. ↑  De Michelis, Preliminari ai "Promessi Sposi", p. 179.
66. ↑  Tellini, 2007, p. 220.
67. ↑  Varotti, p. 34; Raimondi, La ricerca incompiuta, pp. 173-189.
68. ↑  Macchia, 1994, p. 62.
69. 1 2  Varotti, p. 26.
70. 1 2  Gianmarco Gaspari, Nella città dolente (capitolo XXXIV), in Fandella-Langella-Frare, p. 147.
71. ↑  Getto, 1960, p. 141.
72. ↑   Claudio Povolo, Il processo contro il nobile vicentino Paolo Orgiano (1605-1607): una possibile fonte manzoniana, in Odeo olimpico, vol. 20, 1987-1990,  pp. 23-27, ISSN 2281-1281 (WC · ACNP). URL consultato il 22 febbraio 2025.
73. ↑  Povolo, p. 20.
74. ↑  Povolo, p. 21.
75. ↑  Tellini, 2007, p. 190.
76. ↑   Marta Chini, Naturalmente un manoscritto: Cide Hamete e l'anonimo manzoniano (PDF), in Moderno e modernità: la letteratura italiana. Atti del XII congresso nazionale dell'ADI (Roma, 17-20 settembre 2008), edizione online, Roma, Università La Sapienza, 2009,  pp. 1-11 del pdf.
77. ↑  Varotti, p. 24.
78. ↑  I promessi sposi, Introduzione, p. 6: «Sì; ma com'è dozzinale! com'è sguaiato! com'è scorretto! Idiotismi lombardi a iosa, frasi della lingua adoperate a sproposito, grammatica arbitraria, periodi sgangherati».
79. 1 2 3  Guglielmino-Grosser, pp. 233-234.
80. ↑  Raimondi, p. 120:
«Il manoscritto […] si presenta proprio come uno spazio teatrale […], mentre il narratore che finge di trascriverlo finisce col comportarsi da spettatore che guarda e giudica, e può sempre interrompere il racconto per correggerne il punto di vista o per sostituire all'ottica del protagonista lo "sguardo" riflessivo della conoscenza storica […].»
81. ↑  I promessi sposi, cap. II, p. 31.
82. ↑  I promessi sposi, cap. X, p. 210.
83. 1 2   Antonio Gramsci, Quaderni del carcere, a cura di Valentino Gerratana, vol. 2, Torino, Giulio Einaudi editore, 1975,  quaderno 8, § 9, p. 943, SBN RMS\1423723.
84. ↑  Escher Di Stefano, p. 123, nota 7; Ferroni, 1991, p. 171.
85. ↑  I promessi sposi, cap. XXXVII, pp. 724-726.
86. ↑  Vedi ad esempio I promessi sposi, cap. XXXII, p. 606, in cui si riferisce dell'aggressione di un vecchio, ritenuto un untore soltanto perché in chiesa «con la cappa, spolverò la panca».
87. ↑  I promessi sposi, cap. XXXII, pp. 610-611: 
«Ed ecco che, il giorno seguente, mentre appunto regnava quella presontuosa fiducia, anzi in molti una fanatica sicurezza che la processione dovesse aver troncata la peste, le morti crebbero, […]. Ma, oh forze mirabili e dolorose d'un pregiudizio generale! non già al trovarsi insieme tante persone, e per tanto tempo, non all'infinita moltiplicazione de' contatti fortuiti, attribuivano i più quell'effetto; […].»
88. ↑  Varotti, p. 23.
89. ↑  Vedi La scelta del Seicento.
90. ↑  Calvino, p. 271
91. ↑  Adelchi, atto IV, scena I, coro, vv. 103-104.
92. ↑   Alessandro Manzoni, Adelchi. Tragedia con un Discorso sur alcuni punti della storia longobardica in Italia, Milano, per Vincenzo Ferrario, 1822,  p. 127, SBN TO0E007876.
93. 1 2  I promessi sposi, cap. IV, pp. 74-75.
94. ↑  I promessi sposi, cap. XXI, p. 407: 
«[…]; e il tormentato esaminator di sè stesso, per rendersi ragione d'un sol fatto, si trovò ingolfato nell'esame di tutta la sua vita. Indietro, indietro, d'anno in anno, d'impegno in impegno, di sangue in sangue, di scelleratezza in scelleratezza: […].»
95. 1 2  Lucia dice la famosa frase due volte (I promessi sposi, cap. XXI, p. 399) e in seguito l'Innominato la ripete una terza volta tra sé e sé: «Tutt'a un tratto, gli tornarono in mente parole che aveva sentite e risentite, poche ore prima: — Dio perdona tante cose, per un'opera di misericordia! —» (I promessi sposi, cap. XXI, p. 408).
96. 1 2  I promessi sposi, cap. XXXVIII, p. 732
97. ↑  I promessi sposi, cap. XXVIII, p. 547.
98. ↑  Bellini, p. 524, che riprende quanto già esplicitato da Raimondi, p. 218; Tellini, 1998, p. 48: 
«Nella trama favolistica […] i personaggi si appellano spesso e volentieri alla Provvidenza. Ma la nominano sempre invano, o in accezione gergale o comunque riduttiva, quando non blasfema.»
 Ne accenna anche Parisi, pp. 103-104.
99. ↑  Così Momigliano, p. 229 definisce il romanzo manzoniano.
100. ↑  Nef, p. 15.
101. ↑  Nef, p. 16.
102. ↑  Parisi, p. 100.
103. ↑  Langella, 2018, pp. 293-313.
104. ↑  I promessi sposi, cap. V, p. 95: 
«Il lettore sa che in quell'anno si combatteva per la successione al ducato di Mantova, […].»
105. ↑  I promessi sposi, cap. II, p. 33; cap. V, p. 99; cap. XXII, p. 420.
106. ↑  Antonia Mazza Tonucci, Alessandro Manzoni, in Farinelli-Mazza Tonucci-Paccagnini, p. 110.
107. ↑  Contro il malgoverno spagnolo si era scagliato, nel 1615, anche Alessandro Tassoni nelle Filippiche contra gli spagnuoli.
108. ↑  Spinazzola, p. 251: 
«[…] politici sono tutti i modi tenuti per imporre ad arbitrio la propria volontà, preferibilmente mascherandola con una parvenza di forme legali e morali.»
109. ↑  Un esempio lampante si trova ne I promessi sposi, cap. II, p. 35: 
«"Error, conditio, votum, cognatio, crimen, Cultus disparitas, vis, ordo, ligamen, honestas, Si sis affinis,.... " cominciava don Abbondio, contando sulla punta delle dita. "Si piglia gioco di me?" interruppe il giovine. "Che vuol ch'io faccia del suo latinorum?".»
110. ↑  Nigro, 1988, p. 171.
111. ↑  Ferroni, 2003, p. 60.
112. ↑  Guglielmino-Grosser, pp. 235-236: 
«[…] la provvidenza, sotto forma di divina illuminazione o di grazia, si manifesta nei cuori, nelle anime degli uomini cui spetta la decisione se accoglierla o meno.»
113. ↑  I promessi sposi, cap. XVII, p. 333.
114. ↑  Brasioli et al., p. 57, nota 1: 
«Nella prima parte segue un movimento, per così dire, centripeto – dalla catena di monti va restringendosi sul particolare (la città di Lecco) –, nella seconda parte segue un movimento centrifugo dalle strade e stradette fino ai monti e all'orizzonte.»
115. ↑  Mazzamuto, pp. 140-142.
116. ↑  Ferroni, 1991, p. 104: 
«[…]: la natura è specchio dei sentimenti e delle passioni che agitano l'uomo perché anch'essa è animata da sentimenti e passioni, […].»
117. ↑  I promessi sposi, cap. XVII, p. 329.
118. ↑  I promessi sposi, cap. XX, pp. 377-378.
119. ↑  I promessi sposi, cap. XXIX, p. 565.
120. ↑   Leonardo Terrusi, Silenzi, nomi, asterischi. Gli 'asteronimi' manzoniani, in Il nome nel testo. Rivista internazionale di onomastica letteraria, vol. 12, 2010,  pp. 269-276, in particolare pp. 270-271, ISSN 1591-7622 (WC · ACNP).
121. ↑  I promessi sposi, cap. IV, p. 66.
122. ↑  I promessi sposi, cap. IX, p. 175.
123. ↑  I promessi sposi, Introduzione, p. 6.
124. ↑  I promessi sposi, cap. IV, p. 67.
125. 1 2  Eraldo Bellini, L'idillio imperfetto (capitoli XXXVII-XXXVIII), in Fandella-Langella-Frare, p. 163.
126. ↑  Tellini, 2007, p. 224.
127. ↑  Raimondi, p. 306.
128. ↑  Vedi Il nuovo prototipo del personaggio.
129. ↑  I promessi sposi, cap. XXXVIII, p. 744: 
«[…], l'uomo, fin che sta in questo mondo, è un infermo che si trova sur un letto scomodo più o meno, e vede intorno a sè altri letti, ben rifatti al di fuori, piani, a livello: e si figura che ci si deve star benone.»
130. ↑  Tellini, 2007, p. 226.
131. ↑  Ferroni, 1991, pp. 164-168.
132. ↑  Ghidetti, p. XVIII.
133. ↑  I promessi sposi, cap. I, p. 11.
134. ↑  L'accenno alla scommessa è riferito nel dialogo tra Attilio e Rodrigo ne I promessi sposi, cap. VII, p. 128.
135. ↑  I promessi sposi, cap. III.
136. ↑  I promessi sposi, cap. IV.
137. ↑  I promessi sposi, cap. V, p. 110.
138. ↑  I promessi sposi, cap. VI.
139. ↑  Carlo Annoni, La notte degli imbrogli e dei sotterfugi (capitoli VII-VIII), in Fandella-Langella-Frare, p. 29.
140. ↑  I promessi sposi, cap. VIII, p. 159.
141. ↑  I promessi sposi, cap. VIII, p. 163.
142. ↑  Getto, 1961, pp. 428-432.
143. ↑  I promessi sposi, cap. IX, p. 178.
144. ↑  I promessi sposi, cap. IX.
145. ↑  I promessi sposi, capp. XI-XIII.
146. ↑  I promessi sposi, cap. XIV.
147. ↑  I promessi sposi, cap. XV.
148. ↑  I promessi sposi, capp. XVI-XVII.
149. 1 2  I promessi sposi, capp. XVIII-XIX.
150. ↑  I promessi sposi, cap. XX. Per l'identificazione storica del luogo, vedi anche Luoghi manzoniani.
151. ↑  I promessi sposi, cap. XXI.
152. ↑  I promessi sposi, capp. XXIII-XXIV.
153. ↑  Frare, pp. 147-165 ripercorre la condanna culturale, morale e civile degli intellettuali dell'Ottocento nei confronti del Barocco e del Seicento, in quanto secolo «sciocco e sfarzoso» (p. 155), «intint[o] di superstizione e di magia, provinciale e attardat[o]» (p. 156) ed espressione, in generale, del malgoverno spagnolo in Lombardia.
154. ↑  I promessi sposi, capp. XXV-XXVII.
155. ↑  I promessi sposi, capp. XXVIII-XXX.
156. ↑  I promessi sposi, capp. XXXI-XXXII.
157. 1 2  I promessi sposi, cap. XXXIII.
158. ↑  I promessi sposi, cap. XXXIV.
159. ↑  I promessi sposi, cap. XXXIV, p. 663.
160. ↑  I promessi sposi, cap. XXXIV, p. 661.
161. 1 2  I promessi sposi, cap. XXXV, pp. 683-688.
162. ↑  I promessi sposi, cap. XXXVI.
163. 1 2  I promessi sposi, cap. XXXVIII, p. 746.
164. ↑  I promessi sposi, cap. XXXVIII, p. 745.
165. ↑   Shakspeare, Il sogno di una notte d'estate, in Teatro completo voltato in prosa italiana, traduzione di Carlo Rusconi, vol. 3, 4ª ed., Torino, Unione tipografico-editrice, 1859,  p. 149, SBN LO10243479.
166. ↑  Ferroni, 1991, p. 172.
167. ↑  Spinazzola, p. 252.
168. ↑  Baldi, p. 44 e sgg.
169. ↑  Ferroni, 2003, p. 62.
170. ↑  Nigro, 1988, p. 64.
171. ↑  Tellini, 2007, p. 114.
172. ↑   Alessandro Manzoni, Lettera a M. C.*** sull'unità di tempo e di luogo nella tragedia, in Scritti di teoria letteraria, traduzione di Adelaide Sozzi Casanova, introduzione di Cesare Segre, Milano, Biblioteca universale Rizzoli, 1981,  pp. 53-153, in particolare pp. 111-112, ISBN 88-17-12342-0.
173. ↑  Varotti, p. 25: 
«[…] anche i personaggi più umili, finanche i reietti della terra, possono assurgere al centro di vicende gravi e drammatiche.»
174. ↑  Carteggio, II, lett. 444, p. 281.
175. ↑  Carteggio, II, lett. 478, p. 340.
176. ↑  L'espressione è attribuita all'Anonimo manzoniano ne I promessi sposi, Introduzione, p. 6.
177. ↑  Langella, 2014, p. 127.
178. ↑   [Ugo Foscolo], Ultime lettere di Jacopo Ortis, Italia, s.t., 1802,  p. 30.
179. ↑  Langella, 2014, p. 131.
180. ↑  Padroni e servi (capitoli XX-XXI), in Fandella-Langella-Frare, p. 91.
181. ↑  Vedi anche Il rifiuto dell'idillio.
182. ↑  De Michelis, p. 199.
183. ↑  I promessi sposi, capp. XIX-XX.
184. ↑  Fermo e Lucia, tom. IV, cap. IX, pp. 771-775.
185. ↑  I promessi sposi, cap. XXXVIII, pp. 731-740.
186. ↑  Famosa la litote: «Don Abbondio (il lettore se n'è già avveduto) non era nato con un cuor di leone» (I promessi sposi, cap. I, p. 20).
187. ↑  I promessi sposi, cap. IV, p. 81.
188. ↑  I promessi sposi, cap. IV, pp. 78-79.
189. ↑  I promessi sposi, cap. VI, p. 104.
190. ↑  A Palermo nel Fermo e Lucia, tom. II, cap. VIII, p. 309).
191. ↑  Mazzamuto, p. 74.
192. ↑  Fermo e Lucia, tom. II, capp. II-VI.
193. ↑  Un esempio nel Fermo e Lucia, tom. II, cap. III, p. 210: «[Geltrude] alzò un momento gli occhi verso il padre che le stava di fianco […], ma vide negli sguardi del Marchese una espressione sì minacciosa, che tutto il suo coraggio svanì».
194. ↑  Fermo e Lucia, tom. II, cap. V, p. 237; I promessi sposi, cap. X, p. 210.
195. ↑  Locatelli Milesi, p. 74.
196. ↑  I promessi sposi, cap. XX, p. 383: 
«Noi abbiamo riferito come la sciagurata signora desse una volta retta alle sue parole; […]. Quella stessa voce, che aveva acquistato forza e, direi quasi, autorità dal delitto, le impose ora il sagrifizio dell'innocente che aveva in custodia.»
197. ↑  Mazzamuto, p. 67.
198. ↑   Giovanni Sforza (a cura di), Lettere di Alessandro Manzoni in gran parte inedite raccolte e annotate, Pisa, coi tipi dei ff. Nistri, 1875,  p. 337.
199. ↑  Russo, p. 39.
200. ↑  Langella, 2014, p. 134: «[…], per cui la conversione dell'Innominato non segue più il modello paolino della folgorazione ex abrupto, ma quello agostiniano del processo lento e graduale, […]».
201. ↑  Tentorio, p. 9.
202. ↑  Nigro, 1995, p. 477.
203. ↑  I promessi sposi, capp. XXIX-XXX.
204. ↑  Vigorelli, p. 33.
205. 1 2  (DE) Johann Peter Eckermann, Gespräche mit Goethe in den letzten Jahren seines Lebens (1823-1832), vol. 1, Leipzig, F. A. Brockhaus, 1836,  pp. 379-381, SBN LO11238049.
206. ↑  In Francia.
207. ↑  In Germania.
208. ↑  I promessi sposi, tom. I (1825), cap. VII, p. 202.
209. ↑  In Inghilterra.
210. ↑  In Spagna.
211. ↑  In America.
212. ↑  Tellini, 2007, p. 324.
213. ↑  Pascoli, pp. 2, 5.
214. ↑   Emilio Praga, Preludio, in Penombre, Milano, Casa editrice degli autori-editori, 1864,  pp. 5-6, SBN TO00637530.
215. ↑  Tellini, 2007, p. 323.
216. ↑  Ermanno Paccagnini, L'"epoca di transizione", in Farinelli-Mazza Tonucci-Paccagnini, p. 166.
217. ↑  Gadda, pp. 39-48.
218. ↑  Tellini, 2007, pp. 330-331.
219. ↑  Gentile, pp. 1-30.
220. ↑   I promessi sposi. Romanzo di Alessandro Manzoni e Guido da Verona, Milano, Società editrice Unitas, 1930, SBN LO10259510.
221. ↑   Enzo Magrì, Sfregio al Manzoni; Lo scandalo, in Guido Da Verona l'ebreo fascista, Cosenza, Luigi Pellegrini Editore, 2005,  pp. 225-258, in particolare pp. 231, 243, ISBN 88-8101-278-2.
222. ↑   Antonio Spinosa, Starace, Milano, Rizzoli, 1981,  p. 179, SBN RAV0001700.
223. ↑  Tellini, 2007, pp. 335-336.
224. ↑   Dino Buzzati, La peste motoria, in Sessanta racconti, Milano, Arnoldo Mondadori editore, 1958  [1956],  pp. 523-528, SBN SBL0486350.
225. ↑   Angelo Colombo, Buzzati fra parodia e critica: sul manzonismo della "Peste motoria", in Studi e problemi di critica testuale, vol. 42, aprile 1991,  pp. 175-189, ISSN 0049-2361 (WC · ACNP).
226. 1 2  Novelli, p. 271.
227. ↑   Umberto Eco, Il nome della rosa, Milano, Bompiani, 1980,  p. 428, SBN LI30026624.
228. ↑  I promessi sposi, cap. I, p. 23
229. ↑   Ilaria Bonomi, Manzonismi, in Enciclopedia dell'italiano, Roma, Istituto dell'Enciclopedia Italiana, 2010-2011.
230. ↑  De Berti, pp. 62, 114.
231. 1 2   Alice Zampa, I promessi sposi in mostra, 190 anni a fumetti (e non solo), su lifegate.it, 16 marzo 2017. URL consultato il 29 gennaio 2025.
232. ↑  Tato Russo.
233. ↑   I Promessi Sposi, su finazzerflory.com. URL consultato il 28 giugno 2017.
234. ↑   Arteatro3 s.a.s. di Luisa Borsieri, su arteatro3.altervista.org (archiviato dall'url originale il 27 settembre 2014).
235. 1 2 3 4  De Berti, p. 61.
236. ↑  Bindoni, p. 5
237. 1 2  Guida dei luoghi manzoniani a Lecco.
238. ↑  Bindoni, p. 150
239. ↑  Fenaroli.
240. ↑  Bindoni, p. 58 e sgg.
241. ↑  Bindoni, p. 102
242. 1 2  Ferrari.